# Chiến dịch Barbarossa
Chiến dịch Barbarossa (tiếng Đức: Unternehmen Barbarossa), còn được gọi là Cuộc xâm lược của Đức vào Liên Xô là mật danh của chiến dịch xâm lược Liên Xô do Quân đội Đức Quốc xã tiến hành trong Chiến tranh thế giới thứ hai. Với tên ban đầu là kế hoạch Otto và được đích thân Adolf Hitler đổi thành "Barbarossa" theo biệt hiệu của vị Hoàng đế La Mã Thần thánh Friedrich I ở thế kỷ XII vào ngày 18 tháng 12 năm 1940, chiến dịch có mục tiêu nhanh chóng chiếm đóng phần lãnh thổ phía Tây đường ranh giới nối liền giữa hai thành phố Arkhangelsk và Astrakhan (thường gọi là tuyến A-A) của Liên Xô, được mở màn vào sáng Chủ nhật ngày 22 tháng 6 năm 1941 trên toàn bộ tuyến biên giới phía Tây của Liên Xô và thực tế kết thúc vào cuối năm 1941 trước cửa ngõ Moskva.
Trong toàn chiến dịch, mặc dù Quân đội Đức Quốc xã đã giành được một số chiến thắng vang dội ở cấp độ chiến thuật, chiếm được phân nửa lãnh thổ thuộc châu Âu của Liên Xô trong đó có một số vùng kinh tế quan trọng, nhưng không hoàn thành mục tiêu mà kế hoạch đã đề ra. Kể từ sau khi đợt tấn công Moskva bị bẻ gãy vào tháng 1 năm 1942, Quân đội Đức Quốc xã không còn đủ sức tổ chức một đợt tổng tấn công nào khác trên toàn bộ mặt trận, khiến chiến lược đánh nhanh thắng nhanh trước mùa đông 1941-1942 của Hitler hoàn toàn thất bại.
Thất bại về mặt chiến lược của chiến dịch Barbarossa là một bước ngoặt quan trọng, buộc Hitler phải tham gia vào một cuộc chiến tranh tổng lực mà nước Đức Quốc xã và đồng minh phe Trục kém thế tương quan về năng lực sản xuất công nghiệp và khả năng tổng động viên so với Liên Xô và phe Đồng minh, dẫn tới sự suy yếu rồi thất bại hoàn toàn trong Chiến tranh thế giới thứ hai.
Về mặt lịch sử, thì chiến dịch Barbarossa được ghi nhận là chiến dịch quân sự có quy mô lớn nhất về quân số tham chiến và cũng là chiến dịch đẫm máu nhất với con số thương vong lớn chưa từng có trong lịch sử thế giới.

## Bối cảnh trước chiến dịch

### Liên Xô
Từ năm 1933, sau khi Adolf Hitler lên cầm quyền và tái quân sự hóa nước Đức, chính sách nhất quán của Liên Xô là thiết lập một nền an ninh chung tại châu Âu, duy trì vào bảo vệ những điều khoản của Hiệp ước Versailles năm 1919. Chính sách này đã được thể hiện qua việc Liên Xô kiên trì đàm phán với các nước Tây Âu về một hiệp ước an ninh chung nhưng lại gặp phải thái độ nghi ngờ từ phía các đồng minh trong tương lai. Theo nhà sử học Henry Peyner: "Bằng Hiệp ước Munich năm 1938, họ đã thừa nhận việc Đức thôn tính Áo, bỏ mặc Tiệp Khắc cho Đức xâm chiếm và mở cửa cho Đức tấn công sang phía Đông".
Mặc dù đạt được những thành tựu quan trọng về kinh tế - quốc phòng nhưng trang bị vật chất dành cho chiến tranh của Liên Xô vào năm 1941 vẫn thua kém về số lượng so với nước Đức. Các biện pháp tổ chức lại quân đội và thực tập tác chiến theo chiến tranh hiện đại vẫn còn đang trong giai đoạn triển khai. Xét về từng khía cạnh thì mặc dù đã có ý thức và những hành động thiết thực để bảo vệ đất nước nhưng trên cách nhìn tổng thể, Liên Xô vẫn chưa hoàn toàn được chuẩn bị tốt để đón nhận một cuộc chiến tranh tổng lực. Cuộc tấn công bất ngờ ngày 22 tháng 6 năm 1941 của quân đội Đức đã làm bộc lộ toàn diện những điểm yếu của Liên Xô trong chiến lược phòng thủ quốc gia và nó chỉ được sửa chữa triệt để sau những ngày tháng thất bại trên các mặt trận.

### Đức Quốc xã

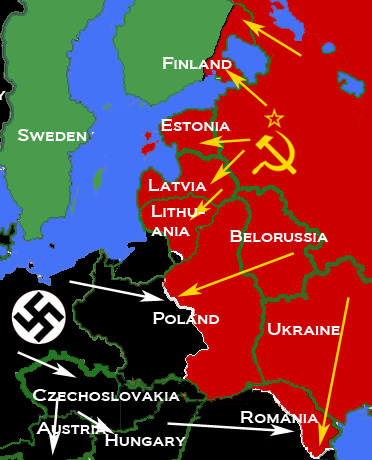
Giới tuyến Liên Xô - Đức vào thời điểm ngay trước khi Chiến dịch bắt đầu.

Năm 1939, với thuyết "Không gian sống" (Lebensraum) do Hitler khởi xướng, phe Trục (Đức, Ý, Nhật) đã có thỏa thuận chia nhau các phần lãnh thổ trên toàn cầu. Đến giữa năm 1941, nước Đức Quốc xã cùng với đồng minh là nước Ý dưới chế độ phát xít Mussolini đã thôn tính hầu hết phần phía Tây lục địa châu Âu (trừ Thụy Sĩ, Thụy Điển) và Tây Ban Nha dưới chế độ độc tài Francisco Franco là một đồng minh thân cận của Hitler.
Bắt đầu từ nước Áo năm 1937, Tiệp Khắc năm 1938, nước Đức tấn công Ba Lan tháng 9 năm 1939, chính thức mở màn Chiến tranh thế giới lần thứ hai. Ngày 9 tháng 4 năm 1940, Đức tấn công Na Uy và Đan Mạch. Ngày 10 tháng 5, Đức tiếp tục chuyển sang tấn công Bỉ, Hà Lan, Luxembourg và liên quân Pháp – Anh trên lãnh thổ Pháp. Chỉ trong vòng sáu tuần, nước Pháp dưới sự lãnh đạo của Thống chế Philippe Pétain phải ký văn kiện đầu hàng tại rừng Compiègne. Cùng lúc đó, nước Đức cũng chiếm xong Đan Mạch, Na Uy, khống chế Biển Bắc và Biển Baltic. Từ ngày 7 tháng 9 năm 1940, Không quân Đức Quốc xã (Luftwaffe) mở đầu kế hoạch Kế hoạch Sư tử biển tấn công nước Anh và Hải quân Hoàng gia Anh nhằm dọn đường cho quân Đức đổ bộ. Ngày 14 tháng 11 năm 1941, trung tâm công nghiệp Coventry của Anh bị ném bom hủy diệt. Ngày 6 tháng 4 năm 1941, Đức Quốc xã tấn công Nam Tư và Hy Lạp, buộc Nam Tư đầu hàng ngày 18 tháng 4 và Hy Lạp đầu hàng ngày 27 tháng 4. Ngay sau đó, nhiếp chính vương Hungary Miklós Horthy, thủ tướng Romania Ion Antonescu và vua Bulgaria Boris III cũng tuyên bố đặt đất nước mình dưới sự bảo hộ của Đế chế thứ ba.
Trong các chiến dịch ở thời gian này, Quân đội Đức Quốc xã nhanh chóng giành những thắng lợi vang dội bằng phương thức "Chiến tranh chớp nhoáng" (Blitzkrieg), trong đó các mũi thọc sâu tốc độ cao của lực lượng thiết giáp hùng hậu được hỗ trợ của Không quân với mật độ áp đảo. Với sự tự tin cao độ, Adolf Hitler và các nhà hoạch định quân sự của nước Đức cho rằng đã đến lúc chĩa mũi Blitzkrieg vào Liên Xô để kết thúc cuộc chiến.

### Ý đồ tấn công Liên Xô của nước Đức Quốc xã
Vào mùa hè năm 1940, khi nước Đức bắt đầu gặp phải cuộc khủng hoảng về nguồn nguyên liệu dành cho công nghiệp và khả năng về một cuộc xung đột với Liên Xô tại khu vực Balkan đang đến gần, một cuộc tấn công xâm lược Liên Xô gần như là giải pháp duy nhất đối với Hitler. Trong khi chưa có một kế hoạch cụ thể nào được lập ra, tháng 6 năm 1940, Hitler nói với một trong những tướng lĩnh của ông rằng những chiến thắng ở Tây Âu "cuối cùng đã khiến ông ta rảnh tay để lo cho kế hoạch quan trọng thật sự của mình: cuộc quyết đấu một mất một còn với những người Bolshevik". Mặc dù các tướng lĩnh của Hitler cố khuyên ông rằng chiếm đóng miền Tây nước Nga sẽ rút cạn sinh lực nhiều hơn là giảm nhẹ gánh nặng cho nền kinh tế Đức vào thời điểm hiện tại, nhưng vị quốc trưởng Đức lại đề cập đến những lợi ích có được khi đánh bại Liên Xô:
- Khi Liên Xô bị đánh bại, tình trạng khan hiếm nhân lực trong nền công nghiệp Đức sẽ chấm dứt do một phần lớn binh sĩ Đức sẽ được giải ngũ sau chiến tranh.
- Ukraina sẽ trở thành nguồn cung cấp lương thực lớn cho Đức Quốc xã.
- Biến Liên Xô thành nguồn cung cấp lao động nô lệ sẽ góp phần rất lớn trong việc tăng cường vị thế địa chính trị của nhà nước Đức phát xít.
- Đánh bại Liên Xô sẽ khiến các quốc gia Đồng Minh, đặc biệt là nước Anh, bị cô lập sâu sắc hơn nữa[30].
- Nền kinh tế Đức Quốc xã đang cần một nguồn cung cấp dầu mỏ lớn: chiếm được vựa dầu Baku của Liên Xô sẽ giúp Đức đạt được điều đó. Tại tòa án Nürnberg, Albert Speer—Bộ trưởng Bộ Vũ trang và Công nghiệp Chiến tranh của Đức—đã nói trong cuộc thẩm vấn ông: "nhu cầu về dầu mỏ là một động lực chủ yếu" trong quyết định xâm lược Liên Xô của phát xít Đức[31].

Kế hoạch Barbarossa hình thành trong tình hình chính trị - ngoại giao tại châu Âu có nhiều diễn biến phức tạp. Ngày 29 tháng 9 năm 1938, nước Đức Quốc xã ký kết với Ý, Anh và Pháp Hiệp ước München và kết quả của nó là nước Đức đã thôn tính Tiệp Khắc. Ngày 20 tháng 8 năm 1939, cuộc đàm phán tay ba gồm Liên Xô, Anh, Pháp đã kết thúc thất bại "do một quyết định được coi là dại dột về chính trị của Ba Lan" và thái độ thiếu hợp tác của phía Anh. Thất bại lớn nhất trong cuộc đàm phán tay ba tại Moskva là đã không lập được khối liên minh quân sự giữa ba cường quốc này để bảo đảm cho chính sách an ninh chung châu Âu. Nhằm tránh một cuộc đối đầu Xô-Đức, ngày 23 tháng 8 năm 1939, Liên Xô đã ký kết với nước Đức Quốc xã Hiệp ước không xâm phạm Xô-Đức kèm theo một nghị định thư bí mật về phân chia vùng ảnh hưởng của hai bên ở Đông Âu. Ngày 1 tháng 9 năm 1939, nước Đức Quốc xã đã tấn công Ba Lan và chiếm 2/3 lãnh thổ phía Tây nước này chỉ sau 10 ngày. Liên Xô cũng đưa quân đội vào vùng Đông Ba Lan để thu hồi lại vùng lãnh thổ phía Tây của Đế quốc Nga trước đây, vốn bị mất vào tay Ba Lan từ thập niên 1920. Ngày 23 tháng 11 năm 1939, chỉ ba tháng sau khi ký hiệp ước không xâm lược với Liên Xô, Hitler tuyên bố:
| “               | Chúng ta đã có một hiệp ước với người Nga. Nhưng các hiệp ước chỉ được tôn trọng khi chúng còn có lợi. | ” |
| — Adolf Hitler, | |   |

Như vậy ý định tấn công Liên Xô đã được Hitler ấp ủ từ năm 1939. Đức chưa tiến hành ngay vì họ muốn đánh bại 2 đối thủ là Pháp và Anh để giải quyết mặt trận phía Tây, sau đó mới dồn toàn lực tấn công Liên Xô.

## Binh lực các bên

### Quân đội Đức Quốc xã và các nước phụ thuộc Đức
|                          | 1/9/1939 | 1/5/1940 | 1/6/1941 |
| ------------------------ | -------- | -------- | -------- |
| Tổng số sư đoàn          | 103      | 156      | 214      |
| Số sư đoàn cơ giới       | 8        | 10       | 21       |
| Số sư đoàn xe tăng       | 8        | 8        | 14       |
| Xe tăng và xe thiết giáp | 3.200    | 3.387    | 5.640    |
| Máy bay quân sự          | 4.404    | 5.900    | 10.000   |

Bộ máy công nghiệp quân sự khổng lồ của nước Đức đến năm 1940 đã cho sản lượng tăng 76% so với năm 1939 và gấp 2,2 lần năm 1938. Năm 1940, nước Đức sản xuất được hơn 19 triệu tấn thép, 14 triệu tấn gang, 63 tỷ KWh điện. Nền công nghiệp và quân đội này cần một khối lượng dầu hoả khổng lồ nhưng nước Đức và các vùng Đức chiếm đóng đều không có nhiều dầu hoả. Ba trung tâm sản xuất dầu lửa lớn nhất nằm dọc lưu vực sông Danube (phía Nam thành phố Viên, đồng bằng Hungary và vùng phụ cận Ploesti của România) chỉ cung cấp sản lượng không quá 2 triệu thùng mỗi năm. Đến năm 1940 quân đội Đức (không kể đồng minh của Đức) đã có 214 sư đoàn trong đó có 21 sư đoàn xe tăng, 14 sư đoàn cơ giới, tổng cộng 7,2 triệu quân (trong đó có hơn 5 triệu quân thường trực và 2 triệu quân dự bị). Lục quân Đức được trang bị tốt với các loại tiểu liên Mauser và MP-38/40 dần dần thay thế súng trường bắn phát một.
Theo Grigori Doberin thì tính đến ngày 21 tháng 6 năm 1941, Quân đội phát xít Đức và đồng minh phe Trục (gồm Phần Lan, Ý, Hungary, Romania, Croatia, Slovakia và quân Tây Ban Nha của Franco) bao gồm 190 sư đoàn trong đó có 152 sư đoàn Đức, 38 sư đoàn các nước đồng minh với tổng quân số 5,3 triệu người, tập trung dọc theo hơn 2.900 km biên giới (1800 dặm) từ bờ biển Baltic phía Bắc đến bờ biển Đen phía nam. Một số lượng khổng lồ phương tiện chiến tranh được triển khai gồm có:
- Xe tăng và pháo tự hành: khoảng 5.000 chiếc (trong đó có hơn 2.500 chiếc hạng trung gồm các loại: Panzer III, Panzer IV, StuG-3 cùng một số loại xe chiến lợi phẩm thu được từ Ba Lan, Pháp, Tiệp Khắc)
- Xe bọc thép: 3.410 chiếc
- Xe cơ giới (không kể xe tăng xe bọc thép) khoảng 600.000 chiếc gồm: xe kéo pháo, xe vận tải, xe công trình, xe thông tin, mô tô ba bánh của bộ binh cơ giới
- Pháo: khoảng 47.000 khẩu (trong đó có hơn 10.000 trọng pháo cỡ nòng trên 85 mm)
- Máy bay chiến đấu: 4.940 chiếc (trong có hơn 2.000 chiếc ME-109 các kiểu C, D, E)
- Máy bay vận tải quân sự: 60 chiếc
- Tàu chiến: hơn 300 chiếc (trong đó có 85 tàu tuần dương, 105 tàu khu trục, 86 tàu ngầm các loại)[43]

Để thực hiện kế hoạch Barbarossa, nước Đức đã huy động 3/4 quân đội Đức cùng với quân đội nhiều nước đồng minh với Đức tại châu Âu, chỉ để lại 1/4 quân số và phương tiện tại Tây Âu và Bắc Phi.

### Quân đội Liên Xô
|                          | 1/1/1939 | 22/6/1941 | % tăng trưởng |
| ------------------------ | -------- | --------- | ------------- |
| Số lượng sư đoàn         | 131,5    | 316,5     | 140,7         |
| Quân số                  | 2485000  | 5774000   | 132,4         |
| Pháo và súng cối         | 55800    | 117600    | 110,7         |
| Xe tăng và xe thiết giáp | 21100    | 25700     | 21,8          |
| Máy bay các loại         | 7700     | 18700     | 142,8         |

Trước ngày 22 tháng 6 năm 1941, nền công nghiệp quốc phòng Liên Xô đã có sự phát triển mạnh sau kế hoạch 5 năm lần thứ ba (1936-1940). Năm 1940, Liên Xô sản xuất được gần 18 triệu tấn thép, 15 triệu tấn gang, 48 tỷ KWh điện. Mặc dù Liên Xô liên tục tăng cường trang bị cho quân đội nhưng đến sát trước "cuộc chiến tranh vệ quốc vĩ đại", trang bị của quân đội Liên Xô vẫn thua kém quân đội Đức cả về số lượng về chất lượng vũ khí, khí tài, trang bị quân sự.
Do yêu cầu của chiến tranh, công nghiệp quốc phòng của Liên Xô có bước phát triển lớn. Tới năm 1938, so với đầu những năm 1930, sản xuất xe tăng Liên Xô đã tăng hơn gấp 3. Kể từ 1-1-1939 tới 22-6-1941, Hồng quân đã được trang bị hơn 7.000 xe tăng và nếu chỉ tính riêng năm 1941 thì Hồng quân đã được cung cấp gần 5.500 xe, 29.637 pháo dã chiến, 52.407 súng cối. Tổng số pháo và súng cối tính cả đại bác trên xe tăng là 92.578. Theo tướng Zhukov thì về mặt số lượng và chất lượng, các súng cối của Liên Xô đã vượt khá xa các súng cối Đức.
Năm 1939, Liên Xô cho xây thêm 9 nhà máy sản xuất máy bay và 7 nhà máy sản xuất động cơ, ngoài ra còn có 7 nhà máy khác chuyển sang chế tạo sản phẩm cho máy bay. Cuối năm 1940, công nghiệp sản xuất máy bay Liên Xô đã tăng lên 70%. Tướng Zhukov khẳng định rằng chỉ sau một năm đến một năm rưỡi, Không quân Liên Xô đã được nâng cấp bằng các loại máy bay mới có sức chiến đấu rất mạnh mẽ. Tuy nhiên số lượng máy bay kiểu mới chưa được chế tạo đủ nhiều, nên khoảng 75 - 80% tổng số máy bay Liên Xô vẫn là những loại cũ sản xuất từ trước năm 1937, các máy bay đời cũ này bị thua những loại máy bay kiểu mới của Đức về các chỉ tiêu kỹ thuật. Còn nếu xét về tổ chức chiến thuật và trình độ phi công, Không quân Đức đã có sẵn 3 năm chinh chiến khắp châu Âu nên rất dày dặn kinh nghiệm chiến đấu, còn phi công Liên Xô thì phần lớn chưa qua thực chiến hoặc chưa hoàn thành xong khoá huấn luyện khi chiến tranh nổ ra.
Đến giữa năm 1941, Quân đội Liên Xô có tổng quân số khoảng 5 triệu người. Trong đó, 3,2 triệu quân bố trí trên phần lãnh thổ châu Âu của Liên Xô chịu trách nhiệm phòng thủ 3.375 km đường biên giới. Chỉ có hơn 800.000 quân bố trí tại Viễn Đông để đối phó với Nhật Bản, 500.000 quân bố trí ở các nước cộng hòa vùng Trung Á, 500.000 quân bố trí tại Kuban và Kavkaz. Lực lượng này được biên chế và trang bị như sau:
- Bộ binh: 170 sư đoàn (tại phần lãnh thổ châu Âu có 149 sư đoàn)[48].
- Pháo binh: 29.673 pháo dã chiến, 52.407 súng cối các cỡ.
- Xe tăng: gần 20.000 chiếc (trong đó khoảng 12.000 chiếc đóng ở phần lãnh thổ châu Âu). Tuy số lượng đông đảo nhưng phần lớn là xe tăng hạng nhẹ có giáp mỏng và hỏa lực yếu như T-26, BT-5... (theo tiêu chuẩn ngày nay thì chúng giống xe thiết giáp hơn là xe tăng). Liên Xô lúc đó chỉ có 1.861 xe tăng hạng trung và hạng nặng, trong đó có 508 chiếc KV-1, KV-2 và 967 chiếc T-34. Khi chiến sự nổ ra, các đơn vị thiết giáp vẫn còn trong quá trình xây dựng, các tổ lái chưa được huấn luyện đầy đủ, nhiều đơn vị thiếu đạn dược, nhiên liệu, thậm chí thiếu cả tổ lái và đội kỹ thuật. Do vậy, nhiều xe đã bị trục trặc hoặc hết nhiên liệu và bị loại khỏi vòng chiến dù chưa hề giao chiến với địch.
- Máy bay: 17.745 chiếc, trong đó có 3.719 chiếc kiểu mới gồm: 2.030 chiếc tiêm kích các loại Yak-1, MiG-3, LaGG-3, 460 chiếc Pe-2, 249 chiếc IL-2, 980 chiếc I-16[48][49]. Những chiếc còn lại là loại cũ và tốc độ chậm, thậm chí có cả những máy bay 2 tầng cánh làm bằng gỗ từ thời Chiến tranh thế giới thứ nhất. Việc huấn luyện phi công chưa tiến hành xong, phi công đã qua đào tạo đầy đủ cũng rất ít, ví dụ: Không quân Liên Xô có 201 chiếc MiG-3 và 37 chiếc MiG-1 hoạt động được vào ngày 22 tháng 6 năm 1941, nhưng chỉ có 4 phi công đã được huấn luyện để sử dụng các máy bay này.[50], nhiều phi công Liên Xô ở tiền tuyến chỉ từng lái máy bay có 4 tiếng đồng hồ[51][52]

Lực lượng hải quân Liên Xô sát chiến tranh có gần 600 tàu chiến, 211 tàu ngầm, hơn 1.000 pháo phòng thủ bờ biển với trên 2.500 máy bay. Gần 270 tàu các loại được đóng vào sát cuối năm 1940. Nhiều căn cứ hải quân mới được xây dựng trong khi các khu vực ở vùng Baltic, Biển Đen và biển Bắc cực được Hồng quân củng cố thêm.

## Phương án tác chiến

### Quân đội Đức

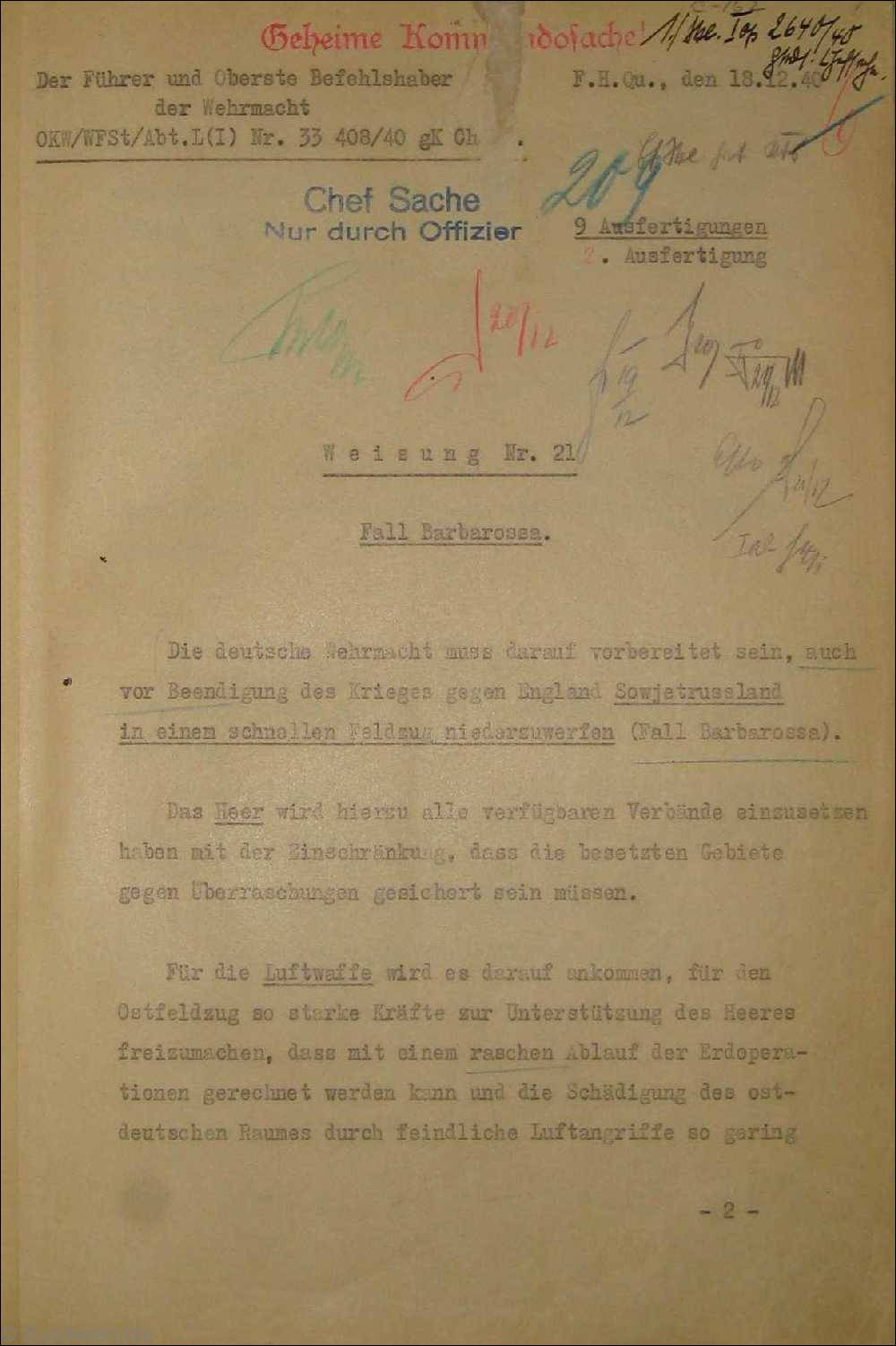
Trang đầu bản Chỉ thị số 21 của Adolf Hitler về việc thi hành Kế hoạch Barbarossa

Ngày 21 tháng 7 năm 1940, Adolf Hitler giao cho Bộ Tổng chỉ huy lục quân Đức soạn thảo Kế hoạch Otto. Tại Chỉ thị số 21 của Bộ Tổng tư lệnh tối cao các lực lượng vũ trang của Đế chế (Reich) ngày 18 tháng 12 năm 1940 và Chỉ thị về việc tập trung và triển khai có tính chiến lược các lực lượng quân đội ngày 31 tháng 1 năm 1941 đã chỉ ra những phương án cuối cùng được duyệt của kế hoạch này, đồng thời, thông báo lệnh của Quốc trưởng đổi tên thành Kế hoạch Barbarossa. Kế hoạch này dự định khởi sự ngày 15 tháng 6 năm 1941, tấn công và đánh chiếm Liên Xô (chủ yếu là phần lãnh thổ thuộc châu Âu) trong một thời gian ngắn ngay trước khi kết thúc chiến tranh với Anh. Ý đồ chiến lược của kế hoạch này là dùng ba đòn vu hồi liên tiếp chia cắt chính diện mặt trận Xô-Đức; hợp vây các lực lượng chủ yếu của quân Nga trên các vùng Pribaltic, Belorussia, Ukraina và miền Tây nước Nga (vùng phụ cận Smolensk). Trọng tâm tác chiến là sử dụng các tập đoàn quân xe tăng tiến hành những đòn đột kích sâu ở phía Bắc và phía Nam khu vực đầm lầy Pripiat (khu tiếp giáp giữa Belorussia và Ukraina), tiêu diệt những cách quân đã bị chia cắt trước khi tiến chiếm Moskva, Leningrad, vùng công nghiệp Donbass cũng như vùng đồng bằng trung và hạ lưu sông Volga.
Để có thể giành được một chiến thắng chớp nhoáng, quân Đức buộc phải nhanh chóng hủy diệt Hồng quân Liên Xô trong những chuỗi tấn công và hợp vây trên. Vì vậy mục tiêu chính yếu trước mắt của kế hoạch Barbarossa chính là Hồng quân Liên Xô và sau đó mới là đánh chiếm những vùng đất đai quan trọng hay đạt được những thắng lợi về chính trị. Bản thân Hitler đã nói: so với việc tiêu diệt Hồng quân thì "đánh chiếm Mạc Tư Khoa không thật sự quá quan trọng". Chỉ thị số 21 đã nêu rõ ý định của Hitler như sau:
| “                                                                              | Các lực lượng của Hồng quân ở miền Tây nước Nga sẽ bị hủy diệt bởi những chiến dịch táo bạo bao gồm những đòn tấn công thọc sâu của các lực lượng thiết giáp xung kích; và việc rút lui thành công của các nhân tố giúp đối phương có thể chiến đấu vào những vùng lãnh thổ mênh mông của nước Nga sẽ bị ngăn chặn. Bằng những cuộc truy kích thần tốc, chúng ta sẽ tiến tới được một giới tuyến mà ở đó Không quân Nga sẽ không thể nào tổ chức được một cuộc tấn công vào lãnh thổ của Đức. | ” |
| — Chỉ thị số 21 của Bộ Tổng tư lệnh tối cao các lực lượng vũ trang của Đế chế, | |   |

Phương án tác chiến ban đầu của Kế hoạch Otto tháng 12 năm 1940 là dùng các đòn đột kích liên tiếp của nhiều thê đội xe tăng - thiết giáp mạnh (4 tập đoàn quân xe tăng), sử dụng chiến thuật "luân xa chiến", mở đường tấn công một mạch từ Brest qua Minsk (cách Brest gần 350 km)) và Smolensk (cách Minsk hơn 380 km) đến Moskva (cách Smolensk chừng 400 km) theo lối đánh "gạt đối phương ra để tiến"; nhanh chóng đánh tan cơ quan lãnh đạo tối cao của Nhà nước và quân đội Liên Xô tại Moskva và kết thúc sớm chiến tranh trong vòng vài tuần lễ. Đến ngày 3 tháng 2 năm 1941, nhận thấy phương án này khá phiêu lưu do kéo dài tuyến mặt trận hai bên sườn và các đường tiếp tế cũng phải kéo dài, rất dễ bị Quân đội Liên Xô công kích và chia cắt từ hai phía Bắc và Nam (như đã xảy ra với quân đội của Napoleon năm 1812), các tướng lĩnh Đức Quốc xã đưa ra phương án cuối cùng, chia quân đội Đức ở mặt trận phía Đông thành ba cụm tập đoàn quân, tấn công trên ba hướng chiến lược:

#### Cụm tập đoàn quân Bắc

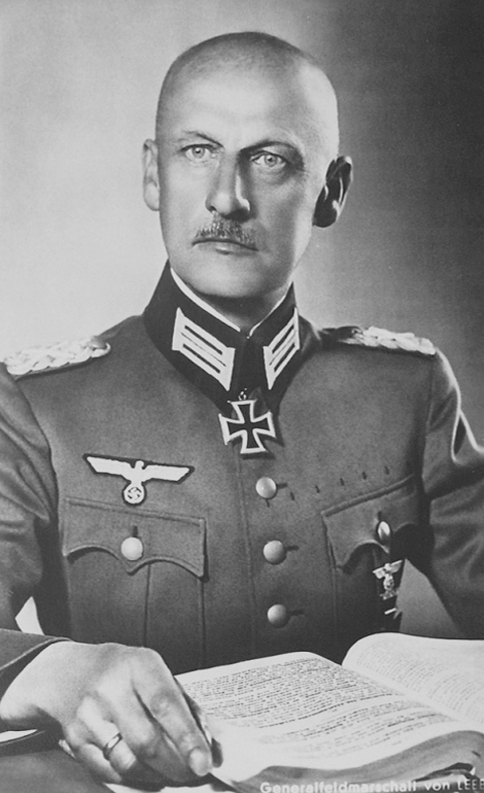
Thống chế Wilhelm Ritter von Leeb, tư lệnh Cụm tập đoàn quân Bắc

Cụm tập đoàn quân phụ trách hướng tấn công vào Tây Bắc Liên Xô, do Thống chế Wilhelm Ritter von Leeb chỉ huy. Trên chính diện từ phía Bắc Goldapa đến Klaipeda trên bờ biển Baltic, cụm quân này được giao nhiệm vụ mở hai mũi vu hồi bằng đường bộ và đường biển, hợp vây các đơn vị thuộc Quân khu Pribaltic của Quân đội Liên Xô, tấn công dọc theo bờ biển Baltic hướng về Leningrad, bao vây và đánh chiếm thành phố này cùng với các cảng trên biển Baltic, bao gồm Tallinn và Kronstadt. Cụm tập đoàn quân này gồm 29 sư đoàn, được biên chế vào các đơn vị:
- Tập đoàn quân xe tăng 4 của do tướng Erich Höpner chỉ huy
- Tập đoàn quân 16 binh chủng hợp thành
- Tập đoàn quân 18 binh chủng hợp thành
- Quân đoàn xe tăng 56, một sư đoàn bộ binh cơ giới mô tô hóa và một sư đoàn pháo binh cơ giới[58][59].

Phối hợp với cụm tập đoàn quân này có Tập đoàn quân sơn cước 20 (còn gọi là tập đoàn quân Lapland), bảy sư đoàn bộ binh Phần Lan tấn công từ phía Bắc eo đất Karelia, phân hạm đội Đông Baltic của Hải quân Đức từ phía biển và Tập đoàn quân không quân 3 yểm hộ từ trên không.

#### Cụm tập đoàn quân Trung tâm
Đây là cụm quân chủ lực, có binh lực, hỏa lực và phương tiện mạnh nhất trong ba cụm tập đoàn quân Đức Quốc xã trong chiến dịch (hai trong số 4 tập đoàn quân thiết giáp của Đức - tập đoàn quân số 2 và số 3 - nằm trong cụm quân này. Cụm này do Thống chế Fedor von Bock chỉ huy. Trên chính diện từ Goldapa đến thành phố Włodawy, Cụm tập đoàn quân Trung tâm có nhiệm vụ mở ba đòn vu hồi liên tiếp của hai tập đoàn quân xe tăng và một quân đoàn xe tăng độc lập, hợp điểm lần lượt tại Białystok, Minsk, Smolensk và cuối cùng là Moskva. Các tập đoàn quân bộ binh tiến theo xe tăng có nhiệm vụ bao vây, tiêu diệt các đơn vị chủ lực của Quân đội Liên Xô ở phía Tây sông Neman, phía tây sông Berezina (tức miền Tây Belarus) và cuối cùng là vùng phụ cận Moskva tại Rzhev - Vyazma.

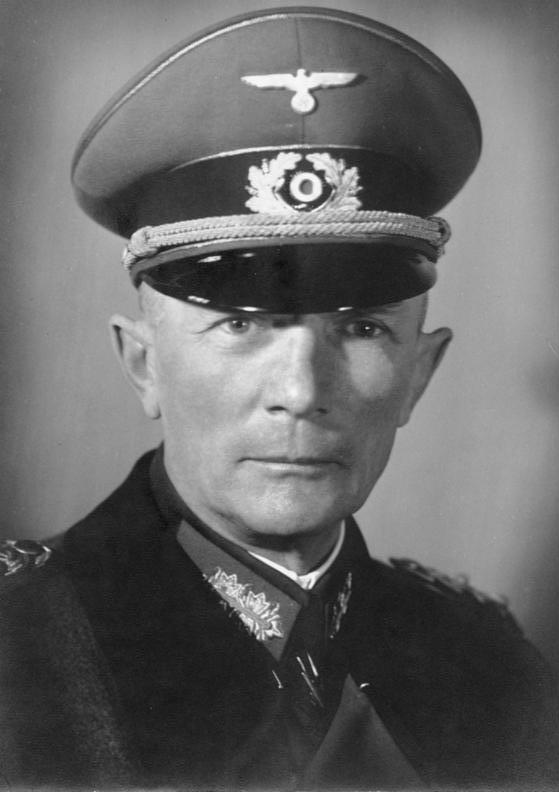
Thống chế Fedor von Bock, Tư lệnh Cụm tập đoàn quân Trung tâm

Cụm tập đoàn quân này gồm 50 sư đoàn (trong đó có 15 sư đoàn xe tăng), được biên chế vào các đơn vị:
- Tập đoàn quân xe tăng 2 do tướng Heinz Guderian chỉ huy
- Tập đoàn quân xe tăng 3 do tướng Hermann Hoth chỉ huy
- Tập đoàn quân 2 binh chủng hợp thành
- Tập đoàn quân 4 binh chủng hợp thành
- Tập đoàn quân 9 binh chủng hợp thành
- Quân đoàn xe tăng 8
- Ba quân đoàn bộ binh độc lập
- Ba sư đoàn pháo binh cơ giới.

Cụm tập đoàn quân Trung tâm được các tập đoàn quân không quân 2 và 6 yểm hộ từ trên không.

#### Cụm tập đoàn quân Nam
Đây cũng là một cụm quân rất mạnh của Quân đội Đức Quốc xã do Thống chế Gerd von Rundstedt chỉ huy, gồm 46 sư đoàn (trong đó có 9 sư đoàn xe tăng). Chính diện tấn công từ Lublin đến cửa sông Danube trên bờ Biển Đen được chia làm hai hướng. Hướng đánh từ Tây sang Đông ở miền Bắc Ukraina qua Shepetivka - Kiev gồm có 34 sư đoàn (trong đó có 7 sư đoàn xe tăng, hai sư đoàn cơ giới) mục tiêu hợp vây Quân đội Liên Xô được hoạch định là Kiev. Hướng đánh từ phía Tây xuống Đông Nam Ukraina qua Tarnopol - Odessa có 11 sư đoàn (trong đó có hai sư đoàn xe tăng và 1 sư đoàn cơ giới), hợp vây quân đội Liên Xô ở bán đảo Krym. Biên chế của cụm quân này gồm có:
- Tập đoàn quân xe tăng 1 do tướng Paul Ludwig Ewald von Kleist chỉ huy
- Tập đoàn quân 6 binh chủng hợp thành do thống chế Walther von Reichenau chỉ huy
- Tập đoàn quân 17 binh chủng hợp thành do tướng Carl-Heinrich von Stülpnagel chỉ huy
- Tập đoàn quân 11 binh chủng hợp thành do tướng Eugen Ritter von Schobert chỉ huy
- Quân đoàn xe tăng 40
- 5 sư đoàn pháo binh cơ giới.

Các đơn vị này được sự yểm hộ từ trên không của tập đoàn quân không quân 4 của tướng Wolfram Freiherr von Richthofen.

#### Lực lượng dự bị chiến dịch
Ngoài 153 sư đoàn có mặt ở tuyến đầu, Quân đội Đức Quốc xã cùng chuẩn bị một lực lượng dự bị tuyến hai để phát huy chiến quả hoặc tiếp quản những vùng đất đã chiếm được sau khi các lực lượng tuyến một đẩy mặt trận lên phía trước. Tổng số lực lượng này có 24 sư đoàn, gồm có:
- Hai quân đoàn Đức (trong đó có một quân đoàn cơ giới)
- Tập đoàn quân 8 Ý
- Tập đoàn quân 2 Hungary
- Các tập đoàn quân Romania 3 và 4[63].

### Quân đội Liên Xô
Toàn bộ Quân đội Liên Xô tại phần lãnh thổ châu Âu của họ được bố trí trên 10 quân khu:

#### Các quân khu biên giới phía Tây
| Đơn vị                                                                                             | Chính diện phòng thủ | Bộ binh nhẹ          | Xe tăng    | Bộ binh cơ giới | Kỵ binh           | Tư lệnh                          | Chính uỷ                                                                 | Tham mưu trưởng                                               |
| -------------------------------------------------------------------------------------------------- | -------------------- | -------------------- | ---------- | --------------- | ----------------- | -------------------------------- | ------------------------------------------------------------------------ | ------------------------------------------------------------- |
| Quân khu Leningrad                                                                                 | 2.100 km             | 12 sư đoàn 1 lữ đoàn | 3 sư đoàn  | 1 sư đoàn       | 3 sư đoàn         | Trung tướng M. M. Popov          | Chính ủy quân đoàn A. A. Zhdanov                                         | Đại tá N. V. Gorodeski                                        |
| Quân khu đặc biệt Pribaltic                                                                        | 380 km               | 19 sư đoàn 1 lữ đoàn | 4 sư đoàn  | 2 sư đoàn       | Không có thống kê | Thượng tướng F. I. Kuznessov     | Chính ủy quân đoàn P. A. Dibrova                                         | Thiếu tướng P. S. Klyonov                                     |
| Quân khu đặc biệt miền Tây (Belarussia và vùng phía Tây của Nga bao gồm Smolensk, Bryansk, Kaluga) | 640 km               | 24 sư đoàn           | 12 sư đoàn | 6 sư đoàn       | 2 sư đoàn         | Đại tướng D. G. Pavlov           | Chính ủy quân đoàn A. F. Fominyk                                         | Thiếu tướng V. Ye. Klimovskikh                                |
| Quân khu đặc biệt Kiev (phía Bắc Ukraina)                                                          | 860 km               | 32 sư đoàn           | 16 sư đoàn | 8 sư đoàn       | 2 sư đoàn         | Thượng tướng M. P. Kirponosh     | Chính ủy quân đoàn N.N.Vashughin (30-6), Chính uỷ lữ đoàn E.P.Rykov(1-7) | Trung tướng M.A.Purkaev (30-7), Thiếu tướng V.I.Tupikov (1-8) |
| Quân khu Odessa (phía Nam Ukraina)                                                                 | 320 km               | 13 sư đoàn           | 4 sư đoàn  | 2 sư đoàn       | 3 sư đoàn         | Trung tướng Ya. T. Cherevichenko | Chính ủy quân đoàn A. F. Koliabov                                        | Thiếu tướng M. V. Zakharov                                    |

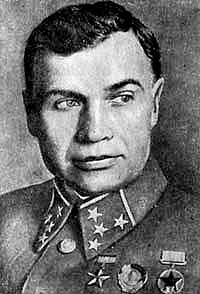
Thượng tướng M. P. Kirponos Tư lệnh Quân khu đặc biệt Kiev

Trên toàn tuyến mặt trận, binh lực được bố trí thành hai thê đội phòng thủ. Thê đội một gồm 48 sư đoàn bố trí cách biên giới quốc gia từ 10 đến 50 km, trong đó bộ binh bố trí phía trước, xe tăng, cơ giới, pháo binh bố trí xa hơn. Chủ lực các quân khu tổng cộng 101 sư đoàn bố trí ở tuyến hai cách đường biên giới quốc gia từ 80 đến 300 km. Hai bên sườn quân khu Leningrad, sườn phải Quân khu Pribaltic và sườn trái Quân khu Odessa có hải quân tuần duyên và pháo bờ biển bảo vệ. Ngoài ra, còn có trên 200 đồn biên phòng thuộc Bộ Dân ủy Nội vụ, quân số mỗi đồn tương đương một trung đội bố trí ngay trên đường biên giới.
Quân khu Đặc biệt Tây có bộ tư lệnh đóng ở thành phố Bialystok và có các tập đoàn quân số 3 của tướng V. I. Kuznetsov, số 4 của tướng A. A. Korobkov, số 10 của thiếu tướng A. N. Chernikov và quân đoàn 13.

#### Các quân khu trong nội địa
- Quân khu Volkhov: Bố trí phía sau các Quân khu Leningrad và Pribaltic.
- Quân khu Moskva: Bố trí phía sau Quân khu đặc biệt miền Tây.
- Quân khu Privolga: Bố trí phía sau Quân khu đặc biệt Kiev.
- Quân khu Zakavkaz: Bố trí tại vùng thảo nguyên Kuban và vùng núi Kavkaz
- Quân khu Ural: Bố trí tại phía tây dãy núi Ural

#### Kế hoạch KOVO-41
Từ giữa năm 1940, Bộ Quốc phòng Liên Xô đã giao cho Bộ Tổng tham mưu mà trực tiếp là tổ kế hoạch tác chiến lần lượt do nguyên soái B. M. Shaposhnikov, đại tướng K. A. Meretskov và trung tướng N. F. Vatutin phụ trách xây dựng kế hoạch phòng thủ biên giới quốc gia. Sau ba bốn lần được đưa ra Hội đồng Quốc phòng Liên Xô để bàn thảo và chỉnh sửa; đến tháng 4 năm 1941, bản Kế hoạch được đích thân Stalin phê chuẩn và chính thức mang mật danh "KOVO-41".
Nội dung kế hoạch gồm 4 điểm cơ bản cần thực hiện:
- Trong trường hợp có nguy cơ chiến tranh, các lực lượng vũ trang phải ở tư thế sẵn sàng chiến đấu.
- Lập tức tiến hành động viên quân dự bị trên toàn liên bang.
- Phát triển các đơn vị đúng với biên chế thời chiến theo kế hoạch động viên.
- Tập trung và triển khai tất cả các lực lượng được động viên trên các vùng biên giới phía Tây theo kế hoạch của các quân khu biên giới và Bộ Tổng tư lệnh.

Theo kế hoạch này, hướng tấn công được coi là nguy hiểm nhất của quân đội Đức Quốc xã vào Liên Xô là hướng Tây Nam (Quân khu đặc biệt Kiev và Quân khu Odessa). Stalin hoàn toàn đồng ý với nhận định này. Kế hoạch "KOVO-41" được chia ra theo các nhiệm vụ cụ thể của từng quân khu và lần lượt được gửi kèm theo các Chỉ thị số UN/584814 và UN/584815 ngày 8 tháng 4 năm 1941 của Bộ Tổng tham mưu Quân đội Liên Xô đến các Quân khu để hướng các hoạt động triển khai kế hoạch này. Các chỉ thị yêu cầu:
Cho đến khi có chỉ thị đặc biệt các khu phòng thủ giữ nguyên trạng thái cũ. Khi chiến tranh nổ ra, cần tiến hành các biện pháp:
- Thành lập bộ máy chỉ huy các vùng phòng thủ.
- Củng cố hệ thống hỏa lực, gia cố công sự bằng đất, gỗ, bê tông, đá hộc.
- Tính toán nhu cầu về vũ khí và trang thiết bị bên trong; chú ý đến các công sự bê tông cốt sắt đã được xây dựng trong các năm 1938-1939 (trên đường biên giới cũ)[68].

Cũng trong khuôn khổ "KOVO-41", ngày 13 tháng 5, Bộ Tổng tham mưu Liên Xô điều động 28 sư đoàn từ các quân khu ở sâu trong nội địa ra phía Tây: Tập đoàn quân 22 từ quân khu Ural đến Velikiye Luki để tăng cường cho phía Tây Bắc, tập đoàn quân 21 từ quân khu Privolga đến Gomel để tăng cường cho phía Tây, tập đoàn quân 19 từ Bắc Kavkaz đến Belaya Tserkov và tập đoàn quân 16 từ Zabaikal đến Shepetivka để tăng cường cho phía Tây Nam, quân đoàn bộ binh nhẹ 25 từ Kharkov đến Tây Dvina.
Bốn điểm mấu chốt của "KOVO-41" mãi đến sáng ngày 22 tháng 6 mới có quyết định thi hành và được diễn giải bằng một bức điện khá dài và không rõ nghĩa trong khi hàng trăm sư đoàn Đức đã vượt biên giới và hàng nghìn máy bay Đức đã trút bom xuống lãnh thổ Liên Xô. Khi các Phòng tác chiến của các Quân khu biên giới mở các phong bì tuyệt mật chứa kế hoạch "KOVO-41" thì Quân đội Đức Quốc xã đã bắt đầu tấn công được hơn 3 giờ đồng hồ. Theo nguyên soái I. Kh. Bagramian (khi đó là Đại tá, Trưởng phòng tác chiến Quân khu đặc biệt Kiev), chỉ cần Bộ Tổng tham mưu phát một bức điện ngắn với nội dung "KOVO-41 có hiệu lực" là đủ.

## Diễn biến quốc tế trước chiến dịch

### Thái độ của Hoa Kỳ và Anh
Trong khi Hoa Kỳ tạm giữ thái độ của "người ngoài cuộc" giống như giai đoạn mở đầu Chiến tranh thế giới thứ nhất thì Anh lại "chơi cả hai con bài" Đức và Liên Xô. Một mặt, chính phủ Anh do Neville Chamberlain và sau này là Winston Churchill đứng đầu ra sức đẩy Liên Xô và Đức đối đầu nhau, cung cấp tin giả cho người Đức về mối đe dọa quân sự của Liên Xô cũng như cung cấp tin thật cho Liên Xô về mối đe dọa của Đức. Hệ thống thông tin báo chí của Anh và sau này là cả Hoa Kỳ đều thường xuyên đăng những tin tức về cuộc chuyển quân của các hai bên đến vùng biên giới mà hãng TASS của Liên Xô đã nhiều lần lên tiếng bác bỏ.
Sau chuyến công cán đặc biệt của Rudolf Hess, phó thủ lĩnh Đảng Quốc xã sang Anh tháng 5, tháng 6 năm 1940 và bị phía Anh bắt bỏ tù cho tới khi chết năm 1987, đại sứ Đức tại Luân Đôn báo cáo về nước những chính sách có chiều hướng xây dựng trong giới cầm quyền Anh. Cũng tại thời điểm đó, từ Moskva, đại sứ Đức tại Liên Xô Schulenburg lại báo cáo với Berlin rằng: Chính phủ Liên Xô, trong tình hình quốc tế hiện nay mà họ coi là nghiêm trọng, vẫn tìm cách tránh cuộc xung đột với Đức. Đến tháng 4 năm 1941, chính phủ Anh đẩy mạnh hơn nữa các hoạt động thúc đẩy nước Đức gây hấn với Liên Xô. Trung tâm cơ quan MI6 đặt tại New York đã chuyển đến Đại sứ quán Đức ở Hoa Kỳ tin tức về việc người Nga có kế hoạch hoạt động quân sự mạnh ngay sau khi nước Đức bị lôi kéo vào cuộc chiến với Anh.
Trong khi đó, Thủ tướng Anh Winston Churchill lại thông báo cho Stalin rằng cuộc khởi nghĩa của Serbia do người Anh giúp đỡ tháng 3 năm 1941 đã làm cho quân Đức không thể điều động thêm ba sư đoàn xe tăng từ đây sang Nam Ba Lan. Tất cả những điều đó đều nhằm một mục tiêu, hướng nước Đức Quốc xã mở rộng sự bành trướng của nó sang phía Đông. Chính phủ Anh rất có lợi nếu Đức phạm sai lầm về điểm này. Điều đó có nghĩa là nước Anh sẽ có nhiều hy vọng được cứu thoát.
Khi quân Đức bắt đầu xâm lược Liên Xô, các nước Anh - Mỹ đều tuyên bố ủng hộ nhà nước Liên Xô. Thủ tướng Anh Winston Churchill cam đoan rằng Anh quốc sẽ không chấp nhận hòa bình với Đức để giúp Stalin thì đáp trả lại, Stalin lại cử người đi Berlin để cầu hòa, đề xuất cắt cho Đức Quốc xã các nước vùng Baltic, Bessarabia và thậm chí cả một phần Ukraina để đổi lấy hòa bình. Liên Xô còn tuyên bố cuộc tấn công của Đức là một cuộc "tấn công hòa bình".

### Các nước đồng minh phe Trục

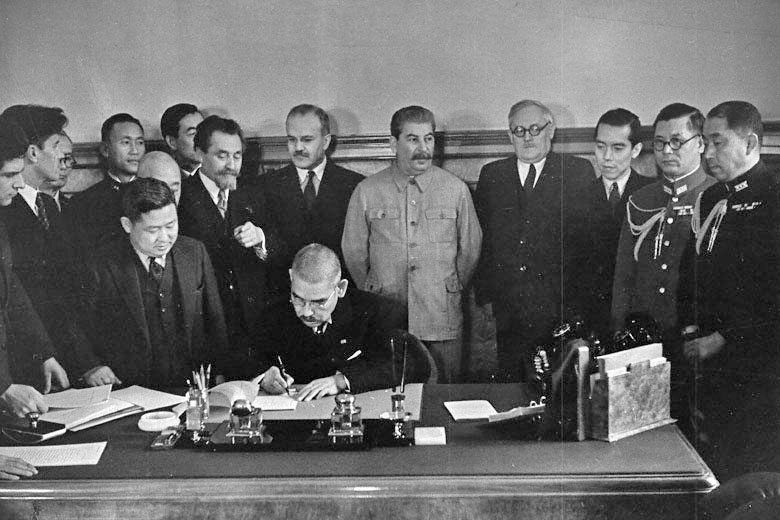
Lễ ký Hiệp ước trung lập thân thiện Xô - Nhật

Tại Châu Âu, chỉ có Ý đã tham gia hiệp ước phân chia thế giới và Tây Ban Nha dưới chế độ độc tài Franco được coi là đồng minh thực sự của Đức Quốc xã; các nước châu Âu khác không phải là đồng minh của Đức theo đúng nghĩa của từ này, mà đúng ra thì đó là những nước chư hầu. Bởi từ năm 1938 đến 1940, nước Đức đã dùng sức mạnh quân sự khổng lồ của mình để đặt các nước này dưới sự cai trị của mình. Ngoại trừ Thụy Sĩ và Thụy Điển là hai nước trung lập và nước Anh đang chiến đấu chống lại máy bay Đức; Quân đội Đức có mặt gần như khắp châu Âu, từ Pháp đến Ba Lan, từ Na Uy, Đan Mạch đến Hy Lạp, Nam Tư.
Trong số các đồng minh của nước Đức, có năm "đồng minh" tích cực nhất đã gửi quân đội của mình tham gia đội quân xâm lược của Đức Quốc xã chống Liên Xô là Ý, Hungary và România, nhưng mỗi nước đều có một lý do địa-chính trị riêng với những lời hứa chia phần khác nhau từ Đức:
- Nhà độc tài Romania Antonescu được Hitler hứa sẽ trao cho vùng Bessarabia.
- Nhiếp chính Hungary Miklos Hórthy cũng hi vọng lấy được vùng Transilvania và bắc Serbia.
- Nhà độc tài Ý Mussolini muốn chia phần chiến thắng theo hiệp ước chung của phe Trục.
- Bộ trưởng quốc phòng Phần Lan C. G. E. Mannerheim hy vọng lấy lại vùng Petsamo đã bị Liên Xô chiếm trong cuộc chiến mùa Đông năm 1939-1940.
- Nhà độc tài Tây Ban Nha Franco cử quân tình nguyện do tướng Munoz Grandes chỉ huy tham chiến để trả đũa việc Quân tình nguyện Liên Xô đã giúp những người Cộng hòa trong chiến tranh Tây Ban Nha những năm 1936-1937.

Điều quan trọng nhất là nước Đức đã huy động được nguồn nhân lực và kinh tế rất lớn vào cuộc chiến chống Liên Xô, nắm toàn bộ các kho vũ khí, dự trữ kim loại, các nguyên liệu chiến lược, huy động gần như toàn bộ bộ máy công nghiệp quân sự của Tây Âu vào cuộc chiến.
Tại Phương Đông, Nhật Bản tuy ký hiệp ước phe Trục nhưng có thái độ khác trong việc đối xử với Liên Xô vì dù sao, Nhật Bản cũng đã chiếm được những vùng giàu có ở Trung Quốc, Đông Dương và đang nhằm vào Miến Điện cùng các quốc đảo ven bờ châu Á. Vùng Siberia của Nga tuy hẫp dẫn thật nhưng chưa phải là cấp thiết. Sau các thất bại quân sự tại vùng Khalkhyl Gol và hồ Khasan, chính phủ của Thủ tướng Konoe đã đi đến kết luận: Chưa đến lúc xé bỏ hiệp ước trung lập thân thiện với Liên Xô. Họ chờ đợi sự suy yếu của Liên Xô trong cuộc chiến Xô - Đức nay mai. Họ muốn bày tỏ với nước Đức rằng: Chúng ta là đồng minh, nhưng ngoại trừ việc chống Liên Xô. Song phải đến khi Quân đội Đức chỉ còn cách Moskva trên dưới 20 km, tin tức về việc Nhật Bản "không vào cuộc" mới được Richard Sorge khẳng định và báo về Moskva.

### Chiến dịch nghi binh của Đức Quốc xã
Tuy đã chuẩn bị lên kế hoạch tấn công Liên Xô nhưng Đức Quốc xã vẫn chơi trò "bắt cá hai tay". Ngoài hiệp ước liên minh phe Trục ký với Nhật Bản và Ý năm 1938 phân chia vùng chiếm đóng trên thế giới kể cả Hoa Kỳ, Volthard - cố vấn của Hermann Göring - vẫn có cuộc đàm phán với Bộ trưởng thương mại Anh Hudson về việc phân chia ba khu vực hoạt động kinh tế chủ yếu của hai nước gồm hệ thống thuộc địa Anh, Nga và Trung Quốc. Ngay sau khi ký kết với Ý và Nhật Hiệp ước chống quốc tế cộng sản ngày 27 tháng 9 năm 1940, Ngoại trưởng Đức Von Ribbentrop vẫn mời đoàn ngoại giao Liên Xô do V. M. Molotov dẫn đầu sang thăm Đức. Tại cuộc đàm phán ngày 12 tháng 11 năm 1940, Ribbentrop đề nghị Liên Xô cùng với Đức, Ý, Nhật phân chia thế giới. Tất nhiên, đề nghị này bị phái đoàn Liên Xô bác bỏ thẳng thừng.

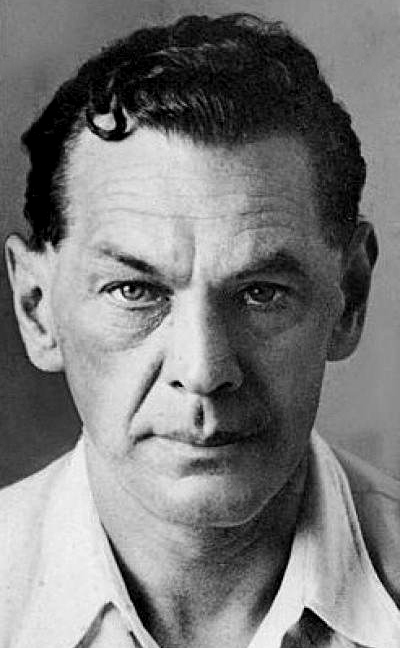
Chân dung nhà tình báo Liên Xô Richard Sorge

Ngày 3 tháng 2 năm 1941, Hitler ra "Chỉ thị đặc biệt về việc đánh lạc hướng đối phương". Trong đó, các cơ quan tình báo và phản gián Đức được giao nhiệm vụ tung ra những tin đồn về việc quân Đức chuẩn bị chiến dịch đổ bộ lên các đảo của nước Anh với hai kế hoạch có mật danh "Đinh ba" (Harpune) và "Cá mập" (Haifisch). Để cho mọi việc diễn ra "như thật", Hitler còn làm trò nổi nóng và doạ xử bắn tại chỗ hai sĩ quan Đức đã để lộ tin tức về kế hoạch "Sư tử biển". Các quân đoàn đổ bộ (chỉ có bộ khung) được thành lập, nhiều nhân viên phiên dịch tiếng Anh được điều đến các đơn vị quân đội Đức đóng trên bờ biển Manche của Pháp. Bộ máy tuyên truyền của nước Đức Quốc xã do Joseph Goebbels cầm đầu liên tục tung ra những thông tin về việc Đức giả tập trung quân ở biên giới Liên Xô để nghi binh, thực chất là tấn công Anh; những thông tin về khả năng quân Đức sẽ viễn chinh sang Ấn Độ. Tất cả động thái đó đều nhằm đánh lạc hướng bộ máy tình báo của Liên Xô, che giấu ý đồ thật sự của "Kế hoạch Barbarossa".
Vượt lên trên tất cả những màn kịch ngoại giao, những tấm mạng nhện bùng nhùng các tin tức đồn đại thật có, giả có và cả giả lẫn thật cũng có, ngày 15 tháng 6 năm 1941, cơ quan GPU của Liên Xô nhận được tin tức của điệp viên Nga gốc Đức Richard Sorge từ Tokyo, Nhật Bản: "Chiến tranh sẽ bắt đầu ngày 22 tháng 6". Sau đó sáu ngày, Richard Sorge gửi tiếp một tin nữa để xác nhận: "Cuộc tiến công sẽ được thực hiện trên toàn mặt trận lúc rạng sáng ngày 22 tháng 6". Cùng thời điểm này, một tùy viên lục quân Liên Xô tại Berlin cũng gửi báo cáo về Moskva khẳng định: Chiến sự chống Liên Xô sẽ khởi sự trong khoảng từ 15 tháng 5 đến 15 tháng 6 năm 1941. Nhưng người đứng đầu cơ quan tình báo GRU F. I. Golikov đã không nhận thức được ý nghĩa thực sự của những thông tin quý giá này. Và cả Stalin cũng đã xử lý chậm chạp do nghi ngờ tính xác thực của các thông tin đó với niềm tin thái quá vào các nỗ lực ngoại giao để tránh một cuộc chiến tranh. Ngay cả đô đốc Tư lệnh hải quân Liên Xô N. G. Kuznetsov khi nhận được báo cáo ngày 6 tháng 5 của Tùy viên hải quân Liên Xô tại Berlin về việc quân Đức có thể khởi chiến vào 14 tháng 5 cũng coi đó chỉ là tin giả do phía Đức tung ra để thăm dò phản ứng của Liên Xô.

## Diễn biến chiến dịch

### Khái quát

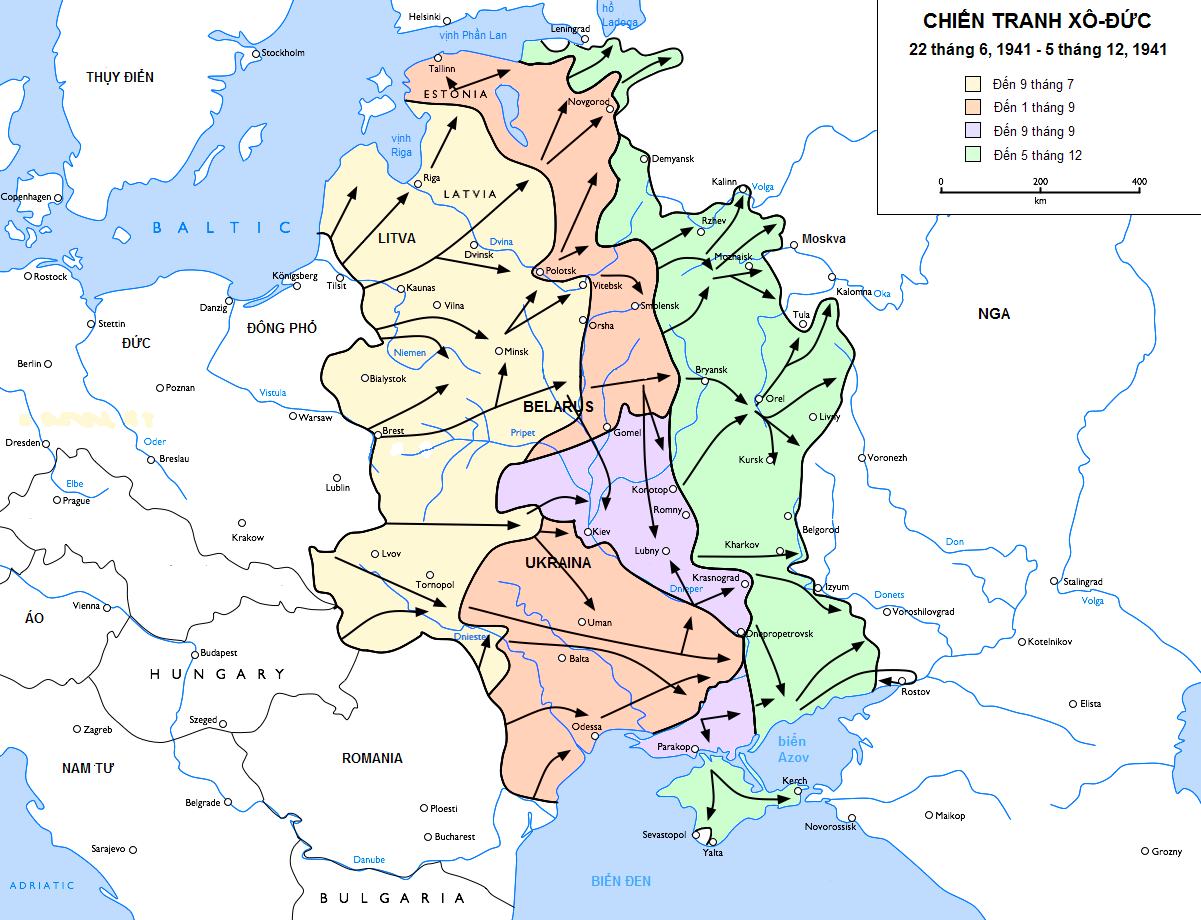
Mặt trận Xô - Đức từ tháng 6 đến tháng 12 năm 1941

Chiều tối 21 tháng 6 năm 1941, vài người dân Ba Lan đã liều mạng bơi qua sông Bug Tây gặp những lính biên phòng Liên Xô ở đồn số 9 và đồn số 17 Cờ Đỏ để báo cáo về việc Quân Đức chuẩn bị tiến công vào sáng sớm ngày 22. Tin tức này phù hợp với tin tình báo do trinh sát ngoại biên của các đồn biên phòng miền Tây báo cáo về việc quân Đức tập trung vô số xe tăng, pháo binh và bộ binh sát đường biên giới. Cùng thời điểm trên, một thượng sĩ Đức thuộc trung đoàn 222, sư đoàn bộ binh 73 chạy sang Liên Xô tại khu vực Tây Vladimir - Volynski thuộc Quân khu đặc biệt Kiev quả quyết rằng quân Đức sẽ tấn công vào 4 giờ sáng 22 tháng 6. Nhiều đơn vị biên phòng và quân đồn trú sát biên giới của các quân khu phía Tây Liên Xô đều qua bộ tư lệnh của mình liên tiếp gửi về Moskva những tin tức tương tự. Bộ trưởng dân ủy quốc phòng S. K. Timoshenko, Tổng tham mưu trưởng Zhukov và Cục trưởng cục tác chiến N. F. Vatutin thống nhất đề nghị khởi động khẩn cấp Kế hoạch "KOVO-41". Nhưng thay vì đưa quân đội Liên Xô vào tình trạng sẵn sàng chiến đấu ngay tức khắc và tuyên bố tình trạng chiến tranh, Stalin và tập thể Hội đồng Quốc phòng Liên Xô lại nghi ngờ đó là tin tình báo giả để khiêu khích, nên quyết định chỉ tiến hành những biện pháp hạn chế, chủ yếu có tính đề phòng với tinh thần: "không được rơi vào âm mưu khiêu khích có thể gây ra những rắc rối lớn". Ngoài những biện pháp đề phòng, bức điện hỏa tốc lúc 2 giờ 30 phút sáng 22 tháng 6 được truyền đến các quân khu biên giới phía Tây còn quy định: "Không có lệnh đặc biệt, không được tiến hành bất kỳ biện pháp nào khác". Lúc 3 giờ 30 phút, Đức Quốc xã tấn công lãnh thổ Liên Xô. Cuộc chiến tranh vệ quốc của Liên Xô chính thức mở màn.
Mở màn chiến dịch, Không quân Đức Quốc xã (Luftwaffe) tấn công các sân bay và các mục tiêu quân sự bên trong lãnh thổ Liên Xô từ ven biển Barents đến ven bờ Biển Đen. Trong vòng vài giờ sau đó, 152 sư đoàn gồm hơn 3,2 triệu quân Đức, cộng thêm 38 sư đoàn quân các nước chư hầu, dẫn đầu bởi các sư đoàn thiết giáp ồ ạt vượt biên giới, bắt đầu chiến dịch quân sự theo đường lối chiến tranh chớp nhoáng (blitzkrieg) lớn nhất trong lịch sử nhắm vào mục tiêu đánh bại Hồng quân và xoá sổ Liên Xô trong vòng 2-3 tháng.
Theo kế hoạch, chiến dịch được tiến hành bởi ba mũi. Mũi thứ nhất của Cụm tập đoàn quân Bắc gồm 26 sư đoàn, trong đó có 3 sư đoàn thiết giáp và 2 sư đoàn cơ giới hóa, tấn công qua các nước Cộng hòa vùng Baltic vào Bắc Nga, hướng tới Leningrad. Mũi thứ hai của Cụm tập đoàn quân Trung tâm gồm 49 sư đoàn, trong đó có 9 sư đoàn thiết giáp và 6 sư đoàn cơ giới hóa, tấn công Smolensk sau đó qua Belarus tới Moskva. Mũi thứ ba của Cụm tập đoàn quân Nam gồm 41 sư đoàn, trong đó có 5 sư đoàn thiết giáp và 4 sư đoàn bộ binh cơ giới hóa, tấn công vào vùng đông dân trù phú Ukraina, chiếm Kiev sau đó triển khai xuống phía Nam, tới sông Volga và vùng dầu hỏa Caucasus.
Ở giai đoạn đầu của chiến dịch, Hồng quân Liên Xô hoàn toàn bị bất ngờ và không kịp phản ứng. Chỉ trong 3 ngày đầu, gần 4.000 máy bay bị phá hủy khi đang đậu trên sân bay, các đồn biên phòng nhanh chóng bị tràn ngập. Ở phía Bắc, tập đoàn quân thiết giáp số 4 của Đức xuyên qua giữa 2 quân đoàn Hồng quân, sau đó bao vây và tiêu diệt 2 quân đoàn này. Ở mặt trận trung tâm, tập đoàn quân thiết giáp số 2 vượt sông Tây Bug ở phía Nam, tập đoàn quân thiết giáp số 2 đột phá qua khe giữa 2 phương diện quân Hồng quân ở sông Neman, vận động thành hai gọng kềm thọc sâu hợp điểm tại Minsk, khiến 32 sư đoàn Hồng quân bị bao vây trong túi và sau đó bị tiêu diệt. Đến ngày 9 tháng 7, quân Đức liên tục đánh bại quân đội Liên Xô trên lãnh thổ phía Tây, lãnh thổ Litva và Latvia và hầu khắp lãnh thổ Belarus cũng như miền Tây Ukraina. Ngày 29 tháng 6 năm 1941, Minsk rơi vào tay quân Đức. Pskov rơi vào tay quân Đức ngày 9 tháng 7 năm 1941. Ngày 10 tháng 7 năm 1941, quân Đức đột kích Leningrad rồi tiền hành bao vây.
Ở giai đoạn hai, trên mặt trận trung tâm, tập đoàn quân thiết giáp số 2 của Đức vượt sông Dniepr vận động bao vây Smolensk từ phía Nam, tập đoàn quân thiết giáp số 3 tiến công Smolensk từ phía Bắc. Sau khi hợp điểm thành công, hai gọng kềm phong tỏa 3 tập đoàn quân Hồng quân trong túi, bắt sống 18 vạn tù binh. Chiếm xong Smolensk vào ngày 10 tháng 9 năm 1941, tập đoàn quân thiết giáp số 2 được lệnh quay về phía Nam, phối hợp với cụm tập đoàn quân Nam đánh về phía Bắc thành hai gọng kềm bao vây Kiev, tiêu diệt và bắt giữ 43 sư đoàn Hồng quân với tổng số 60 vạn người cùng với nhiều vũ khí nặng. Đến ngày 1 tháng 9, quân Đức đã đánh bại Hồng Quân ở miền Đông Belarus, Estonia và vùng giáp ranh với Nga, gần như toàn bộ Ukraina. Đến cuối tháng 10, phần còn lại của Ukraina trừ Krym thất thủ. Uman bị chiếm ngày 10 tháng 8 năm 1941. Kiev, Riga thất thủ ngày 30 tháng 9 năm 1941. Ngày 16 tháng 10 năm 1941, Odessa thất thủ. Kharkov, trung tâm công nghiệp lớn thứ hai ở Ukraina rơi vào tay quân Đức ngày 24 tháng 10 năm 1941 nhưng Liên Xô đã kịp sơ tán các nhà máy, kỹ sư và công nhân về phía đông.
Bước vào giai đoạn ba, các tập đoàn quân đoàn thiết giáp Đức lặp lại bài bản tấn công bằng hai gọng kềm thắng lợi thêm một lần nữa ở Vyazma, bao vây 4 tập đoàn quân Hồng quân trong túi, tiêu diệt hoặc bắt sống gần 60 vạn người, nâng tổng số Hồng quân bị tổn thất lên xấp xỉ 3 triệu. Nhưng đây cũng là dấu chấm hết cho những thắng lợi của quân Đức trong chiến dịch Barbarossa khi sau đó Hồng quân phản công thành công ở trận Moskva, tiêu diệt hoặc đánh thiệt hại nặng 50 sư đoàn Đức. Ở phía nam, Liên Xô cũng phản công thắng lợi trong trận Rostov, ở phía bắc thì Leningrad vẫn kiên trì cố thủ. Quân Đức thất bại trong mục tiêu đánh nhanh thắng nhanh, biến mặt trận phía Đông thành một cuộc chiến tranh tiêu hao tổng lực.

### Mặt trận Belorussia và vùng Pribaltic

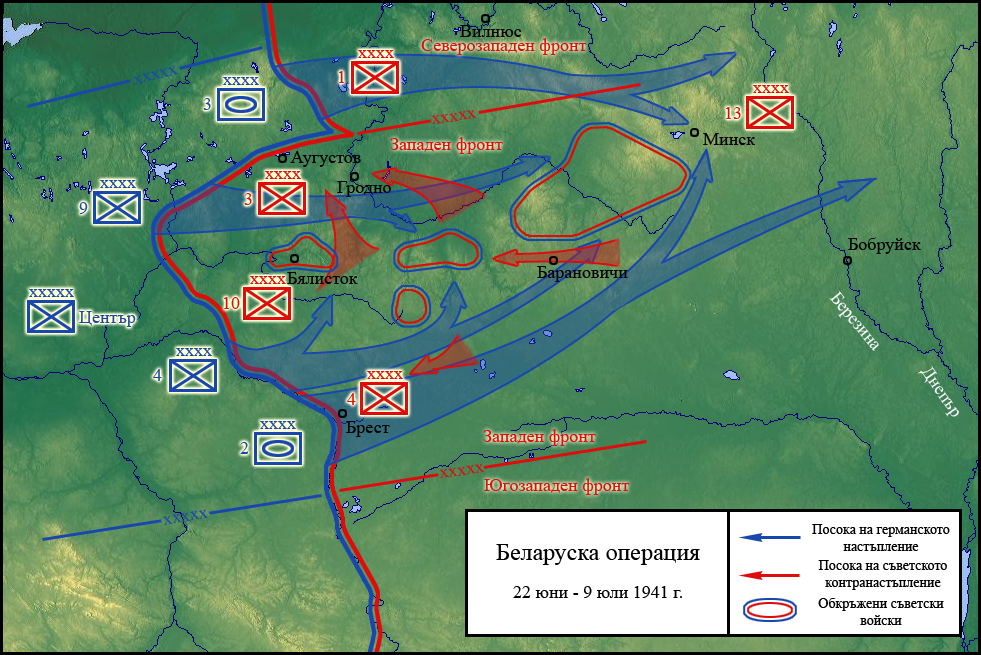
Các hướng tấn công của Quân đội Đức Quốc xã và các mũi phản kích của Quân đội Liên Xô tại mặt trận Belorussia trong tuần đầu của cuộc chiến

#### Tại mặt trận Belorussia
Tại hướng Belorussia, Tổng hành dinh quân đội Đức tập trung lực lượng mạnh nhất của chiến dịch gồm 29 sư đoàn trên đất Ba Lan và 21 sư đoàn ở Đông Phổ, trong đó có 15 sư đoàn xe tăng. Hai mũi tiến công vu hồi sâu ở hai hướng Bắc và Nam thành phố Brest - Litovsk. Cánh quân phía Bắc do Tập đoàn quân xe tăng 3 của tướng Hermann Hoth dẫn đầu có tập đoàn quân 9 tiến theo sau mở mũi đột kích từ Belostok (Bialystok) vượt qua Lida và Molodechno (maladzyechna) đến Borisov (Barysaw). Tại phía cực Bắc của hướng này, tập đoàn quân 2 có quân đoàn xe tăng 8 dẫn đầu phát triển tấn công đến Vilnius. Cánh quân phía Nam có Tập đoàn quân xe tăng 2 của tướng Heinz Guderian dẫn đầu và tập đoàn quân 4 tiến theo sau đột kích từ Nam Brest qua Kobryn, Baranovichi, Slutsk, Pukhavichy (Puchavicy) đến Berezina (Byerazino). Ngay trong ngày 22 tháng 6, Bộ chỉ huy tối cao Liên Xô hầu như bị đứt liên lạc hoàn toàn với Quân khu đặc biệt miền Tây. Chỉ biết được không quân của Quân khu bị thiệt hại rất lớn. Trinh sát đường không chỉ nắm được tình hình chung nhất là quân Đức đã đột nhập lãnh thổ với chiều sâu từ 15 đến 20 km.

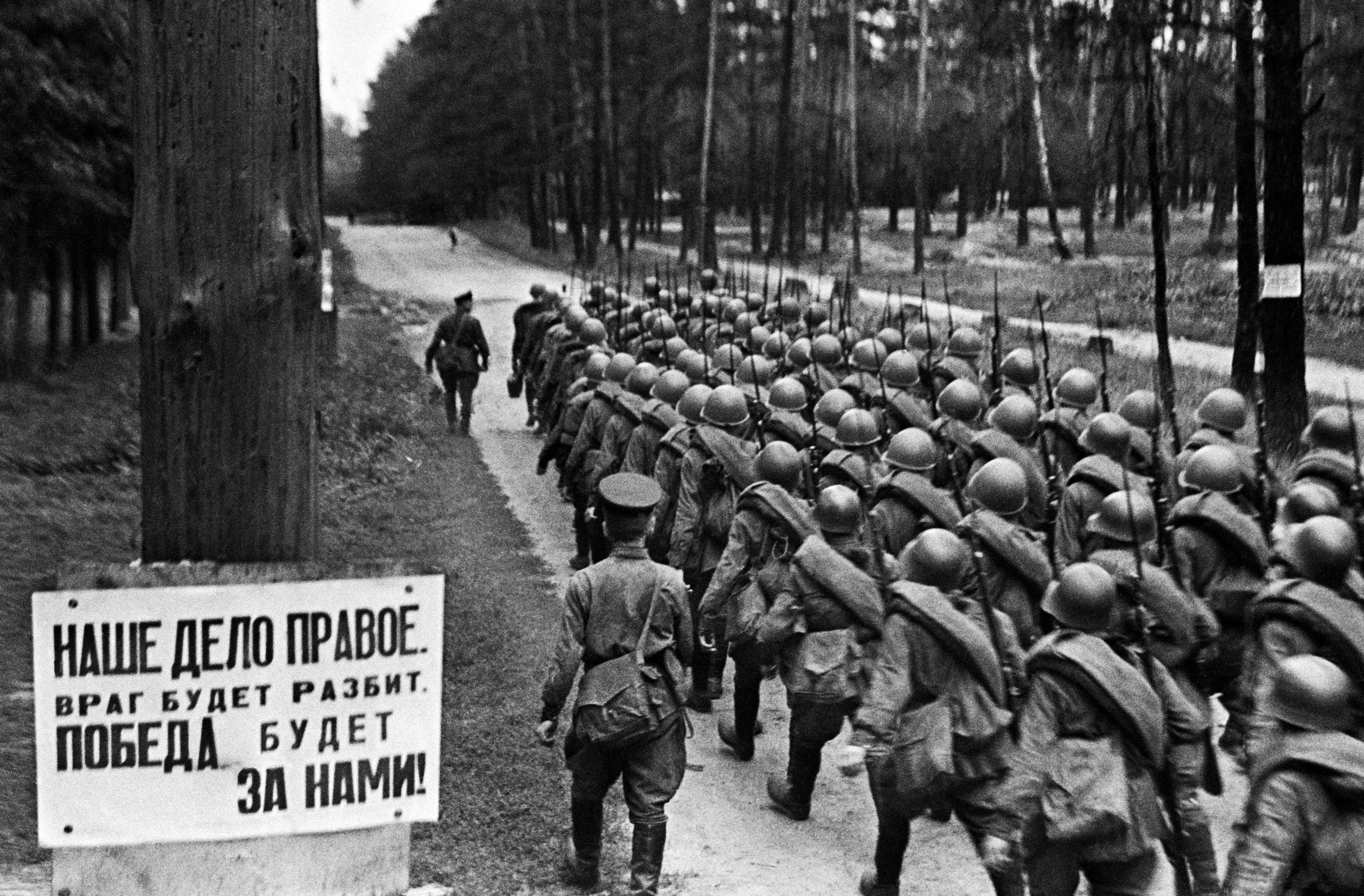
Quân dự bị động viên của Liên Xô tiến ra mặt trận, Moscow 23/6/1941. Bảng trên cây bên trái ảnh có gi dòng chữ: "Chính nghĩa thuộc về chúng ta. Kẻ thủ sẽ bị tiêu diệt. Chiến thắng sẽ thuộc về chúng ta" (Ảnh của RIA NOVOSSTI)

Cũng ngay trong ngày đầu chiến tranh, nhiều sư đoàn và quân đoàn thuộc Quân khu đặc biệt Miền Tây (từ ngày 23 tháng 6 đổi tên là Phương diện quân Tây) đã độc lập tác chiến với quân Đức. Thông tin liên lạc bị đứt làm cho việc chỉ huy chung không thể thực hiện được. Ngay cả khi liên lạc được nối lại, đại tướng D. G. Pavlov, tư lệnh Phương diện quân cũng thường có những quyết định không còn phù hợp với tình hình. Kết quả là ngày 25 tháng 6, các tập đoàn quân 3 của trung tướng V. I. Kuznesov và tập đoàn quân 4 của thiếu tướng A. A. Korobkov ngay cả khi được tăng cường quân đoàn cơ giới 14 vẫn rút lui vô tổ chức khỏi Grodno và Brest. Hành động đó đã đẩy đồng đội của họ là tập đoàn quân 10 do thiếu tướng K. D. Golubev chỉ huy vào tình trạng bị nửa hợp vây tại khu phòng thủ Ossoved (osowiec Twierdza) trên bờ sông Narew. Phó tư lệnh phương diện quân Tây, Trung tướng I. V. Boldin đã sử dụng quân đoàn kỵ binh 6, các quân đoàn cơ giới 6 và 11 tổ chức phản kích từ Sokolka vào sườn trái của tập đoàn quân xe tăng 3 Đức. Mặc dù cuộc phá vây không thành công nhưng đòn phản kích này đã buộc tập đoàn quân xe tăng 3 Đức phải phân chia lực lượng để "nhổ cái dằm" Sokolka - Ossoved. Tại Slonim, một bộ phận lớn Quân đoàn cơ giới 6 Liên Xô được trang bị các loại xe tăng cũ BT-7, T-26 và T-28 đã bị tập đoàn quân xe tăng 2 Đức bao vây tại đây. Quân đoàn phải bỏ lại hầu hết xe tăng sau khi đã sử dụng đến những viên đạn, những giọt dầu cuối cùng và chiến đấu như bộ binh để mở đường máu rút lui. Tư lệnh quân đoàn cơ giới 6, tướng M.G. Khaskilevik và tư lệnh quân đoàn kỵ binh 6, tướng I.S. Nikitin tử trận.
Ngày 26 tháng 6, quân đoàn cơ giới 39 thuộc tập đoàn quân xe tăng 3 (Đức) đã tiếp cận khu phòng thủ Minsk và chạm súng với Quân đoàn khinh binh 5 (Liên Xô) do tướng V. D. Yushenko chỉ huy. Bộ tư lệnh Phương diện quân Tây lấy từ lực lượng dự bị của họ Quân đoàn khinh binh 2 do tướng A. N. Yermakov chỉ huy (chỉ có hai sư đoàn 100 và 161), tăng cường cho khu phòng thủ. Đêm 26 tháng 6, quân đoàn cơ giới 47 thuộc tập đoàn quân xe tăng 2 Đức cũng tấn công Minsk từ phía Nam. Minsk đứt liên lạc với Moskva từ rạng sáng 26 tháng 6. Bộ Tổng tư lệnh tối cao Quân đội Liên Xô triệu tập đại tướng Zhukov đang chỉ đạo mặt trận Tây Nam về Moskva để tìm biện pháp khôi phục tình hình mặt trận miền Tây.
Trong hai ngày 27 và 28 tháng 6, do vẫn không có tin tức gì về đại tướng D. G. Pavlov; bằng tất cả các kênh liên lạc có thể có, Zhukov đã lập tức nắm tình hình và chỉ đạo tướng V.Ye. Klimovskikh, tham mưu trưởng Phương diện quân Tây tập hợp tất cả các lực lượng còn lại để chặn đường hợp vây của hai cánh quân xe tăng Đức đang tiến đến hợp điểm tại Borisov. Song, tất cả đã quá muộn, chiều tối 28 tháng 6, tập đoàn quân xe tăng 2 Đức đã chiếm thành phố Minsk.

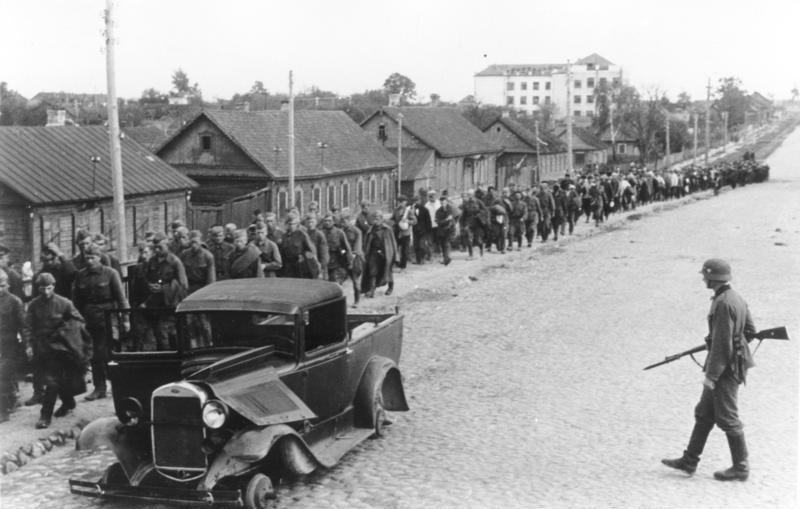
Binh lính Liên Xô bị quân Đức bắt làm tù binh ở Minsk tháng 7 năm 1941

Ngày 27 tháng 6, Bộ Tổng tham mưu Quân đội Liên Xô đề nghị thành lập Phương diện quân Dự bị gồm các tập đoàn quân 13, 19, 20, 21, 22 và bố trí nó ở Đông Belorussia trên tuyến Bắc Dvina, Polotsk, Vitebsk, Orsa, Mogilev và Mozyr; điều động các tập đoàn quân 24 và 28 bố trí phía sau Phương diện quân này tại tuyến Selizharovo, Smolensk, Roslavl, Gomel. Nguyên soái Liên Xô S. M. Budionny được đề nghị chỉ định làm tư lệnh phương diện quân. Stalin chuẩn y ngay tức khắc đề nghị này. Ngày 30 tháng 6, Stalin ra lệnh triệu tập về Moskva đại tướng D.G. Pavlov, tư lệnh; thiếu tướng, V.Ye. Klimovskikh tham mưu trưởng, thiếu tướng Klish (?), tư lệnh pháo binh, thiếu tướng A.T. Grigoryev, chủ nhiệm thông tin Phương diện quân miền Tây. Họ đều bị cách chức ngay lập tức và bị đưa ra xét xử tại tòa án binh sau đó ít ngày. Nguyên soái Liên Xô S. K. Timoshenko được cử làm tư lệnh Phương diện quân Tây, Phó tư lệnh: trung tướng A. I. Yeryomenko. Phương diện quân Dự bị chuyển thuộc toàn bộ sáu tập đoàn quân cho Phương diện quân Tây, lùi về giữ tuyến Selizharovo, Smolensk, Roslavl, Gomel để cơ cấu lại với hai tập đoàn quân 24 và 28 vừa được chuyển thuộc cùng ba tập đoàn quân đang trong quá trình tập hợp từ lực lượng dự bị động viên. Trong chiến dịch ở Minsk, không tính 93.000 binh sĩ chết và bị thương, 324.000 quân Liên Xô đã bị quân Đức bắt giữ cùng 2.300 xe tăng, thiết giáp bị phá hỏng hay loại khỏi vòng chiến.

#### Tại vùng Pribaltic
Tại hướng Pribaltic, Cụm tập đoàn quân Bắc của thống chế Wilhelm Ritter von Leeb nắm trong tay 29 sư đoàn triển khai tấn công dọc theo bờ biển và khép chặt sườn phải với Cụm tập đoàn quân Trung tâm tại tuyến Vilnius - Pskov. Ngày 26 tháng 6, Tập đoàn quân 8 của Liên Xô (bao gồm 5 sư đoàn bộ binh, 2 sư đoàn tăng, 1 sư đoàn cơ giới hóa, 3 trung đoàn pháo binh và 1 lữ đoàn pháo chống tăng) bị đứt liên lạc, bị thiệt hại nặng và phải lùi về Riga trên chính diện bị đẩy sâu vào đến 100 km thuộc Quân khu Pribaltic. Tập đoàn quân 11 (gồm 8 sư đoàn bộ binh, 2 sư đoàn tăng với 640 xe tăng, 1 sư đoàn cơ giới hóa, 1 trung đoàn xe mô tô, và 1 trung đoàn pháo binh) bị đẩy lùi về Polotsk. Bộ Tổng tham mưu Quân đội Liên Xô điều Quân đoàn cơ giới 21 từ Quân khu Moskva đi ứng cứu cho hướng này trong khi mối đe dọa nghiêm trọng nhất đối với Quân đội Liên Xô lại không phải ở đây mà là ở khu vực phụ cận Minsk (tại đây, ba tập đoàn quân 3, 4 và 10 của Quân đội Liên Xô đang có nguy cơ bị hợp vây).

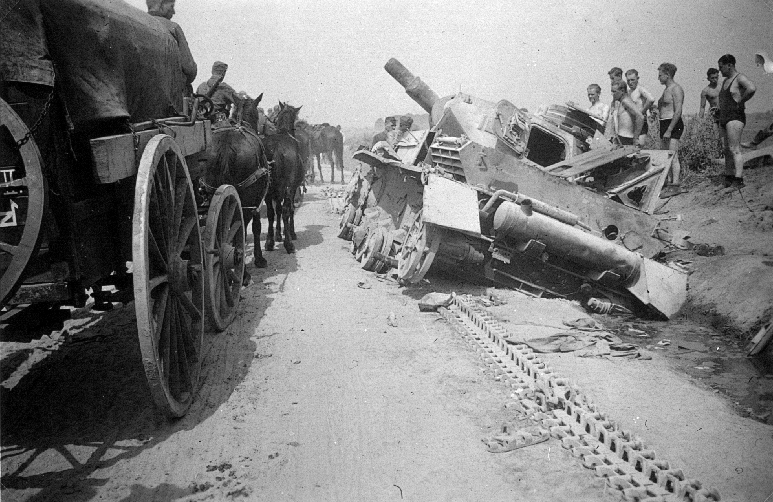
Xác một chiếc xe tăng Đức Panzer IV bị phá hủy tại Kaunas (Litva) năm 1941

Sau khi Quân khu Pribaltic chuyển đổi thành Phương diện quân Tây Bắc, các tập đoàn quân 8 và 11 (Liên Xô) đã thoát khỏi vòng vây nhưng do không có chỉ huy (tham mưu trưởng, tướng P. S. Klyonov bị cơ quan phản gián quân sự NKVD bắt, không rõ số phận của tư lệnh F. I. Kuznessov và chính ủy P. A. Dibrova), các tập đoàn quân này đã tản mát trên nhiều hướng và hầu như tan rã. Đại bản doanh quân đội Liên Xô đã cử trung tướng N. F. Vatutin làm tham mưu trưởng phương diện quân này; đồng thời điều Quân đoàn cơ giới 21 của tướng D. D. Lelyushenko tiến ra chặn quân Đức tại Daugapinsk. Quân đoàn này chỉ chặn được quân đoàn xe tăng 56 của Đức trong một tuần rồi buộc phải lui về dải phòng ngự của Tập đoàn quân 27 do thiếu tướng N. E. Berzarin chỉ huy. Thừa thắng, tập đoàn quân xe tăng 4 (Đức) của tướng Erich Höpner tiếp tục ép tập đoàn quân 27 (Liên Xô) phải lùi và đánh chiếm thành phố Pskov. Đến ngày 30 tháng 7, Phương diện quân Tây Bắc (Liên Xô) đã để mất hầu như toàn bộ vùng Pribaltic với các trung tâm quan trọng như: Vilnius, Lida, Riga, Pskov, Luga. Quân số còn lại của tập đoàn quân 8 (Liên Xô) bị vây tại Tallinn và đến ngày 28 tháng 8 phải bỏ Tallinn, rút lui theo đường biển về Leningrad..
Kết thúc cuộc hội chiến biên giới Xô-Đức tại Belorussia và các nước cộng hòa vùng Baltic, Quân đội Đức Quốc xã đã chiếm đóng toàn bộ khu vực này.

### Hội chiến biên giới tại Ukraina

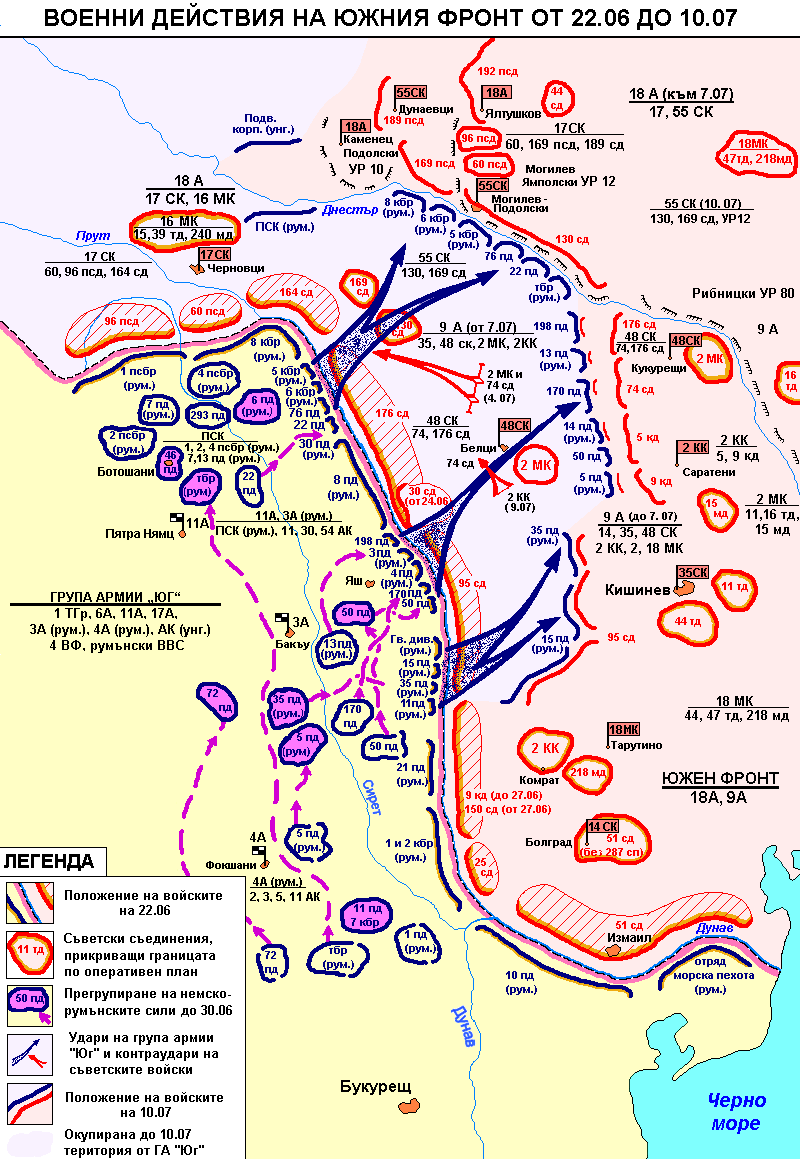
Tình hình phía Nam mặt trận Tây Nam từ 22-6 đến 10-7-1941

Chiến cuộc tại miền Tây Ukraina bắt đầu bằng đòn đột kích của tập đoàn quân xe tăng 1 và tập đoàn quân 6 (Đức) vào dải phòng ngự của các tập đoàn quân 5 (Liên Xô) ở khu vực Liuboml, Vladimir - Volynski, Ustyluh và dải phòng ngự của tập đoàn quân 6 (Liên Xô). Ngay từ sáng sớm, tập đoàn quân xe tăng 1 (Đức) đã chiếm được thị trấn biên giới Parkhash và bốn điểm dân cư khác. Cũng ngay từ 5 giờ sáng 22 tháng 6, không quân của Quân khu đặc biệt Kiev đã mất 180 máy bay chiến đấu, phần lớn bị không quân Đức ném bom phá hủy ngay tại sân bay. Mặc dù Bộ Quốc phòng Liên Xô chỉ thị cho không quân của quân khu phải dùng máy bay tập kích vào lãnh thổ Ba Lan - Đức sâu từ 100 đến 150 km nhưng chỉ có những tốp nhỏ máy bay Liên Xô vượt qua được hàng rào máy bay tiêm kích của Đức chi viện cho bộ binh mặt đất. Quân khu không còn đủ máy bay để oanh kích hậu phương quân Đức. Chiều tối 22 tháng 6, Stalin yêu cầu đại tướng Zhukov tới ngay Kiev để chỉ đạo mặt trận Tây Nam và đổi tên Quân khu này thành Phương diện quân Tây Nam.
Sáng 23 tháng 6, tập đoàn quân 6 (Đức) mở rộng khu vực đột phá đến Sokal, Tập đoàn quân xe tăng 1 (Đức) tấn công địa đoạn tiếp giáp giữa hai tập đoàn quân 5 và 6 (Liên Xô) ở Rava - Russkaya và Peremyshliany. Trong tác chiến mặt đất, điển tiếp giáp giữa các đơn vị luôn là chỗ hiểm yếu nhất. Tại thê đội một, quân Đức có 10 sư đoàn bộ binh, 4 sư đoàn xe tăng. Ngay phía sau là thê đội hai với 2 sư đoàn bộ binh, 4 sư đoàn cơ giới và 1 sư đoàn xe tăng được thống chế Walther von Reichenau sử dụng để phát huy chiến quả. Tại cánh Nam, tập đoàn quân 17 của tướng Carl-Heinrich von Stülpnagel hướng đòn tấn công vào Tomashuv (Tomashivtsi) và Tarnopol (Ternopil) với ý đồ khép vòng vây quanh hai tập đoàn quân Liên Xô trên vùng sát biên giới.

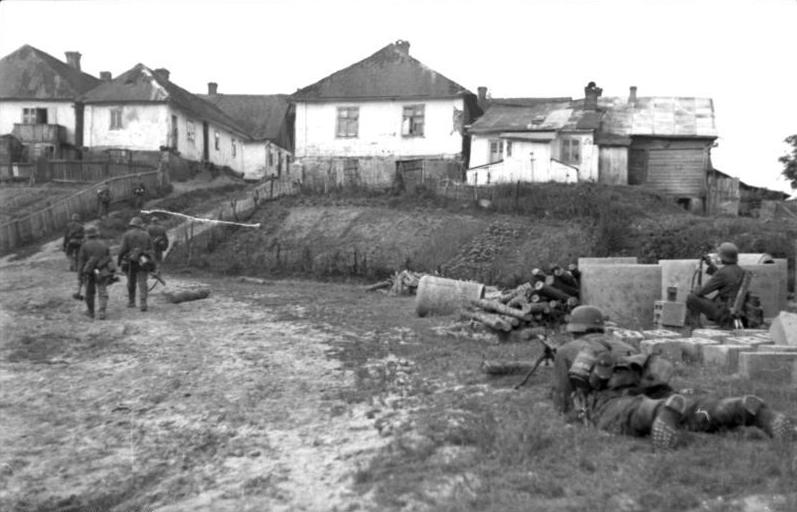
Quân Đức tấn công một ngôi làng ở miền Nam Liên Xô

Ngày 24 tháng 5, Phương diện quân Tây Nam điều các quân đoàn cơ giới 9 và 19 để phản kích vào Kovel và Dubno với ý định chia cắt phía sau tập đoàn quân 6 (Đức). Quân đoàn cơ giới 22 do tướng Konstantin Konstantinovich Rokossovsky chỉ huy sẽ đảm bảo hậu cần cho các đơn vị này. Cũng trong ngày 24 tháng 6, Quân đoàn cơ giới 8 của tướng D. I. Riabyshev phản công trên hướng Berestechko, Quân đoàn cơ giới 15 của tướng I. I. Karpezo cũng tấn công vào Radekhov, đánh tan sư đoàn bộ binh 57 ở sườn phải Quân đoàn cơ giới 58 (Đức). Thống chế Walther von Reichenau phải tung Quân đoàn 44 từ lực lượng dự bị để giải nguy cho Quân đoàn 58; đồng thời đưa Quân đoàn cơ giới 14 (cũng lấy từ lực lượng dự bị) tăng cường cho hướng Rava - Russkaya; điều quân đoàn 55 tăng cường cho cánh quân tấn công Dubno. Toàn bộ 30 xe tăng KV của Liên Xô tại khu vực phòng thủ Kovel - Dubno đều thiếu đạn chống tăng. Zhukov đã lệnh cho tướng M. I Potapov, tư lệnh Tập đoàn quân 5 (Liên Xô) cung cấp cho họ loại đạn phá bê tông 09-30г để diệt xe tăng Đức. Đến ngày 27 tháng 6, tập đoàn quân xe tăng 1 và tập đoàn quân 6 (Đức) đã chịu những thiệt hại đáng kể và vẫn chưa tiến qua được khu vực hành lang biên giới rộng 50 km.

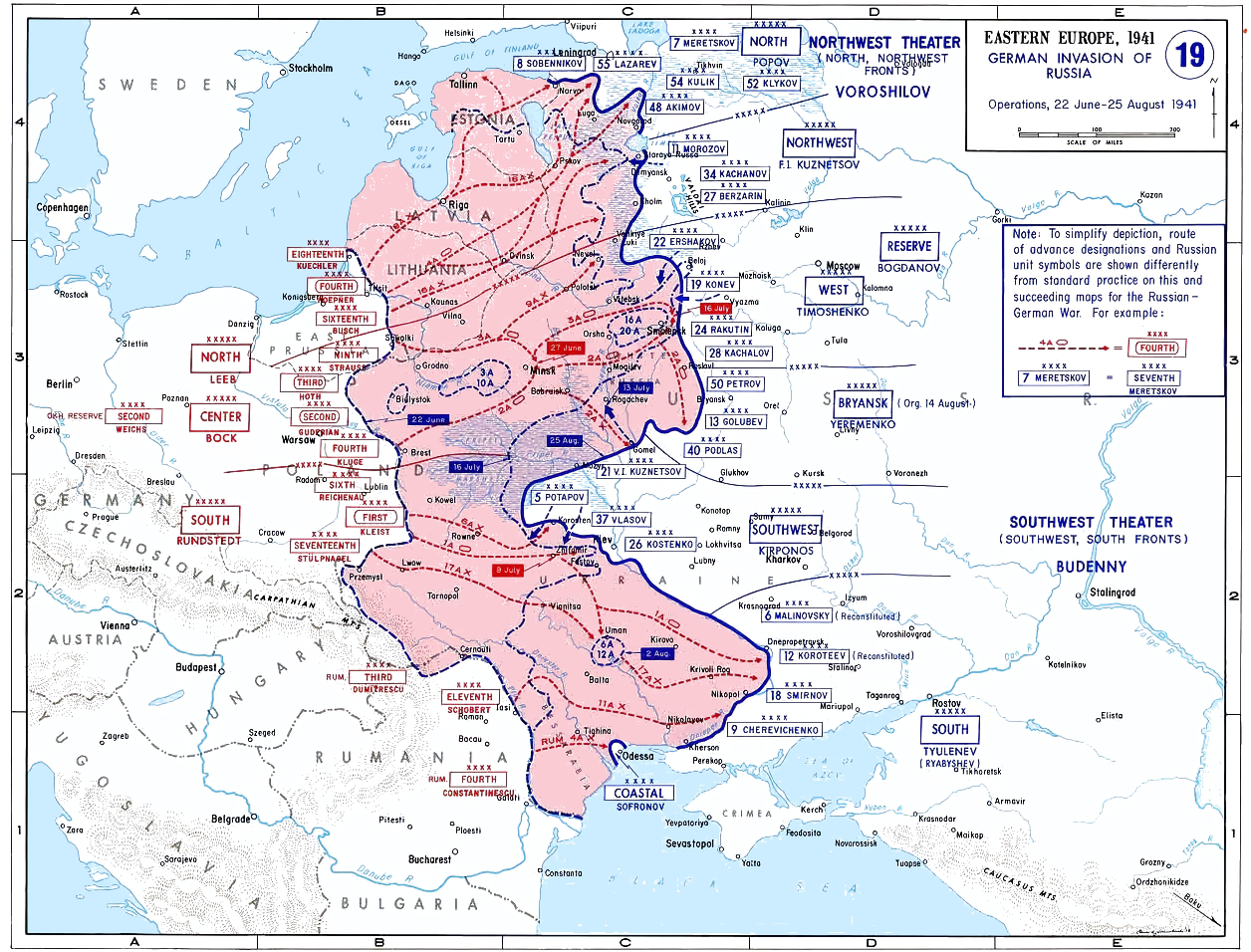
Mặt trận Xô-Đức tháng 8 năm 1941. Khu phòng thủ Kiev trở thành một mũi đất nhô về phía Tây, chia cắt Cụm tập đoàn quân Trung tâm và Cụm tập đoàn quân Nam của Đức

Ngày 28 tháng 6, tướng Paul Kleist điều sư đoàn xe tăng 11 của tập đoàn quân xe tăng 1 (Đức) bất ngờ đột kích chiếm Dubno. Trong khi Bộ tư lệnh Phương diện quân Tây Nam phán đoán rằng, cánh quân này sẽ tiến xuống phía Nam để hợp vây tập đoàn quân 6 (Liên Xô) thì trên thực tế, cánh quân xe tăng này tiếp tục vượt qua Ostroh và lao về Kiev. Trên hướng này, tập đoàn quân 16 lại đang lên tàu chuyển quân đi tăng cường cho Phương diện quân Tây. Vì lợi ích chung, tướng M. F. Lukin, tư lệnh tập đoàn quân đã ra lệnh cho hai sư đoàn xuống tàu, quay về phòng thủ Shepetivka và yêu cầu Ủy viên hội đồng quân sự Phương diện quân Tây Nam N. X. Khrushov báo cáo về Moskva xin giữ lại các đơn vị còn lại của tập đoàn quân 16. Cuộc phản kích dự kiến có sự tham gia của các quân đoàn cơ giới 8, 9, 15 và 19 nhưng trên thực tế, chỉ có quân đoàn cơ giới 8 và 15 thực hiện. Mũi đột kích đơn độc của Quân đoàn cơ giới 8 (Liên Xô) hướng về Dubno đã bị Quân đoàn xe tăng 40 (Đức) hợp vây tại khu vực Brody và bị tổn thất nặng. Trên chính diện của Phương diện quân Tây Nam xuất hiện một lỗ hổng lớn ở Đông Nam Dubno. Tập đoàn quân xe tăng 1 (Đức) đã lợi dụng lỗ hổng này lao về phía Kiev. Không chịu đựng được thất bại, Chính ủy quân đoàn N. N. Vashughin, Ủy viên hội đồng quân sự Phương diện quân Tây Nam đã tự sát.
Ngày 1 tháng 7, quân đoàn bộ binh 15 (Liên Xô) bỏ Kovel rút về Prokhod trước nguy cơ bị hợp vây. Để thu hẹp chính diện mặt trận do quân số thương vong nhiều, Bộ tư lệnh phương diện quân Tây Nam cũng lui binh về tuyến sông Ikhva, Zbytyn, Kremenets, Zloshev, Bobrka, Slavuta và mở đợt phản kích vào hướng Tsuman, Stavok (Tây bắc Rovno) để lấp lỗ hổng giữa hai tập đoàn quân 5 và 6. Kết quả phản công không như ý muốn của Bộ tư lệnh phương diện quân Tây Nam. Ngày 7 tháng 7, thống chế Reichenau tập trung lực lượng về phía Nam Novograd - Volynsky, đánh chiếm Berdichev, ngày 9 tháng 7 chiếm Jitomir. Một lỗ hổng còn lớn hơn lỗ hổng tại vùng Dubno lại xuất hiện làm cho các tập đoàn quân 6, 12, 26 của Liên Xô có nguy cơ bị hợp vây. Từ ngay 9 đến ngày 16 tháng 7, Phương diện quân Tây Nam đã tổ chức tập kích liên tục vào các cánh quân Đức, rút được phần lớn lực lượng của ba tập đoàn quân nói trên về củng cố phòng thủ Kiev. Trận hội chiến trên vùng biên giới Ukraina kết thúc. Tuyến mặt trận tại Phương diện quân Tây Nam hình thành một mũi nhô về phía quân Đức trên địa đoạn Kremenchuk, Kiev, Korosten, Kremenets, Pripyat.

### Cuộc phòng thủ tại Pháo đài Brest

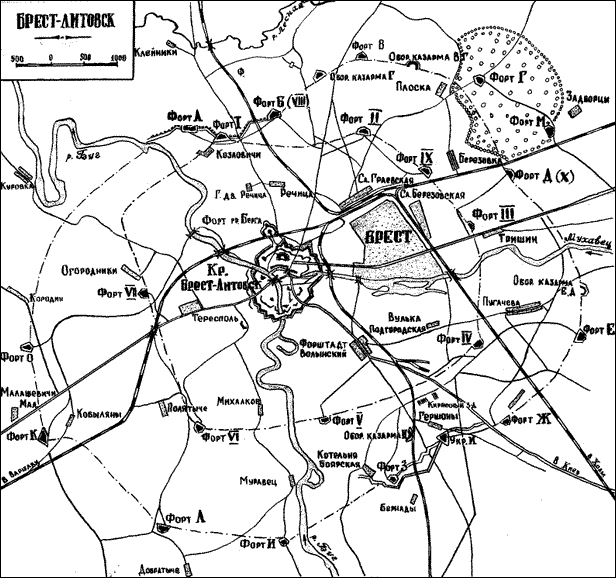
Bản đồ pháo đài Brest, thành phố Brest và vùng phụ cận năm 1912

Là thành phố địa đầu miền Tây Belorussia, thành phố Brest - Litovsk đã chứng kiến lễ ký kết hiệp định đình chiến Nga - Ba Lan, kết thúc cuộc chiến tranh giữa hai nước năm 1920. Ngày 22 tháng 6 năm 1941, Pháo đài Brest trở thành một trong những địa điểm đầu tiên bị Quân đội Đức Quốc xã tấn công. Sau chiến tranh, Pháo đài Brest trở thành một trong những biểu tượng cho lòng dũng cảm của Quân đội và nhân dân Liên Xô trong cuộc Chiến tranh vệ quốc vĩ đại. Nằm giữa ngã ba sông Mukhavets hợp lưu với sông Bug Tây, từ thế kỷ thứ XVIII, pháo đài Brest là vị trí có ý nghĩa địa quân sự quan trọng, được các kỹ sư quân sự Nga thời kỳ Sa hoàng thiết kế và tổ chức xây dựng như một tòa thành đồ sộ gồm pháo đài chính và 5 đồn binh phụ thuộc, trở thành căn cứ phòng thủ quân sự tiền tiêu trọng yếu ở phía Tây Đế quốc Nga. Trong thời đại công nghiệp quân sự phát triển cao với xuất hiện đại bác nòng rãnh, xe tăng, máy bay, Pháo đài Brest dần mất đi sức mạnh của nó. Tuy nhiên, vào năm 1940, Quân đội Liên Xô vẫn coi đây là một trong các cứ điểm phòng ngự kiên cố và quan trọng trên tuyến biên giới với Ba Lan.
xxxxnhỏ|trái|200px|Thiếu tá Pyotr Mikhailovish Gavrilov, một trong năm sĩ quan chỉ huy cuộc phòng thủ pháo đài Brest]]
Nhiệm vụ phòng thủ pháo đài và toàn bộ dải phòng ngự phụ cận được giao cho sư đoàn bộ binh 18 (Sư đoàn Orion) và sư đoàn bộ binh 42 đều thuộc Tập đoàn quân 4 (Quân khu đặc biệt miền Tây). Đầu mùa hè năm năm 1941, các sư đoàn này đang tham gia cuộc diễn tập quân sự thường niên ở các vùng đồng cỏ và các khu rừng phụ cận thành phố Brest nên trong pháo đài chỉ còn chưa đầy hai trung đoàn bộ binh, trong đó, nòng cốt là trung đoàn 44, sư đoàn 42 do Thiếu tá Pyotr Mikhailovish Gavrilov và Chính ủy trung đoàn Efim Moiseyevish Fomin chỉ huy. Ngoài ra, trong khu vực pháo đài còn có các đồn biên phòng số 9 do trung úy Andrei Kijevatov chỉ huy và đồn biên phòng số 17 Cờ đỏ do thiếu tá A. P. Kuznesov chỉ huy; tổng quân số hai đồn khoảng một đại đội. Để tấn công khu vực này, thống chế Günther von Kluge, tư lệnh tập đoàn quân 4 Đức đã bố trí tại khu vực đối diện với Pháo đài Brest quân đoàn bộ binh 17 do tướng Schroth chỉ huy. Trong đó, sư đoàn 45 tấn công chính diện, các sư đoàn 31 vu hồi phía Bắc pháo đài vào thành phố Brest, sư đoàn 34 tấn công vu hồi phía Nam pháo đài.

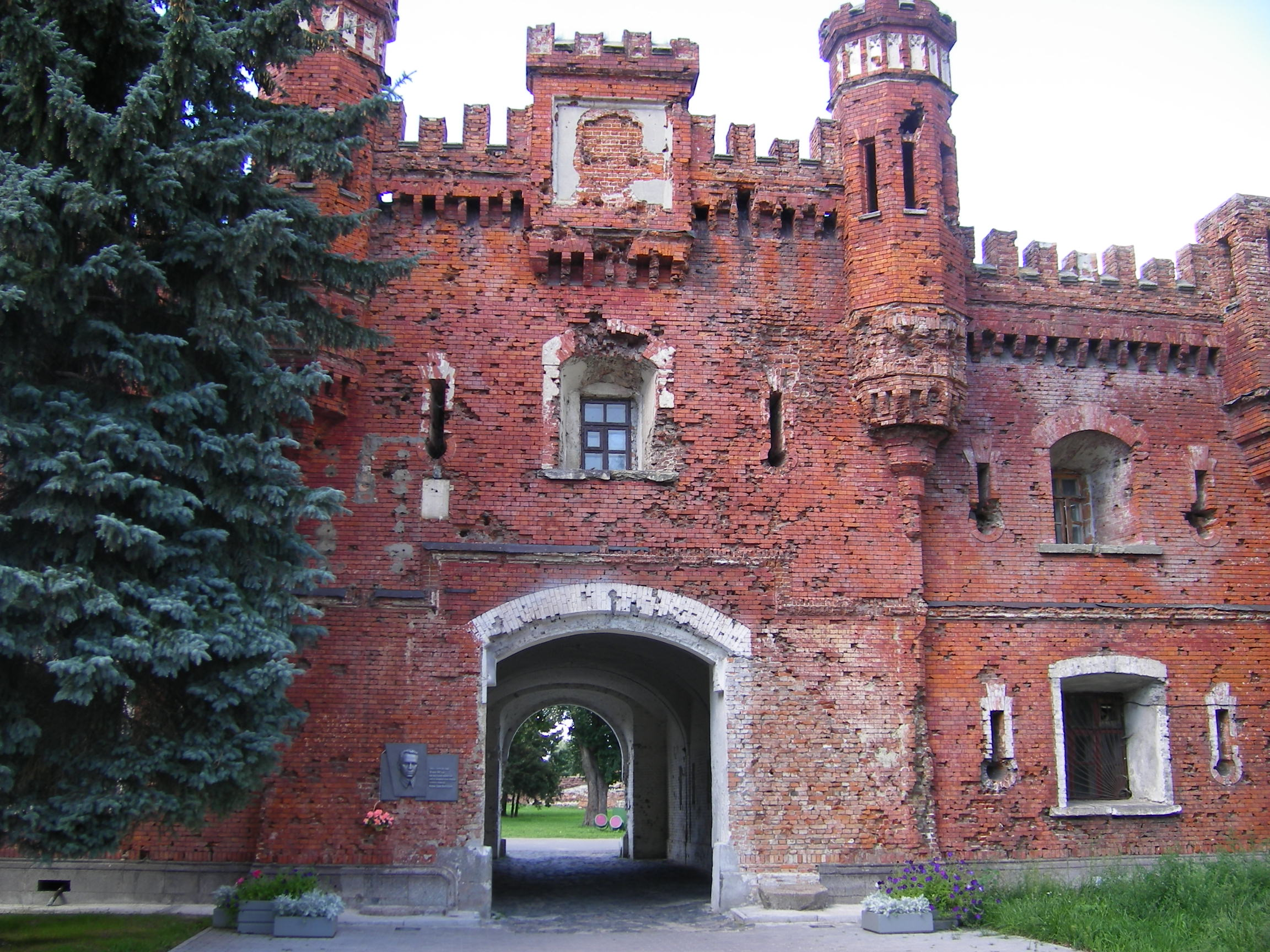
Di tích cổng Kholm của pháo đài Brest với vô số vết đạn. Phía bên trái cổng có tấm bia tưởng niệm Chính ủy Fomin, một trong các chỉ huy pháo đài, đã hi sinh tại đây ngày 30 tháng 6 năm 1941

3 giờ 15 phút sáng 22 tháng 6 năm 1941, Pháo binh Đức Quốc xã trút xuống pháo đài những loạt đạn đầu tiên của trận pháo kích kéo dài hơn nửa giờ. 4 giờ 15 phút, bộ binh và xe tăng Đức tấn công pháo đài từ ba hướng: Bắc, Tây Bắc và Tây Nam. Sau gần một giờ hoảng loạn, Quân đội Liên Xô trong pháo đài đã tập hợp dưới sự chỉ huy của thiếu tá Gavrilov và đại úy Ivan Nikolaevish Zhubashev. Ít phút sau, Chính ủy Fomin cũng tham gia Ban chỉ huy. Họ đã ra bản "Mệnh lệnh số 1", phân công các vị trí phòng thủ trong pháo đài. Từ ngày 22 đến 28 tháng 6, Quân đội Liên Xô còn lại trong pháo đài đã mở nhiều cuộc phản kích, ba lần đánh lui quân Đức ra khỏi pháo đài. Các khu vực nhà chỉ huy, doanh trại công binh, lũy phía Đông, Đồn Đông, cổng Brest, cổng Kholm, cổng Terepolsky, cổng Bắc đều biến thành các hỏa điểm của quân đội Liên Xô. Lính Đức phải dùng cả đến hơi ngạt, súng phun lửa, bom cháy và tháo nước vào các đường hầm để dìm chết đối phương, dùng thuốc nổ đánh sập các căn nhà kiên cố nhưng vẫn không bẻ gãy được sức kháng cự của họ. Ban chỉ huy lực lượng phòng thủ pháo đài dự định tổ chức phá vây vào đêm 27 tháng 6 nhưng không thành công và bị thiệt hại lớn về người. Ngày 29 tháng 6, Không quân Đức oanh tạc cấp tập xuống pháo đài bằng nhiều loại bom phá hạng nặng. Song, quân đội Liên Xô đồn trú trong pháo đài còn sống sót vẫn tiếp tục chiến đấu đơn độc, không có tiếp tế, không có pháo binh và không quân yểm hộ. Lúc đó, hậu phương Liên Xô vẫn chưa hề biết đến họ.
Ngày 30 tháng 6, quân Đức dùng thuốc nổ phá sập tòa nhà chính, nơi đóng Sở chỉ huy phòng thủ pháo đài. Chính ủy Fomin bị bắt và bị quân Đức sát hại ngay tức khắc do lời tố giác của một kẻ phản bội. Thiếu tá Gavrilov bị bắt làm tù binh và được giải phóng khỏi trại Hammensburg tháng 4 năm 1945. Đại úy Zhubachev cũng bị bắt và bị chết trong tù năm 1944. Một số sĩ quan chỉ huy và hơn 20 binh sĩ Liên Xô, trong đó có thượng úy Semenenko, trung úy Vinogradov đã mở đường máu thoát vây, tham gia đội du kích của A. F. Fedotov đang hoạt động trong khu rừng Beloveja và tiếp tục chiến đấu.
Mặc dù Ban chỉ huy phòng thủ pháo đài đã mất nhưng những người còn lại vẫn không đầu hàng. Những người lính Liên Xô cuối cùng trước khi ngã xuống tại khu doanh trại phía Tây đã dùng lưỡi lê khắc lên tường nhà lời trăng trối:
| “             | Tôi thà chết chứ không đầu hàng. Vĩnh biệt Tổ Quốc. | ” |
| — 20/VII- 41, |                                                     |   |

Đến ngày 25 tháng 7, hiệu thính viên K. I Korshakov thuộc sư đoàn bộ binh 262 thuộc Phương diện quân Tây Nam đóng tại Staraya - Russa đã tình cờ nhận được bức điện cuối cùng được phát không mã từ Pháo đài Brest:
| “           | Tình hình nguy kịch, pháo đài sắp thất thủ, chúng tôi tiêu diệt lũ súc sinh, chúng tôi sẽ nổ mìn bắt chúng chết theo chúng tôi. | ” |
| — Pháo đài, | |   |

Cuộc phòng thủ ở pháo đài Brest sau này đã tạo cảm hứng cho nhà văn Boris Vasiliev viết tiểu thuyết nổi tiếng Tên anh chưa có trong danh sách (В списках не значился, 1974), tác phẩm này đã khắc họa hình ảnh những người lính Liên Xô tử thủ cuối cùng tại đây sau khi pháo đài đã rơi vào tay quân đội Đức.

### Chiến dịch Smolensk

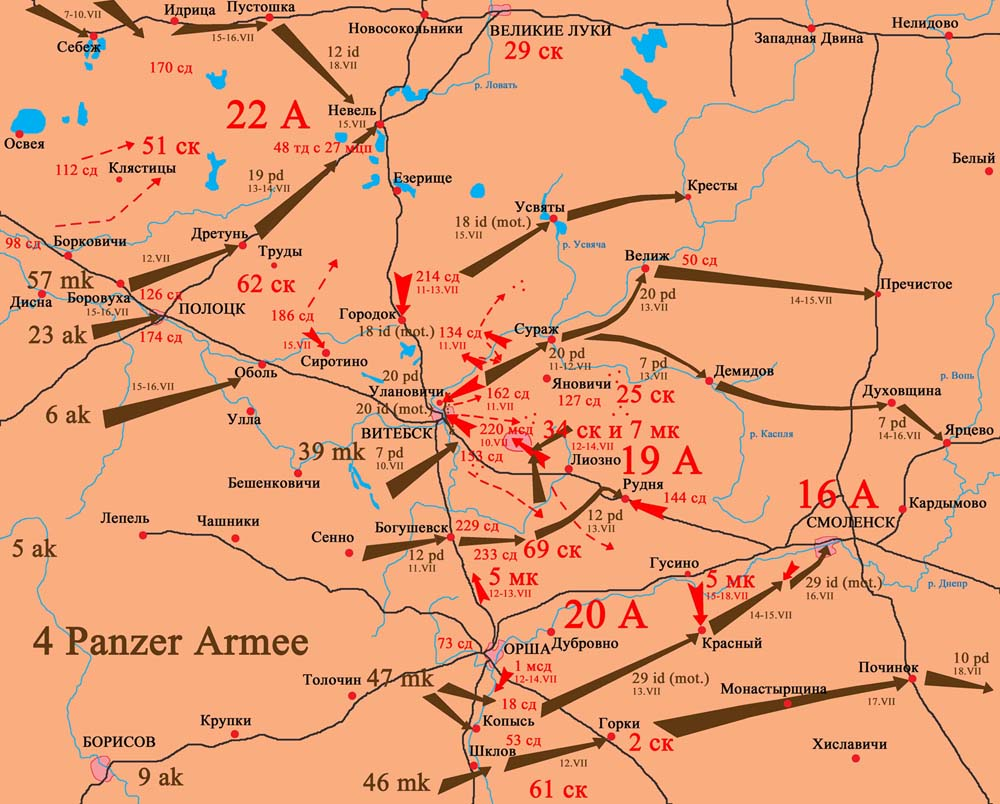
Mặt trận vùng Smolensk từ này 10 đến 18 tháng 7 năm 1941

Kết thúc trận hội chiến tại Belorussia, Quân đội Liên Xô tại Phương diện quân miền Tây bị tổn thất đặc biệt lớn với quân số bị chết, bị bắt, bị thương lên đến 420.000 người. Tuy nhiên, tinh thần chiến đấu của Quân đội Liên Xô làm cho các tướng lĩnh Đức phải kinh ngạc. Tướng Hermann Hoth, tư lệnh Tập đoàn quân xe tăng 3 (Đức) ghi nhận: "Quân địch bị đẩy lùi khỏi biên giới nhưng chẳng bao lâu đã chấn chỉnh lại và chuyển sang phản công. Các thiết giáp của họ chặn đánh làm cho quân Đức không tiến lên được". Ngày 3-7-1941, Ban Chấp hành Trung ương Đảng Cộng sản Liên Xô, Liên Xô tối cao Liên Xô, Chính phủ Liên Xô ra lời kêu gọi nhân dân toàn Liên Xô đứng lên chống quân phát xít Đức xâm lược. Lời kêu gọi được truyền đi trên tất cả các làn sóng của Đài phát thanh Moskva.
Mặc dù Quân đội Đức quốc xã cũng bị thương vong 389.924 người (vượt qua tổng số thương vong trong các cuộc chiến với Pháp, Ba Lan, Na Uy, Đan Mạch, Bỉ, Hà Lan, Luxembourg, Hy Lạp, Nam Tư); nhưng đến ngày 5 tháng 7 năm 1941, tại mặt trận này, Quân đội Đức Quốc xã vẫn tạo được ưu thế 1,8 lần về quân số, 1,5 lần về xe tăng hạng nặng và hạng trung, 3,2 lần về máy bay chiến đấu, 1,2 lần về pháo và súng cối. Vẫn tin tưởng vào "Kế hoạch Barbarossa" do những thắng lợi vừa đạt được và cho rằng người Nga sẽ không thể giữ vững được vì không còn dự trữ, ngày 10 tháng 7, Thống chế Fedor von Bock mở chiến dịch tấn công Smolensk với mục tiêu mở con đường ngắn nhất để vào Moskva.
Với ý định kết thúc sớm chiến tranh, Hitler lệnh cho thống chế Walther von Brauchitsch lấy quân của Cụm tập đoàn quân Bắc tăng cường cho Cụm tập đoàn quân Trung tâm. Ngoài hai tập đoàn quân xe tăng 2 và 4, hai tập đoàn quân binh chủng hợp thành 4 và 9, Bộ Tư lệnh Cụm tập đoàn quân Trung tâm của Đức còn được bổ sung thêm Tập đoàn quân xe tăng 4 điều từ hướng Leningrad xuống và quân đoàn xe tăng 8 từ lực lượng dự bị vào chiến dịch này thay cho quân đoàn cơ giới 26 của tập đoàn quân 2 được tạm thời điều sang Cụm tập đoàn quân Nam. Quân đội Liên Xô phòng thủ trên hướng Smolensk gồm tập đoàn quân 22 của trung tướng F. A. Ershakov, tập đoàn quân 19 của trung tướng I. X. Konev, tập đoàn quân 20 của trung tướng P. A. Kurotkin, tập đoàn quân 13 của trung tướng F. N. Remezov, tập đoàn quân 16 (thiếu) của tướng M. F. Lukin. Quân Đức vẫn dùng chiến thuật quen thuộc sử dụng các binh đoàn xe tăng đột kích từ hai bên sườn để chia cắt và hợp vậy chủ lực cơ bản đối phương tại vùng gần mặt trận. Tập đoàn quân xe tăng 2 từ vùng Sklou đánh vu hồi vào Smolensk từ hướng Tây Nam. Riêng quân đoàn cơ giới 24 tại Bykhov được tách ra để phát triển tấn công sâu hơn theo hướng Krichev và Yelnya. Tập đoàn quân xe tăng 3 phối hợp với các quân đoàn bộ binh 5 và 6 (tập đoàn quân 9) vu hồi hướng Tây Bắc. Tập đoàn quân 4 và quân đoàn bộ binh 7 (tập đoàn quân 9) hoạt động tại chính diện tấn công.
Từ ngày 10 đến ngày 14 tháng 7, Tập đoàn quân xe tăng 3 (Đức) đã đột phá qua Polotsk, Vitebsk và phía Bắc Mogilev, buộc cánh phải của Phương diện quân Tây phải lùi về Nevel. Tập đoàn quân xe tăng 3 trong đó sư đoàn xe tăng Reich ("Đế chế") đã hợp vây toàn bộ tập đoàn quân 13 (Liên Xô) tại Mogilev và vùng phụ cận nhưng đã phải để lại tại đây hai quân đoàn cơ giới 24 và 46 do tập đoàn quân 13 (Liên Xô) liên tục đột kích phá vây. Tập đoàn quân 21 (Liên Xô) vượt sông Dnepr, tái chiếm Rogachev và Zhlobin, tiếp tục tiến lên phía Bắc đến Bobruisk, đánh vào sau lưng tập đoàn quân xe tăng 2, mở vây cho tập đoàn quân 13. Quân Đức chỉ chiếm lại được Rogachev và Zhlobin sau 23 ngày giao chiến với tổn thất gần 30.000 sĩ quan và binh sĩ. Tám sư đoàn Đức vẫn bị giam chân tại Bobruisk cho đến kết thúc chiến dịch. Mặc dù các tập đoàn quân 19, 20, và 22 đã liên tục phản đột kích trên chính diện và sườn phía Bắc nhưng đến ngày 16 tháng 7, xe tăng Đức đã đột nhập vào Smolensk. Các tập đoàn quân 16 và 20 (Liên Xô) đã bị bao vây tại đây.
Để lấp lỗ hổng phòng ngự trên hướng này, ngoài tập đoàn quân 24 đã có, Bộ Tổng tư lệnh tối cao lập tức điều động cho Phương diện quân Dự bị các tập đoàn quân 28, 29, 30, 31 và bố trí nó dọc theo tuyến Staraya - Russa, Ostashkov, Belyi, Yelnya và Bryansk để chặn các ngả đường vào Moskva. Phương diện quân Tây được tăng cường 20 sư đoàn bộ binh (tương đương 2 tập đoàn quân) với nhiệm vụ khôi phục lại tình hình vùng Smolensk. Để giữ hướng Gomel, Bộ Tổng tư lệnh Liên Xô cũng đã thành lập Phương diện quân Trung tâm gồm tập đoàn quân 4 (mới tái lập) và các tập đoàn quân 13, 21 tách ra từ Phương diện quân Tây. Từ ngày 23 đến ngày 25 tháng 7, tập đoàn quân 28 xuất phát tấn công từ Roslavl, các tập đoàn quân 24 và 30 tấn công từ Belyi và Yartsevo; đồng thời, các tập đoàn quân 16 và 20 cũng từ Smolensk đánh ra. Ngày 26 tháng 7, tập đoàn quân 30 của trung tướng K. K. Rokossovsky đã đón gặp các tập đoàn quân 16 và 20 từ Smolensk phá vây vượt ra. Riêng tập đoàn quân 28 của trung tướng V. Ya. Kashalov bị vây tại khu vực phía Tây Roslavl, bị 9 sư đoàn bộ binh và một quân đoàn cơ giới Đức bao vây, tiêu diệt. Trung tướng V. Ya. Kashalov tử trận. Ngày 28 tháng 7, quân đoàn cơ giới 46 (Đức) tiếp tục tiến chiếm bàn đạp Yelnya nhưng đã bị Tập đoàn quân 24 (Liên Xô) chặn đứng.
Trong chiến dịch này, hai bên đều chịu những tổn thất rất lớn và đều không đạt được mục tiêu cuối cùng. Quân Đức thực sự "mất máu" trong trận này với hơn 250.000 quân thương vong, hơn 500 xe tăng, xe thiết giáp bị mất. Số thương vong của Quân đội Liên Xô còn lớn hơn thế nhưng ít nhất họ cũng đã phá vỡ ý đồ tiến chiếm Moskva trong hành tiến của Cụm tập đoàn quân Trung tâm (Đức). Sau trận này, các sư đoàn của Cụm tập đoàn quân Trung tâm đã không còn phục hồi được sức mạnh của họ sau những đòn phản công của Quân đội Liên Xô. Sức mạnh của quân đội Đức đã bị bẻ gãy. Tuy nhiên, Quân đội Liên Xô cũng có thêm 700.000 thương vong (trong đó hơn 300.000 sĩ quan và binh sĩ bị bắt làm tù binh) cùng khoảng 3.000 xe tăng, thiết giáp và các phương tiện cơ giới khác bị quân Đức phá hủy hoặc tịch thu.

### Cuộc tấn công và đánh chiếm Kiev

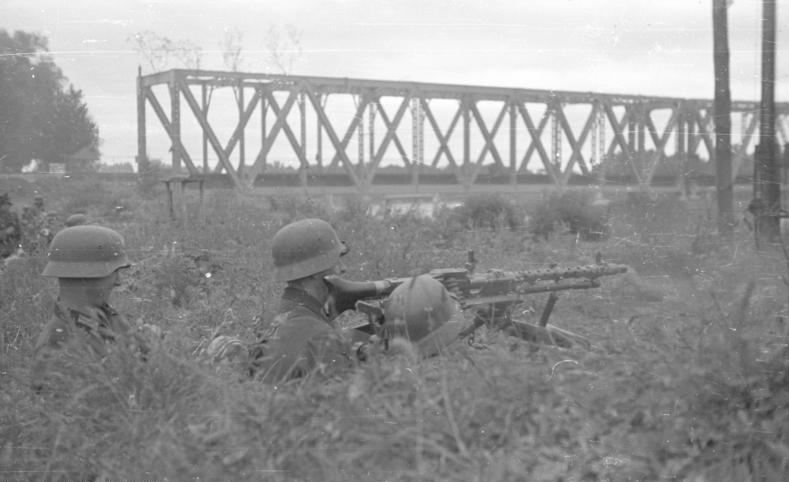
Quân Đức chiếm cây cầu Okuninovo

Do kết quả của các trận hội chiến trên biên giới Liên Xô tại Ukraina bất lợi cho Phương diên quân Tây Nam, ngày 30 tháng 6 năm 1941, Đại bản doanh Bộ Tổng tư lệnh tối cao Liên Xô cho phép Phương diện quân đến ngày 9 tháng 7 được rút lui về tuyến Korosten, Novograd - Volynskiy, Shepetivka, Staro Konstantinovka, Proskurovka. Ngày 1 tháng 7, Bộ Tổng tư lệnh tối cao đã lấy một phần biên chế của tập đoàn quân 26 để thành lập tập đoàn quân 18 và bố trí nó vào chỗ đứt đoạn giữa Phương diện quân Nam và Phương diện quân Tây Nam trên khu vực Kamenets Podolski. Tuy nhiên, tập đoàn quân xe tăng 1 và tập đoàn quân 6 (Đức) đã đi trước các đơn vị Liên Xô. Ngày 7 tháng 7, Berdichev thất thủ, ngày hôm sau, Zitomir cũng bị quân đoàn cơ giới 3 Đức đánh chiếm. Tư lệnh phương diện quân Tây Nam Kirponnos chỉ còn trong tay quân đoàn bộ binh 6 để lấp cửa mở, không còn pháo binh chi viện. Để tăng cường binh lực bảo vệ Kiev, Bộ Tổng tham mưu Quân đội Liên Xô đã lấy phải từ lực lượng dự trữ chiến lược Quân đoàn đổ bộ đường không số 2 ném vào mặt trận Tây Nam.
Đến ngày 1 tháng 7, thống chế Walther von Brauchitsch điều tập đoàn quân xe tăng 2 tiến xuống phía Nam để "thanh toán" chủ lực Phương diện quân Tây Nam của Liên Xô trước khi tiến hành trận công kích Moskva. Tình hình của Phương diện quân Tây Nam trở nên phức tạp. Trong các ngày từ 17 đến 22 tháng 7, Tập đoàn quân xe tăng 1 (Đức) của tướng Paul Kleist tiếp tục khoan sâu lỗ thủng ở vùng Uman, đẩy cánh Bắc và cánh Nam của Phương diện quân Tây Nam ngày càng tách rời nhau. Ngày 28 tháng 7, thiếu tướng V. I. Tupikov được cử làm tham mưu trưởng Phương diện quân Tây Nam thay trung tướng M. A. Purkaev được rút về Bộ Tổng tham mưu. Trong thời gian từ 22 đến 28 tháng 7, Cụm tập đoàn quân Nam của quân đội Đức đã tập trung hơn 20 sư đoàn quanh các cửa ngõ vào Kiev. Ngày 29 tháng 7, tại cuộc gặp giữa Stalin, Zhukov, L. D. Mekhlick trong phòng làm việc của Stalin, khi nghe đề nghị của Zhukov rút thêm quân từ Viễn Đông về phòng thủ Moskva và phải bỏ Kiev vì không đủ lực lượng; Stalin đã chê trách Zhukov là hồ đồ, đã cho Zhukov thôi chức Tổng tham mưu trưởng, (Nguyên soái B. M. Shaposhnikov thay) và điều ông đi Phương diện quân Dự bị để tổ chức trận phản công tại Yelnya.

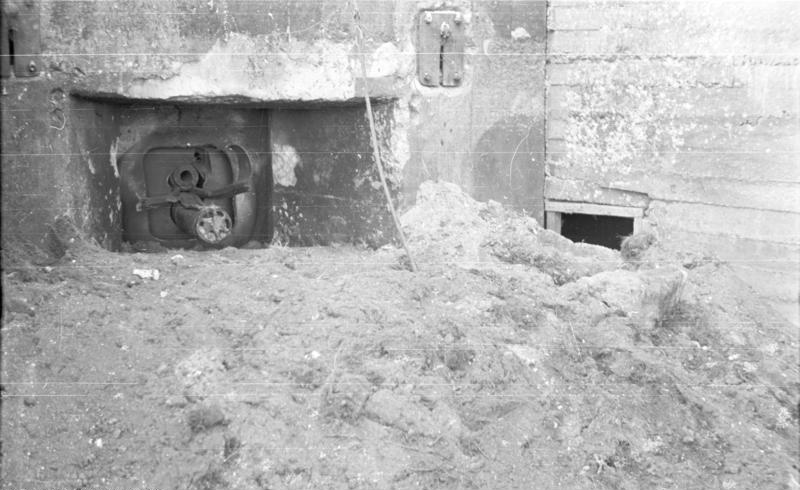
Hỏa điểm với xe tăng được chôn ngầm trong locot bên bờ sông Dniestr

Mặc dù kìm chân được Tập đoàn quân 6 và quân đoàn xe tăng 48 của tập đoàn quân xe tăng 1 (Đức) ở khu vực Korosten - Kiev nhưng tại cánh Nam, ngày 2 tháng 8, tập đoàn quân 17 và chủ lực tập đoàn quân xe tăng 1 (Đức) đã hợp vây các tập đoàn quân 6 và 12 của Quân đội Liên Xô tại Uman. Vì những thiếu hụt về binh lực, Bộ tư lệnh Phương diện quân Nam đề nghị cho rút về tuyến sông Ingrun. Tuy nhiên, Stalin không đồng ý rút nhanh và yêu cầu phải phòng thủ Odessa đến hết khả năng. Trong khi Phương diện quân Tây Nam chưa giải vây được cho hai tập đoàn quân 6 và 12 tại vùng Uman thì ngày 8 tháng 8, tập đoàn quân 2 và tập đoàn quân xe tăng 2 (Đức) mở cuộc tấn công xuống Gomel, Chernigov, Roslavl và Starodub, đẩy lùi Phương diện quân Trung tâm (Liên Xô) sâu đến hơn 100 km. Để cứu vãn tình hình ở khu vực này. Ngày 8 tháng 8, Đại bản doanh Bộ Tổng tư lệnh Liên Xô đã thành lập Phương diện quân Bryansk gồm hai tập đoàn quân 13 và 50 do tướng A. I. Yeriomenko chỉ huy nhưng do lực lượng quá mỏng (chỉ có 7 sư đoàn bộ binh) Phương diện quân này cùng với Phương diện quân Trung tâm cũng không khôi phục được tình hình mà còn bị đẩy lùi sâu thêm về hướng Đông, làm cho tuyến mặt trận của Phương diện quân Tây Nam vốn đã dài trên 800 km nay lại kéo dài thêm hơn 100 km nữa.
Ngày 4 tháng 8, thống chế Walther von Reichenau tập trung bộ binh, xe tăng, cơ giới và gần như toàn bộ tập đoàn quân không quân 4 vào một chính diện hẹp và mở cuộc đột kích khu phòng thủ Kiev từ các hướng Tây và Tây Nam. Mặc dù Phương diện quân Tây Nam được tăng cường thêm hai tập đoàn quân 38 (chỉ có 5 sư đoàn) và lữ đoàn đổ bộ đường không số 5 nhưng phải rải quân trên chính diện hơn 350 km quanh Kiev nên tại đoạn đột phá, quân Đức vẫn chiếm ưu thế. Từ ngày 4 đến ngày 8 tháng 8, hơn 30 trận kịch chiến đã diễn ra quanh Kiev với thiệt hại rất lớn cho cả hai bên. Ngày 9 tháng 8, quân đoàn 6 cơ giới (Đức) đã đột phá đến Myshalovka và Sovki. Phương diện quân Tây Nam không còn lực lượng dự bị cho hướng này. Ngày 16 tháng 8, Đại bản doanh Bộ Tổng tư lệnh quân đội Liên Xô đồng ý với đề nghị của nguyên soái Semeon Budyonny, Tổng tư lệnh hướng Tây Nam cho rút tập đoàn quân 5 sang tả ngạn sông Dnepr. Việc này giúp cho Phương diện quân thu hẹp chính diện mặt trận để rút ra tám sư đoàn dự bị để sử dụng cho khu phòng thủ Kiev; nhưng cũng làm cho tập đoàn quân 6 (Đức) được "rảnh tay" ở phía Bắc và điều các đơn vị ở hướng này đến cửa ngõ Kiev. Phát hiện quân đội Liên Xô rút quân, ngày 22 tháng 8, sư đoàn xe tăng 11 (Đức) đã đánh chiếm cây cầu Okuninovo và một số bến vượt trên đường rút quân của Tập đoàn quân 5 (Liên Xô). Quân đoàn 27 (Tập đoàn quân 5) có nguy cơ bị bao vây bên hữu ngạn sông Dnepr. Vượt qua cây cầu này, sư đoàn xe tăng 11 (Đức) lao nhanh về Kiev; buộc bộ tư lệnh Phương diện quân Tây Nam phải cho phá sập toàn bộ các cầu trên sông Dnepr và Desna. Ngày 24 tháng 8, cầu Okuninovo bị không quân Liên Xô phá sập sau khi Quân đoàn 27 đã rút hết sang tả ngạn Dnepr.
Cuối tháng 8 năm 1941, ngoài bàn đạp Okuninovo, Cụm tập đoàn quân Nam (Đức) đã chuẩn bị một cuộc tấn công lớn từ phía Nam Kiev đến Dnepropetrovsk do tập đoàn quân 17 và tập đoàn quân xe tăng 1 thực hiện. Tại hướng Bắc, mặc dù được chuyển giao hai tập đoàn quân 21 và 40 nhưng Phương diện quân Bryansk vẫn không cản được đường tiến xuống phía Nam của Tập đoàn quân xe tăng 2 (Đức). Trên hướng Konotop, Chernigov, sườn phía Bắc của Tập đoàn quân 5 (Liên Xô) bị hở. Mãi đến ngày 6 tháng 9, Bộ tổng tư lệnh tối cao Liên Xô mới chuyển tập đoàn quân 21 cho Phương diện quân Tây Nam thì tình hình cánh Bắc của phương diện quân này đã cực kỳ nghiêm trọng. Tập đoàn quân 5 (Liên Xô) đã nằm giữa hai gọng kìm của sư đoàn xe tăng 11 và tập đoàn quân xe tăng 2 (Đức), ở vào thế không còn đường rút. Ngày 10 tháng 9, sư đoàn xe tăng 3, tập đoàn quân xe tăng 2 (Đức) sau khi vượt qua Baturin và Konotop đã lao đến Romny, phía sau Kiev. Ngày 12 tháng 9, tập đoàn quân xe tăng 1 (Đức) đột kích vào Oster (???) - Kremenchuk, chia cắt chính diện cánh Nam của Phương diện quân Tây Nam và tiến nhanh lên Romny để hội quân với Tập đoàn quân xe tăng 2 (Đức). Ba tập đoàn quân 5, 26, 37 và một phần các tập đoàn quân 21 và 38 của Phương diện quân Tây Nam đã bị hợp vây với tuyến mặt trận không còn liên tục.

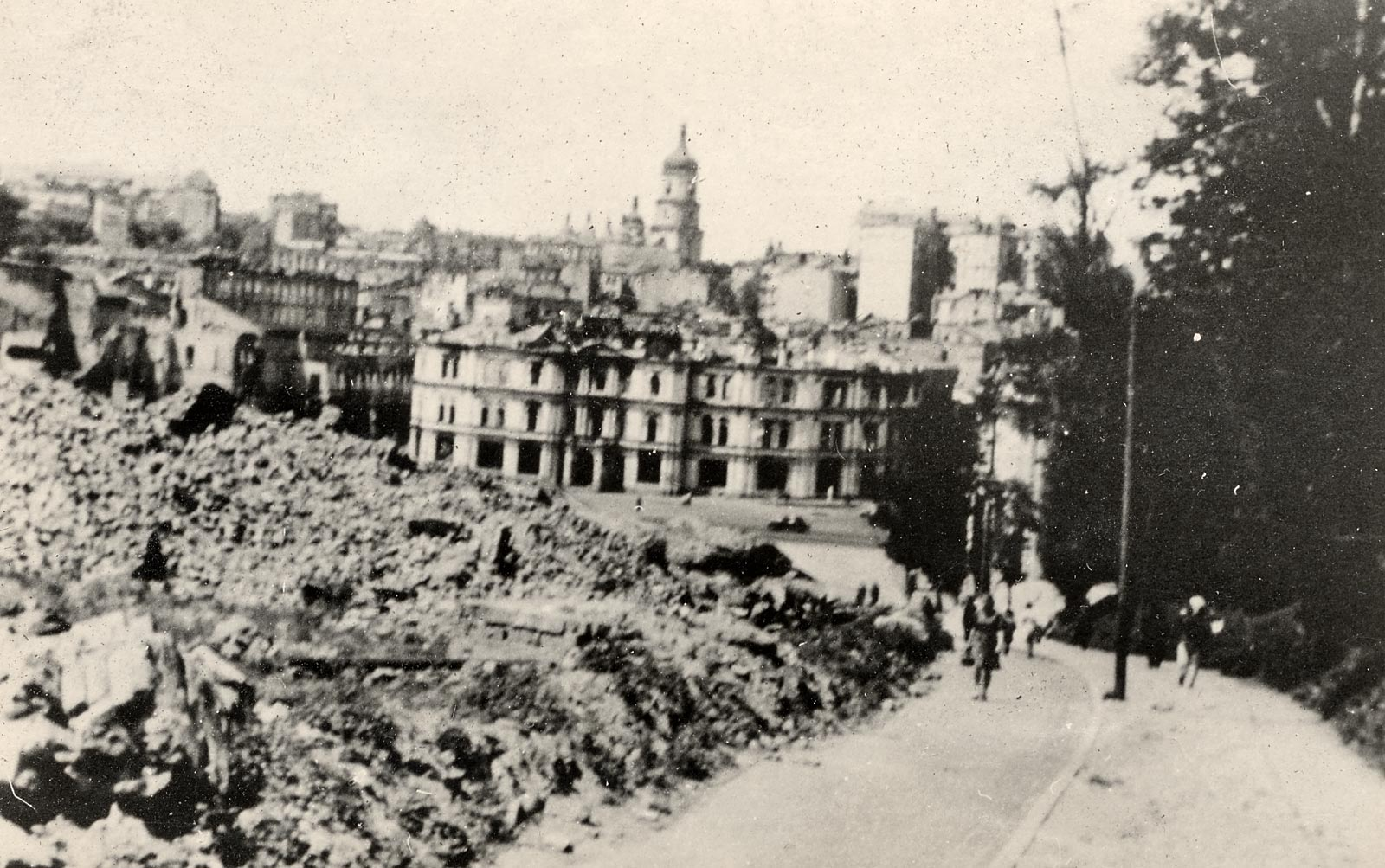
Khu Maidan, thành phố Kiev bị máy bay Đức quốc xã ném bom hủy diệt, mùa hè năm 1941

Đến tận ngày 15 tháng 9, khi hai tập đoàn quân xe tăng và ba tập đoàn quân dã chiến Đức đã khép vòng vây quanh ba tập đoàn quân Liên Xô ở phía Đông Kiev nhưng Stalin vẫn coi nhẹ nguy cơ chủ lực Phương diện quân Tây Nam bị vây cũng như không xem xét nghiêm chỉnh đề nghị rút quân của Tổng tư lệnh hướng Tây Nam và Bộ tư lệnh Phương diện quân. Ông đánh giá quá cao ý nghĩa của các cuộc tấn công hạn chế của Phương diện quân Tây, Phương diện quân Dự bị và Phương diện quân Bryansk vào sườn trái của tập đoàn quân xe tăng 2, đặc biệt là quá tin vào lời cam kết của tư lệnh Phương diện quân Bryansk, tướng Yeriomenko, rằng cuộc tấn công của Phương diện quân Bryansk sẽ giúp phá được vòng vây; do vậy Stalin đã để lỡ cơ hội rút quân của chủ lực Phương diện quân Tây Nam. Chỉ đến ngày 17 tháng 9, khi tình hình mặt trận Tây Nam đã rõ ràng không thể cứu vãn được. Stalin mới đồng ý cho rút quân nhưng đã quá muộn. Trong các trận chiến đấu phá vây từ 17 đến 19 tháng 9, chỉ có 1/4 lực lượng của Phương diện quân Tây Nam thoát vây. Tư lệnh phương diện quân, tướng M. P. Kirponosh, tham mưu trưởng phương diện quân, tướng P. I. Tupikov và ủy viên Hội đồng quân sự phương diện quân M. A. Burmistenko tử trận.
Ngày 20 tháng 9, Nguyên soái Semeon Timoshenko được chỉ định làm Tư lệnh Phương diện quân Tây Nam đã thu thập các đơn vị còn lại và bố trí phòng thủ trên tuyến Belopolye, Lebedyn, Krasnograd, Novomoskovsk. Cùng với hai bộ tư lệnh hướng Tây Bắc và Tây, Bộ tổng tư lệnh hướng Tây Nam bị giải thể. Cuộc phòng thủ Kiev kết thúc với kết quả không như mong muốn của các nhà quân sự Liên Xô. Quân đội Đức Quốc xã đã chiếm trọn phần nửa phía Tây Ukraina. Khoảng 100.000 quân nhân Liên Xô đã chết hoặc bị thương, và 560.000 người bị bắt làm tù binh. Thiệt hại của quân Đức thấp hơn nhiều, khoảng 128.000 quân Đức chết hoặc bị thương trong chiến dịch này.

### Trận phản kích Yelnya

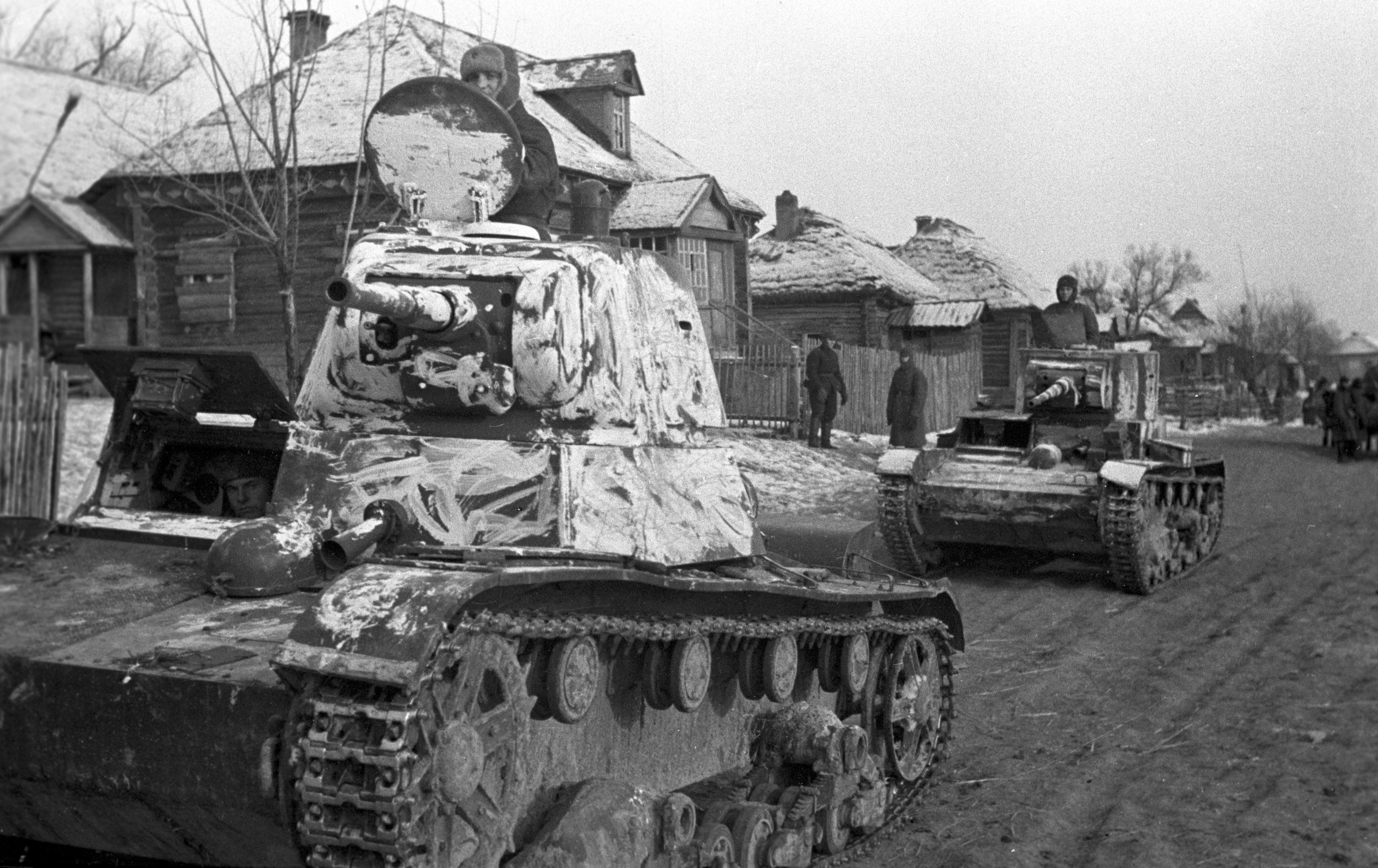
Một đơn vị Xe tăng T-26 (Liên Xô) giải phóng một ngôi làng trong trận Yelnya

Yelnya là một thị trấn nhỏ nằm ở phía Tây thành phố Spas Demensk, phía Tây Nam Dorogobuzh. Sau chiến dịch Smolensk, tập đoàn quân xe tăng 4 của Đức đã chiếm thị trấn này và dự định dùng nó làm bàn đạp tấn công Moskva từ hướng Tây Nam. Ngay sau khi được cử làm Tư lệnh Phương diện quân Dự bị (thực chất đã trở thành Phương diện quân chính thức phòng ngự bên cánh trái Phương diện quân Tây); Zhukov đã ra ngay mặt trận để thị sát tình hình. Ông kết luận rằng Tập đoàn quân 24 (trong biên chế chỉ có ba sư đoàn bộ binh), không đủ sức phản kích vào cụm quân Đức đóng tại đây và cần phải tăng viện cho họ thêm hai sư đoàn nữa. Phía trước tập đoàn quân 24 là sư đoàn xe tăng 10 và sư đoàn xe tăng SS "Größ-Deuschland" đều thuộc Tập đoàn quân xe tăng 4 mới được điều từ hướng Leningrad đến trong Chiến dịch Smolensk.
Ngày 20 tháng 8, Tập đoàn quân 24 (Liên Xô) mở cuộc phản kích vào "mỏm" Yelnya cùng toàn bộ số máy bay và pháo của Phương diện quân Dự bị. Lần đầu tiên, tên lửa đất đối đất tầm ngắn Katyusha của quân đội Liên Xô được đem ra sử dụng. Tại Ushakovo, trung tâm phòng ngự của sư đoàn xe tăng 10 (Đức) đã bị hàng trăm quả đạn Katyusha san bằng. Đến ngày 6 tháng 9, các sư đoàn 19, 100, 107 của tập đoàn quân 24 và hai sư đoàn được tăng cường đã đánh bật hai sư đoàn xe tăng Đức ra khỏi vùng Yelnya, 45.000 quân Đức chết và bị thương. Tuy nhiên, Tập đoàn quân 24 không hợp vây được hai sư đoàn xe tăng Đức vì thiếu xe tăng. Tập đoàn quân xe tăng 4 (Đức) đã rút được phần lớn các phương tiện cơ giới khỏi Yelnya.
Mặc dù diễn ra trong thời gian ngắn, chỉ nhằm thanh toán một cứ điểm bàn đạp của Quân đội Đức chuẩn bị cho cuộc tấn công Moskva với quy mô cấp tập đoàn quân nhưng toàn bộ trận phản kích Yelnya cho thấy trình độ tổ chức tấn công của Quân đội Liên Xô đã được cải thiện. Trận đánh này cũng đem lại nhiều kinh nghiệm về việc tập trung hỏa lực pháo binh cường tập với mật độ cao để phá vỡ tuyến phòng ngự có tổ chức của đối phương, tạo cửa mở và yểm hộ bộ binh tấn công. Trong năm 1941 đen tối đối với Quân đội Liên Xô, thắng lợi nhỏ ở Yelnya đã có một ý nghĩa tinh thần to lớn.
Sau trận Yelnya, đại tướng Zhukov được cử đến Leningrad làm tư lệnh phương diện quân này, nguyên soái S. K. Timoshenko được cử là tư lệnh Phương diện quân Tây Nam (tái lập), trung tướng I. S. Koniev được cử làm tư lệnh phương diện quân Tây, nguyên soái S. M. Budyonny thay Zhukov làm tư lệnh phương diện quân dự bị.

### Cuộc phòng thủ Odessa

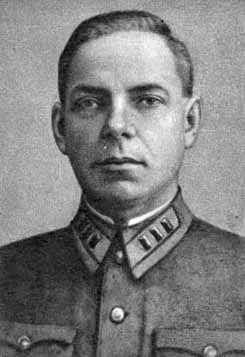
Đại tá N. I. Krylov, tham mưu trưởng khu phòng thủ Odessa năm 1941

Sau khi chiến tranh nổ ra, Quân khu Odessa ban đầu được chuyển thành Tập đoàn quân độc lập số 9, sau đó đổi thành Cụm quân duyên hải. Từ ngày 30 tháng 6, Bộ tư lệnh Phương diện quân Nam được thành lập. Trung tướng Ya. T. Terevishenko làm tư lệnh Phương diện quân. Đây là Phương diện quân có biên chế ít nhất trong số 8 phương diện quân Liên Xô thời kỳ đầu chiến tranh. Nó gồm 13 sư đoàn bộ binh nhẹ, 3 sư đoàn kỵ binh, 2 sư đoàn cơ giới, phòng thủ trên 320 km chính diện trên tuyến biên giới với Slovakia, Hungary và Romania. Trong kế hoạch Barbarossa, đây là hướng thứ yếu của Cụm tập đoàn quân Nam (Đức). Thống chế Gerd von Rundstedt chỉ điều động cho hướng này tập đoàn quân 11 (thiếu). Để bổ sung cho hướng này, từ ngày 1 tháng 7 năm 1941, Gerd von Rundstedt đã điều động thêm tập đoàn quân 4 Romania, quân đoàn bộ binh 9 Ý tham chiến.
Trong tuần lễ đầu tiên của cuộc chiến tranh Xô-Đức, mặt trận miền Nam tương đối yên tĩnh. Cụm tập đoàn quân Nam của Đức dồn toàn bộ chủ lực về hướng Kiev. Đến ngày 1 tháng 7, tập đoàn quân 4 Romania đã vượt biên giới tấn công về hướng Odessa. Ngày 18 tháng 7, tập đoàn quân xe tăng 1 và tập đoàn quân 11 Đức đã cắt rời hai tập đoàn quân 6 và 12 thuộc Phương diện quân Tây Nam và bao vây phần lớn các đơn vị của hai tập đoàn quân này tại Uman. Tướng I. N. Muzytshenko, tư lệnh tập đoàn quân 6 và tướng P. G. Ponedelin, tư lệnh tập đoàn quân 12 bị bắt làm tù binh tại Uman. Bộ tổng tư lệnh Liên Xô phải gấp rút thành lập thêm tập đoàn quân 18 để lấp vào lỗ trống trên mặt trận, tái lập hai tập đoàn quân 6 do tướng R.I Malinovsky và 12 do tướng Koroteev chỉ huy; khôi phục lại tuyến phòng ngự phía Nam Ukraina. Đến ngày 25 tháng 8 năm 1941, hai tập đoàn quân 11 (Đức) và 4 (Romania) đã tiến đến bờ Đông sông Dnepr và cửa ngõ bán đảo Krym; đánh chiếm Kirovograd, Krivoi Rog, Nikolayev và Kherson; ngày 5 tháng 8, quân Đức bao vây thành phố cảng Odessa.

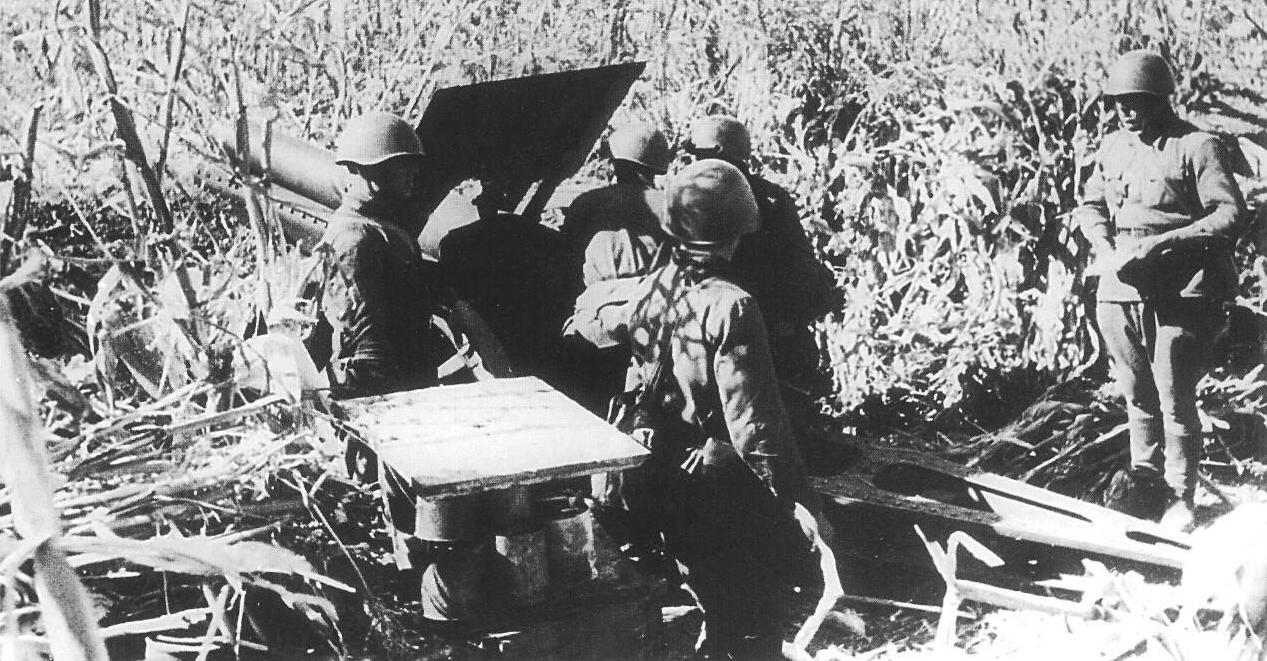
Pháo chống tăng của Quân đội Liên Xô tham gia phòng thủ Odessa. Tháng 8 năm 1941

Tham gia phòng thủ Odessa ban đầu có phân hạm tuần duyên do Đại tá Hải quân Georgiy Safronov chỉ huy, hai lữ đoàn hải quân đánh bộ 33 và 60 của Hạm đội biển Đen dưới quyền chỉ huy của các trung tá D. I. Surov, B. V. Kudriavshev và cụm quân Duyên hải gồm ba sư đoàn bộ binh Liên Xô dưới quyền chỉ huy của tướng I. E. Petrov và tham mưu trưởng, đại tá N. I. Krylov. Tổng quân số có 34.500 người và 240 khẩu pháo, cối. Kế hoạch phòng thủ Odessa của phương diện quân Nam đã được đại tướng Zhukov bổ sung. Bao vây và tấn công Odessa ban đầu có quân đoàn bộ binh 72 (Đức) và tập đoàn quân 4 (Romania) do tướng Dumitrescu chỉ huy. Đến tháng 10, Cụm tập đoàn quân Nam (Đức) điều thêm đến khu vực Odessa quân đoàn 9 thuộc tập đoàn quân 8 (Italia). Các đơn vị này có tổng quân số 340.233 người.

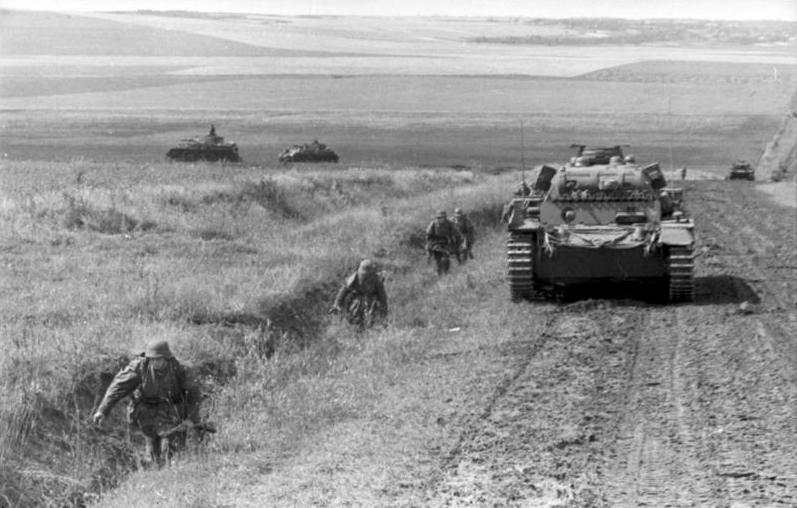
Xe tăng Panzer III & Panzer IV yểm hộ bộ binh Đức tấn công

Cuộc phòng thủ Odessa bắt đầu ngày 5 tháng 8 năm 1941 khi Phương diện quân Nam của Liên Xô rút khỏi vùng ven biển phía Tây Nam vì không còn đủ lực lượng để phản kích. Quân đội Liên Xô và người dân Odessa đã chiến đấu liên tục trong hơn hai tháng, thực hiện việc phòng thủ khu vực Odessa đến người cuối cùng. Từ ngày 5 đến ngày 10 tháng 8, không quân và pháo binh Đức mở cuộc nhiều trận oanh tạc và bắn phá thành phố. Ngày 13 tháng 8, tập đoàn quân 4 Romania bắt đầu đột kích dọc bờ biển vào thành phố từ phía Tây Nam nhưng đều bị các lữ đoàn hải quân đánh bộ 33 và 60 (Liên Xô) đánh bật trở lại. Ngày 14 tháng 9, sau khi đã bao vây và loại khỏi vòng chiến đấu phần lớn binh lực của hai tập đoàn quân 6 và 12 (Liên Xô) tại vùng Uman, quân đoàn cơ giới 50 (Đức) được điều về khu vực Odessa. Ngày 15 tháng 8, Bộ Tổng tư lệnh Quân đội Liên Xô điều phân hạm đội 157 do Đại tá Hải quân D. I. Tomilin với 12.600 quân từ khu phòng thủ Novorossisk cơ động đường biển đến tăng viện cho cụm quân Duyên hải, phòng thủ phía Bắc Odessa. Đến ngày 24 tháng 9, nhiều trận đánh ác liệt đã nổ ra tại các khu vực Tshabanky, Staroiy và Novo Dofinovky. Ngày 30 tháng 9, tuyến phòng thủ thành phố bị xe tăng Đức chọc thủng nhưng cuộc phòng thủ vẫn tiếp tục trong các ổ đề kháng được bố trí khắp khu vực nội đô. Ngày 16 tháng 10, do tập đoàn quân 11 (Đức) đã đột nhập bán đảo Krym và tập đoàn quân xe tăng 1 (Đức) đã chiếm Taganrog; Phương diện quân Nam quyết định rút các lực lượng còn lại tại Odessa theo đường biển về phòng thủ Sevastopol. Cuộc phòng thủ Odessa chấm dứt.

### Mặt trận Leningrad

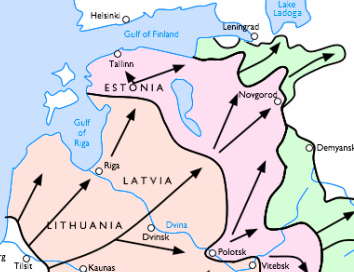
Ba bước tấn công của Cụm tập đoàn quân Bắc (Đức) về hướng Leningrad, hè - thu năm 1941

Trong kế hoạch Barbarossa, Leningrad là một trong ba mục tiêu chiến lược. So với hai mục tiêu còn lại (Moskva và Kiev), đây là hướng mà Quân đội Liên Xô có ít binh lực hơn. Adolf Hitler tuyên bố: "Phải xóa thành phố này khỏi bản đồ thế giới, phải phá hủy nó bằng các cỡ đại bác và không quân tầm xa".
Sau khi đánh tan Phương diện quân Pribaltic, chiếm Tallinn, buộc số quân còn lại và Bộ chỉ huy Phương diện quân này phải rút về Leningrad bằng đường biển; ngày 19 tháng 8 năm 1941, Cụm tập đoàn quân Bắc của thống chế Wilhelm von Leeb đã tạo được ưu thế 3/1 tại mặt trận này và mở cuộc tổng công kích tiến đến Leningrad. Từ ngày 22 đến 24 ngày tháng 8, Phương diện quân Bắc được thành lập và mở cuộc phản công tại vùng Novgorod. Quân đoàn xe tăng 56 (Đức) bị thiệt hại nặng. Lỗ thủng đột phá do cuộc phản công này tạo ra sâu đến 60 km buộc Thống chế Wilhelm von Leeb phải ném vào đây hai sư đoàn cơ giới để bảo vệ hậu cứ của Cụm tập đoàn quân Bắc và đẩy lùi Quân đội Liên Xô về tuyến xuất phát. Đầu tháng 9, tập đoàn quân 18 đã chiếm vùng Narva, cửa ngõ phía Tây Leningrad. Ngày 4 tháng 9, cứ điểm Shlisselburg thất thủ, tập đoàn quân 16 và tập đoàn quân xe tăng 4 (Đức) đã chiếm khu vực bờ Nam Hồ Ladoga; bao vây Leningrad từ hướng Nam và Đông Nam. Ở phía Bắc, quân đoàn Phần Lan tấn công vào eo đất Karelia, phối hợp với quân Đức bao vây Leningrad từ hướng Bắc. Trên hướng Tây Leningrad, mỏm đất Oranienbaum vẫn do Hải quân đánh bộ Hạm đội Baltic (Liên Xô) đóng giữ (còn được gọi là "Cụm chiến dịch ven biển"), trở thành mối đe dọa thường xuyên đối sườn trái của tập đoàn quân 18 (Đức). Leningrad chỉ còn có thể liên lạc với hậu phương Liên Xô qua mặt hồ Ladoga. Cuộc phòng thủ 900 ngày của Quân đội và nhân dân Liên Xô tại Leningrad bắt đầu.
Ngày 5 tháng 9, Bộ Tổng tư lệnh tối cao Quân đội Liên Xô đã chia Phương diện quân Bắc thành hai Phương diện quân: Leningrad và Karelia. Ban đầu, nguyên soái K. E. Vorosilov được cử làm tư lệnh Phương diện quân, tướng M. M. Popov làm tham mưu trưởng. Đến ngày 10 tháng 9, K. E. Vorosilov xin từ chức. Stalin bổ nhiệm đại tướng Zhukov làm tư lệnh Phương diện quân Leningrad, trung tướng M. X. Khozin được cử làm tham mưu trưởng. Bộ Tư lệnh Phương diện quân đã tiến hành ngay ba biện pháp phòng thủ trong tình hình quân số, vũ khi, đạn dược và lương thực bắt đầu thiếu hụt:

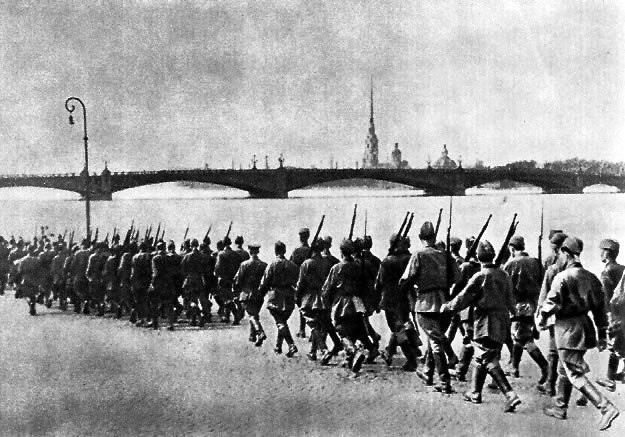
Quân đội Liên Xô tiến ra mặt trận phòng thủ Leningrad, năm 1941

- Rút một phần pháo phòng không trong thành phố ra các tuyến phòng ngự mặt đất, sử dụng đạn xuyên phá thay đạn mảnh phá để chống xe tăng.
- Xây dựng tuyến phòng thủ kiên cố tại Urisk (???) và Pulkovo với binh lực của tập đoàn quân 42, một phần tập đoàn quân 23 và các pháo hạm của hạm đội Baltic
- Tổ chức từ 5 đến 6 lữ đoàn bộ binh độc lập lấy từ hải quân thuộc Hạm đội Baltic, học viện quân sự và các cơ quan thuộc Bộ dân ủy Nội vụ tại Leningrad.[123]

Từ ngày 15 đến ngày 30 tháng 9, tướng Georg von Küchler, tư lệnh Tập đoàn quân 18 (Đức) đã tổ chức ba trận công kích vào Leningrad trên tuyến Urisk, Pulkovo, Kolpino và Pushkin, phối hợp với quân dù đổ bộ xuống Petergof nhưng đều bị chặn đứng. Hạm đội Baltic đã ngăn chặn có hiệu quả các chiến hạm và tàu ngầm Đức trên vịnh Phần Lan. Đầu tháng 10, Tập đoàn quân 18 (Đức) phải ngừng các cuộc công kích đường bộ và mở chiến dịch phá hoại thành phố bằng không quân và pháo binh. Ngày 8 tháng 10, đại tướng Zhukov lại được chỉ định làm tư lệnh Phương diện quân Tây để tổ chức phòng thủ Moskva. Các tướng I. I. Fediuninsky và M. X. Khozin lần lượt được cử làm tư lệnh Phương diện quân Leningrad.
Từ ngày 16 tháng 10 đến ngày 8 tháng 11, Tập đoàn quân 16 (Đức) tấn công đánh chiếm Tikhvin, tiến sát thành phố Volkhov, cắt đứt đường sắt Moskva - Leningrad và chỉ bị chặn lại trước tuyến phòng ngự của tập đoàn quân 4 và tập đoàn quân độc lập 7 do đại tướng K. A. Mereskov chỉ huy. Tháng 11 năm 1941, do dự trữ lương thực đã cạn và việc tiếp tế qua hồ Ladoga bị gián đoạn, nạn đói bắt đầu xuất hiện tại Leningrad. Khẩu phần bánh mỳ hàng ngày của quân nhân trên tuyến 1 giảm xuống còn 400 gam, công nhân được nhận 250 gam, người sống nương nhờ và trẻ em chỉ có 125 gam. Người ta đã phải dùng đến cân tiểu ly để phân phát lương thực và thực phẩm. Thành phố thiếu chất đốt trầm trọng trong khi mùa đông vùng cực Bắc đã bắt đầu. Tuy nhiên, Leningrad vẫn không đầu hàng.

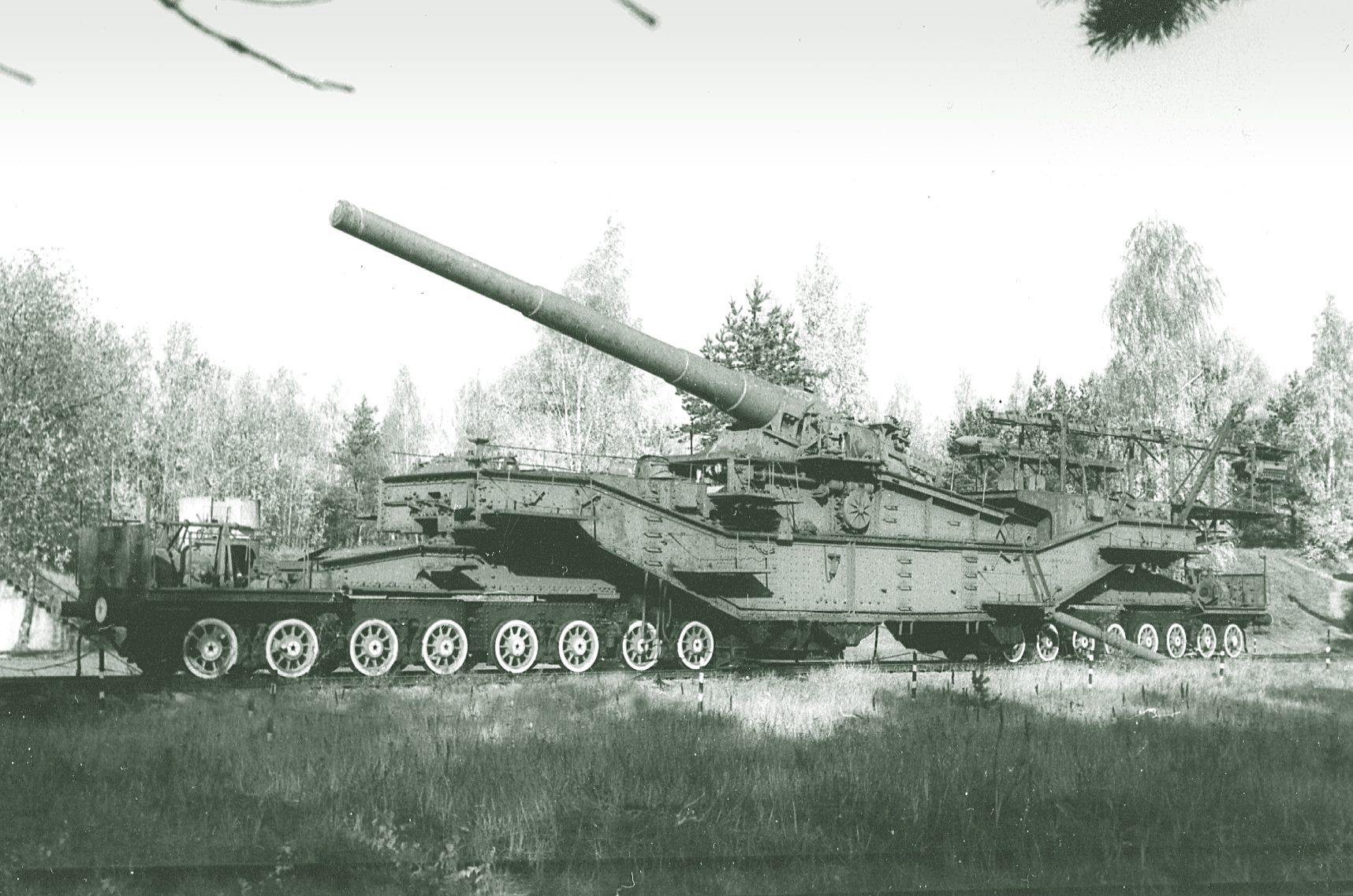
Khẩu siêu pháo 305 mm được Quân đội Đức sử dụng để bắn phá Leningrad

Mặc dù bị cô lập trên bộ nhưng đến mùa đông năm 1941, Liên Xô đã thiết lập con đường sống (Доро́га жи́зни) - một tuyến tiếp tế sử dụng mặt băng trên hồ Ladoga - nhằm đưa lương thực, đạn dược, nhiên liệu... vào trong thành phố và vận chuyển dân cư cũng như người bị thương ra ngoài. Nhưng đến mùa hè, khi mặt hồ Ladoga tan băng, tuyến tiếp thế này bị hạn chế tác dụng.
Ngày 17 tháng 12 năm 1941, Bộ Tổng tư lệnh tối cao Liên Xô thành lập Phương diện quân Volkhov gồm các tập đoàn quân 4. 26, 52, 59 do đại tướng K. A. Mereskov chỉ huy. Phương diện quân mới được giao nhiệm vụ phối hợp với Phương diện quân Leningrad tấn công cánh quân Shlisselburg của tập đoàn quân 16 (Đức), giải tỏa cho Leningrad. Từ tháng 1 đến tháng 4 năm 1942, các phương diện quân này tiến hành chiến dịch Lyuban nhưng do Phương diện quân Leningrad đã suy yếu trong phòng thủ, không thể hợp điểm với mũi tấn công của tập đoàn quân xung kích 2 (nguyên là tập đoàn quân 26). Tập đoàn quân này bị quân Đức bao vây và tư lệnh tập đoàn quân, tướng Vlasov đã đầu hàng và chấp nhận làm việc cho quân đội Đức. Thành phố Leningrad vẫn nằm trong vòng vây đến ngày 18 tháng 1 năm 1943, khi Phương diện quân Leningrad và Phương diện quân Volkhov tiến hành chiến dịch Iskra (Tia Chớp), đánh chiếm dải đất hẹp Shlisselburg - Sinyavino ở bờ Nam hồ Ladoga, phá vỡ vòng phong tỏa Leningrad.

### Chiến dịch phản công Rostov
Phát huy ưu thế áp đảo về binh lực, tháng 9 năm 1941, Cụm tập đoàn quân Nam (Đức) phát triển tấn công về phía Đông, buộc các Phương diện quân Tây Nam và Nam của Quân đội Liên Xô phải hai lần rút quân về phía bên kia sông Oskol. Cuối tháng 9, các tập đoàn quân dã chiến 6, 11, 17 và tập đoàn quân xe tăng 1 (Đức) đã tiến đến tuyến Krasnohrad, Zaporozhe, Melitopol. Sau khi đánh chiếm Odessa, tập đoàn quân xe tăng 1 và tập đoàn quân dã chiến 17 lao về hướng Rostov-na-Donu. Tập đoàn quân 11 hướng đòn tấn công vào bán đảo Krym, buộc các tập đoàn quân 44 và 51 Liên Xô phải rút sang bán đảo Taman. Căn cứ hải quân Liên Xô tại Sevastopol bị bao vây.
Đến tháng 11 năm 1941, sức tấn công của Cụm tập đoàn quân Nam (Đức) bị suy giảm do tuyến hậu cần kéo dài và liên tục bị các đội du kích Liên Xô đánh phá trong hậu tuyến và mặt trận bị trải rộng ra trên 600 km. Tuy phải rút lui nhưng các Phương diện quân Tây Nam và Nam của Liên Xô vẫn tổ chức các cuộc phản đột kích vào bên sườn các cánh quân xe tăng và cơ giới Đức, buộc Cụm tập đoàn quân Nam của Đức phải phân tán lực lượng dàn đều trên các hướng có nguy cơ bị tập kích và bảo đảm các tuyến giao thông. Ngày 4 tháng 11, Tập đoàn quân xe tăng 1 (Đức) vượt qua Taganrog đột nhập đến cửa ngõ Rostov-na-Donu, đẩy lùi chính diện của tập đoàn quân 12 về Barvenkovo, của tập đoàn quân 18 về bên kia sông Miush. Ngày 21 tháng 11, quân Đức đánh bật tập đoàn quân 9 của Phương diện quân Nam khỏi Rostov và chiếm thành phố.
Sau khi để tập đoàn quân xe tăng 1 (Đức) "nghỉ lại" vài ngày, các Phương diện quân Nam và Tây Nam mở cuộc phản công vào ngày 23 tháng 11. Để bao vây đạo quân xe tăng của tướng Kleist, tập đoàn quân 37 (Liên Xô) hướng đòn tấn công về phía Taganrog nhằm cô lập tập đoàn quân xe tăng 1 (Đức). Tập đoàn quân 9 áp sát tuyến sông Tuzlov đến Kamenny Brod. Mặc dù đánh thiệt hại nặng sư đoàn cơ giới SS "Viking", các sư đoàn xe tăng 1 và 16 nhưng Quân đội Liên Xô không thực hiện được ý định hợp vây Tập đoàn quân xe tăng 1 (Đức) do không còn lực lượng dự bị. Ngày 29 tháng 11, tướng Kleist rút các đơn vị còn lại của tập đoàn quân xe tăng 1 khỏi Rostov về phía bên kia sông Miush. Thành phố Rostov được giải phóng lần thứ nhất sau một tuần bị đánh chiếm.

### Chiến dịch phòng ngự-phản công Moskva

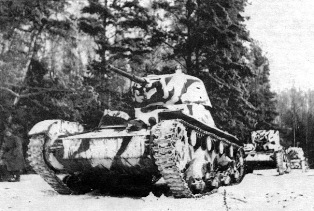
Xe tăng T-26 Liên Xô chuẩn bị phản công ở ngoại vi Moskva, tháng 12 năm 1941

Sau khi bao vây Leningrad và làm suy yếu nghiêm trọng các Phương diện quân Bryansk, Tây Nam và Nam của Liên Xô, ngày 3 tháng 10 năm 1941, Cụm tập đoàn quân Trung tâm (Đức) bắt đầu triển khai tấn công Moskva trên hướng Oryol - Tula. Ngày 5 tháng 10, tuyến phòng ngự chủ yếu của Phương diện quân Dự bị (Liên Xô) bị chọc thủng tại Yukhnov. Bộ tư lệnh Cụm tập đoàn quân Trung tâm nắm trong tay các tập đoàn quân dã chiến 2, 4, 9; các tập đoàn xe tăng 2, 3, 4 (mới được điều từ Cụm tập đoàn quân Bắc đến) tiến hành chiến dịch tổng công kích vào Moskva, thực hiện kế hoạch "Typhoon" (Bão táp) do đích thân Adolf Hitler phê chuẩn. Trong Chỉ thị số 35 của mình, Hitler nói: "Phải bao vây Moskva sao cho không một tên lính Nga, không một người dân - dù là đàn ông, đàn bà hay trẻ con- có thể ra khỏi thành phố. Mọi mưu toan tẩu thoát đều phải đàn áp bằng vũ lực."
Chỉ trong tuần lễ đầu tiên, với ưu thế vượt trội cả về quân số và trang bị, lại được nắm thế chủ động, quân Đức đã hoàn tất 2 trận vây hãm lớn tại Bryansk và Vyazma, tạo một lỗ hổng lớn trước thủ đô Liên Xô nhưng do những trận mưa mùa thu khiến đà tiến của Đức bị chậm lại. Thống kê sau 2 tuần, quân Đức đã tiêu diệt hoặc bắt được 650.000 binh sĩ Liên Xô, phá hủy 5.000 pháo và 1.200 xe tăng và thiết giáp của quân đội Liên Xô.
Đầu tháng 11 năm 1941, sau khi chọc thủ phòng tuyến của Phương diện quân Tây tại tuyến Dukhovshchina - Sychyovka - Volokolamsk; của Phương diện quân Dự bị tại tuyến Roslavl - Yukhnov - Maloyaroslavets; của Phương diện quân Bryansk tại tuyến Shostka - Mtsensk - Plavsk - Dedilovo, sáu tập đoàn quân Đức đã áp sát Moskva từ các hướng Tây, Tây Bắc, Tây Nam. Tại kênh đào Yakhroma, lính Đức đã có thể nhìn thấy những tòa tháp của nhà thờ Ivan Velikii trong khu vực điện Kremly qua ống nhòm. Nhưng đây là vị trí gần Moskva nhất mà quân đội Đức Quốc xã có thể tiến đến được. Ngày 7 tháng 11, tại Quảng trường Đỏ diễn ra cuộc duyệt binh lịch sử. Trong cuộc duyệt binh này, lãnh tụ Liên Xô Stalin đã đọc nhật lệnh kêu gọi quân đội và nhân dân bảo vệ Thủ đô. Các đơn vị bộ binh, xe tăng, pháo binh Liên Xô sau khi diễu binh qua Lăng Lenin đã thẳng tiến ra mặt trận. Đà tiến công của quân đội Đức Quốc xã đã bị quân đội Liên Xô chặn đứng.

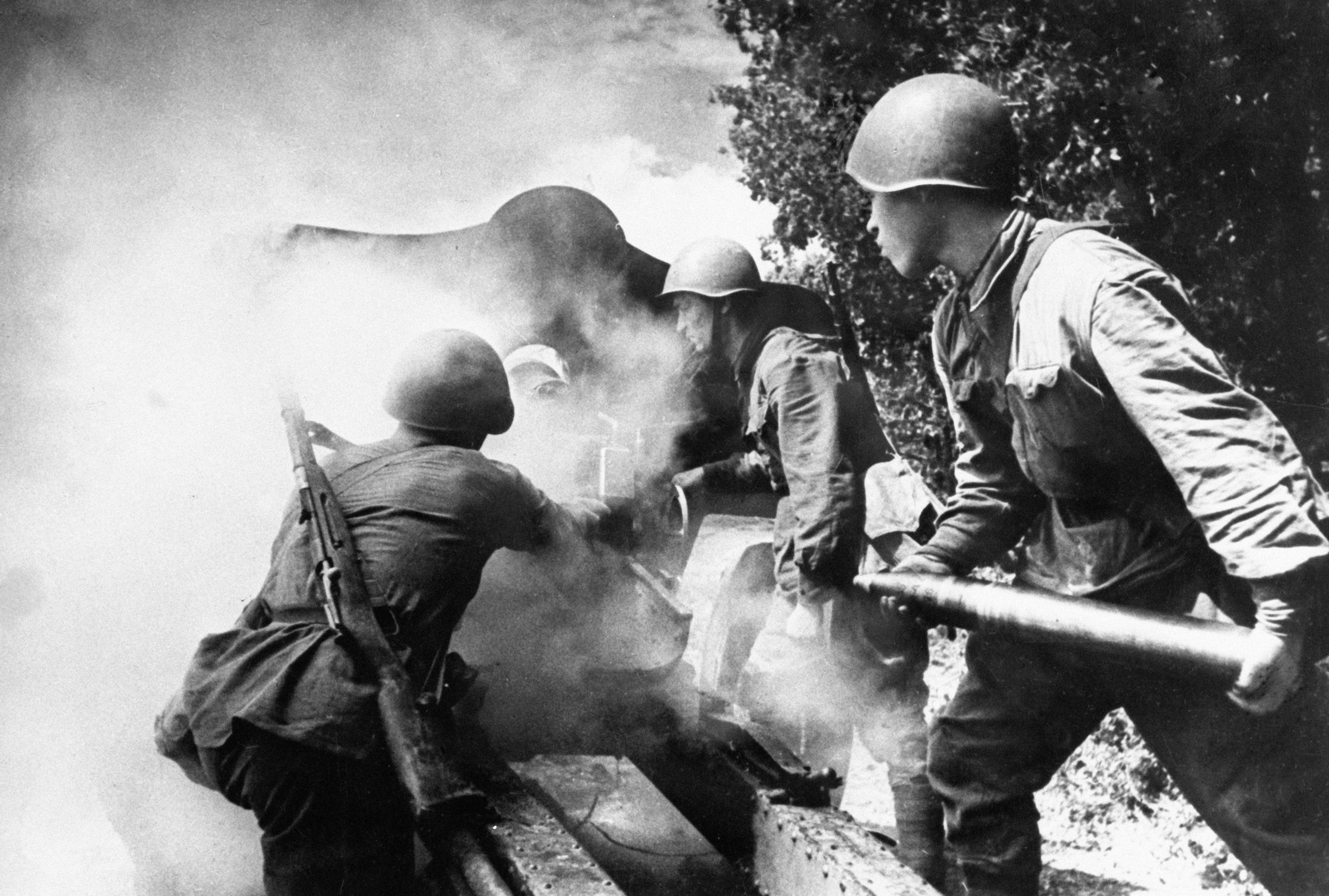
Pháo binh Quân đội Liên Xô yểm hộ cuộc phản công tại Moskva

Đầu tháng 12 năm 1941, một số đơn vị Đức lâm vào thế "chết đứng" do thiết giáp không thể vận hành dưới cái lạnh khủng khiếp. Những lực lượng tiên phong không được chuẩn bị cho mùa Đông và cũng không có dự trữ. Ngày 4 tháng 12, tập đoàn quân xe tăng 2 của Guderian phải dừng lại khi nhiệt độ là -35 độ, hôm sau nhiệt độ xuống thêm 2 độ nữa và xe tăng hầu như bất động trong khi quân đội Liên Xô liên tục phản kích hai bên sườn và uy hiếp phía sau cánh quân này từ hướng Tula.
Từ ngày 30 tháng 11 đến ngày 5 tháng 12 năm 1941, Cụm tập đoàn quân Trung tâm của Đức đã chịu những thiệt hại rất nặng nề tại Mặt trận Moskva, không còn đủ sức tấn công và phải chuyển sang phòng ngự nhưng không kịp. Ngày 5 tháng 12, các Phương diện quân Tây Bắc (cánh Nam), Kalinin (mới thành lập), Tây, Bryansk, Tây Nam (cánh bắc) của Liên Xô đồng loạt phản công từ Ostashkov, qua Klin, Naro-Fominsk, Tula đến Efremov và Yelets. Bộ Tổng tư lệnh quân đội Đức Quốc xã hoàn toàn không ngờ lại có chuyện như vậy. Các tập đoàn quân dã chiến 4, 9, các tập đoàn quân xe tăng 2, 3 của Cụm tập đoàn quân Trung tâm (Đức) bị thiệt hại nặng và bị đánh bật khỏi Moskva, có nơi đến hơn 250 km. Chiến dịch "Bão táp" của quân đội Đức nhằm đánh chiếm Moskva bằng một trận hợp vây đã phá sản, kéo theo sự phá sản của toàn bộ Kế hoạch Barbarossa.

### Chiến dịch phản công Yelets - Khomutovo

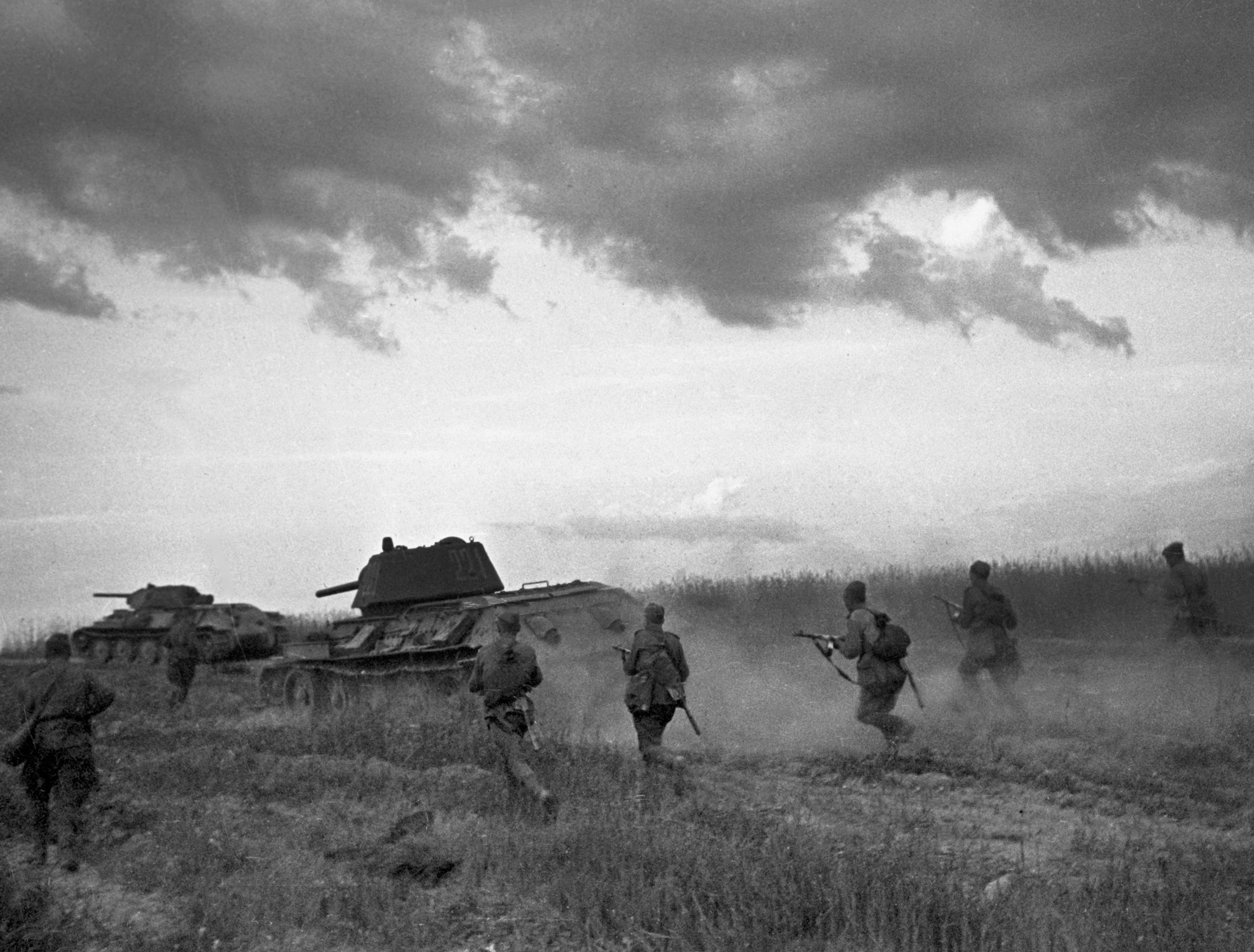
Binh lính được Xe tăng T-34 yểm trợ tấn công gần Briansk

Chiến dịch phản công Yelets - Khomutovo do Phương diện quân Tây Nam tiến hành là một phần của cuộc Tổng phản công mùa Đông 1941-1942 của Quân đội Liên Xô. Mặc dù đang ở thế phòng ngự và quyền chủ động tấn công vẫn ở trong tay quân đội Đức Quốc xã nhưng để phối hợp với chiến dịch phản công tại khu vực Moskva, Phương diện quân Tây Nam vẫn được giao nhiệm vụ sử dụng cánh Bắc của mình để mở cuộc tấn công vào thành phố Yelets và phát triển tuyến sông Zusha, che chở sườn trái cho Phương diện quân Bryansk đang chuẩn bị tấn công từ Efremov đến Novosil. Khi giao nhiệm vụ, Tổng tư lệnh tối cao Stalin nói rõ: "Phương diện quân Tây Nam phải hành động bằng lực lượng hiện có của mình. Các lực lượng dự bị, đặc biệt là xe tăng của Đại bản doanh hiện đang tập trung cho hướng chiến lược Moskva". Mặc dù nguyên soái S. K. Timoshenko phàn nàn: "Không có xe tăng thì làm được trò trò trống gì ?" nhưng ông vẫn chỉ thị cho Bộ tham mưu Phương diện quân Tây Nam triển khai chiến dịch trong điều kiện không có xe tăng và chỉ có 245 khẩu pháo. Trong khi đó, các quân đoàn bộ binh 34 và 55 thuộc Tập đoàn quân 2 (Đức) đang đóng trong khu vực tam giác Yelets - Khomutovo - Livny có trong tay 470 khẩu pháo và 50 xe tăng.

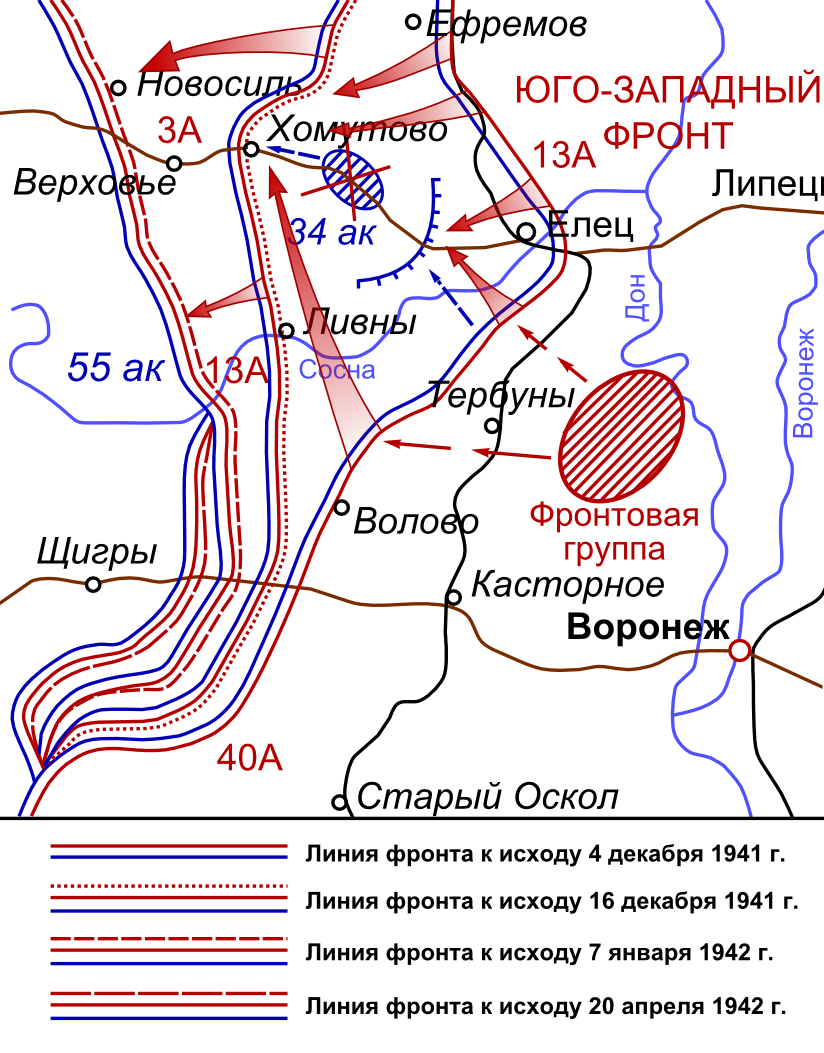
Sơ đồ Chiến dịch phản công Yelets - Khomutovo

Ngày 6 tháng 12 năm 1941, Cụm cơ động thuộc Tập đoàn quân 40 của tướng F. I. Kostenko gồm gần 20.000 quân, được sự yểm hộ của 206 khẩu pháo và súng cối, xuất phát từ Terbuny, phía Tây Bắc Voronezh, chia làm hai mũi bắt đầu xuất phát. Mũi tấn công thứ nhất đánh vào phía Tây Nam Yelets. Mũi tấn công thứ hai đánh dọc sông Zusha qua Livny và phát triển đến Khomutovo. Cùng thời điểm, Cụm xung kích thuộc Tập đoàn quân 13 của tướng K. S. Moskalenko cũng xuất phát từ thượng nguồn sông Đông đánh vào phía Tây Bắc Yelets và hướng cánh trắc vệ bên phải về phía sông Zusha. Cả hai cánh quân đều hướng đến các điểm gặp nhau tại phía Tây Yelets và Khomutovo. Ngày 16 tháng 12, Sư đoàn bộ binh 95 (Đức) bị lọt vào vòng vây tại Yelets. Tập đoàn quân 2 (Đức) tung Quân đoàn bộ binh 34 ra đối phó, lập tuyến phòng thủ trên sông Sosna và án ngữ con đường sắt từ Yelets đi Oryol nhưng đã muộn. Ngày 7 tháng 1 năm 1942, hai cụm xung kích của các Tập đoàn quân 40 và 13 đã gặp nhau tại Khomutovo và đến lượt Quân đoàn bộ binh 34 (Đức) bị hợp vây. Cánh trái của Tập đoàn quân 40 cũng hành động tích cực, khiến cho Tập đoàn quân 2 (Đức) không thể rút Quân đoàn bộ binh 55 khỏi cụm cứ điểm Shchigry để ứng cứu cho Quân đoàn bộ binh 34. Ngày 20 tháng 1 năm 1942, các Tập đoàn quân 40 (Phương diện quân Tây Nam) và 13 (Phương diện quân Bryansk) đã tiêu diệt phần lớn Quân đoàn bộ binh 34 (Đức), đưa chiến tuyến đến sống Zusha, đánh chiếm đầu mối giao thông đường thủy Novosil và đầu mối giao thông đường sắt Verkhovye. Thanh toán được cụm cứ điểm trong khu tứ giác Yelets - Efremov - Khomutovo - Livny, Quân đội Liên Xô đã khép chặt sườn phải của Phương diện quân Tây Nam và sườn trái của Phương diện quân Bryansk đẩy chiến tuyến về phía Tây từ 50 đến 100 km.

## Kết quả chiến dịch

### Hình thế chiến trường
Sau cuộc tổng tấn công mùa Đông 1941-1942 của Quân đội Liên Xô mà đặc biệt là ba trận phản công lớn tại Moskva, Spad Demiansk (Demyansk) và Rostov, kế hoạch Barbarossa đã hoàn toàn sụp đổ, chiến lược đánh nhanh thắng nhanh của quân đội Đức Quốc xã bị phá sản. Mặt trận Xô-Đức tương đối ổn định trong mấy tháng. Do chưa chuyển kịp lực lượng dự bị từ Đức sang và từ các nước bị chiếm đóng ở Tây Âu đến nên trên các hướng chiến lược chủ yếu, quân Đức đã mất quyền chủ động chiến lược và phải chuyển sang phòng ngự theo Chỉ thị số 39 ngày 3 tháng 1 năm 1942 của Hitler. Mặc dù Quân đội Liên Xô đã đẩy quân Đức lùi lại các vị trí gần giống như trước khi diễn ra chiến dịch phòng ngự Moskva nhưng cũng đã sử dụng hết những lực lượng dự bị được xây dựng từ tháng 9 năm 1941 đến tháng tháng 1 năm 1942. Các nhà máy công nghiệp vừa sơ tán sang vùng Ural và Tây Siberi mới hoạt động trở lại nên chưa thể cung cấp nhiều súng đạn, xe tăng, đại bác, máy bay và các phương tiện quân sự khác cho mặt trận. Do đó, Quân đội Liên Xô cũng phải chuyển sang phòng ngự; đồng thời tiến hành một số trận phản công có quy mô vừa và nhỏ.
Tranh thủ thời gian chiến sự tạm lắng xuống, Bộ Tổng tư lệnh quân đội Liên Xô đã khẩn trương xây dựng các đơn vị xe tăng và không quân có quy mô quân đoàn, tập đoàn quân và tổ chức thêm nhiều tập đoàn quân binh chủng hợp thành. Quy mô các đơn vị chống tăng được nâng từ cấp lữ đoàn lên cấp sư đoàn để tổ chức những trận đánh tiêu diệt xe tăng lớn. Sau ba tháng chuyển sang phòng ngự tích cực, Quân đội Liên Xô đã có quân số lên đến 5.534.500 người, 4.959 xe tăng (gồm hơn 1.500 chiếc T-34 và KV kiểu mới), 40.798 pháo và súng cối. Tám tập đoàn quân không quân được thành lập với 2.480 máy bay chiến đấu, hầu hết là máy bay kiểu mới. Việc huấn luyện chiến đấu diễn ra liên tục ở cả hậu phương và ngay sát mặt trận.
Tuy Kế hoạch Barbarossa bị đổ vỡ hoàn toàn nhưng giới cầm quyền Đức Quốc xã vẫn còn nhiều tiềm năng lớn. Việc các nước đồng minh Anh, Mỹ không mở mặt trận thứ hai theo như thỏa thuận ngày 1 tháng 1 năm 1942 tại Washington đã làm cho Tổng hành dinh quân đội Đức Quốc xã tự do điều động hơn 50 sư đoàn từ nước Đức, từ Pháp, Bỉ, Hà Lan và Đông Âu sang chiến trường Xô-Đức; chỉ để lại ở Tây Âu, Nam Âu, Bắc Phi và nước Đức không quá 20% quân số. Đến tháng 5 năm 1942, trên mặt trận Xô-Đức kéo dài từ biển Barents đến biển Đen, Quân đội Đức Quốc xã đã khôi phục lại được ưu thế về quân số và phương tiện gồm 217 sư đoàn, 20 lữ đoàn với 6,2 triệu quân. Trong đó, 178 sư đoàn, 8 lữ đoàn và 4 tập đoàn quân không quân người Đức; 81 vạn quân thuộc các nước đồng minh của Đức. Về vũ khí, phương tiện, đạo quân khổng lồ này vẫn có 3.230 xe tăng, gần 57.000 khẩu pháo và súng cối, hơn 3.400 máy bay chiến đấu. Dựa vào ưu thế về quân số, pháo và máy bay, Bộ Tổng tư lệnh quân đội Đức Quốc xã vạch kế hoạch mới để tiếp tục tấn công Liên Xô với mật danh Kế hoạch Xanh, sử dụng 102 sư đoàn tấn công trên vùng thảo nguyên miền Nam Liên Xô, bổ đôi mặt trận Xô Đức, cắt đứt và đánh chiếm các mỏ dầu ở Baku, đánh chiếm vựa lúa mỳ ở hạ lưu sông Volga và vùng Kuban. Đây là nỗ lực chiến lược quân sự cuối cùng của nước Đức Quốc xã với mục tiêu làm cho Nhà nước Liên Xô vừa thất bại về quân sự, vừa suy yếu nghiêm trọng về tiềm lực kinh tế, tiến tới tiêu diệt Liên Xô.

### Đánh giá
Với ưu thế về binh lực và tạo được bất ngờ về chiến dịch, chiến thuật, quân đội Đức Quốc xã đã gây ra cho quân đội Liên Xô những thiệt hại ban đầu hết sức to lớn. Hàng chục vạn quân nhân Liên Xô tử trận hoặc bị bắt làm tù binh. Riêng trong ba ngày đầu tiên của cuộc chiến tranh, các quân khu biên giới đã mất gần 1.200 máy bay, trong đó có 900 chiếc bị không quân Đức ném bom phá hủy trên các sân bay, 300 chiếc khác bị bắn rơi trong các trận không chiến; không quân Liên Xô chỉ bắn rơi hơn 200 chiếc máy bay Đức trong tuần đầu của cuộc chiến.
Mặc dù thu được những chiến thắng ban đầu vô cùng to lớn tại mặt trận phía đông, nhưng trong cuộc chiến một mất một còn với Liên Xô, quân đội Đức Quốc xã đã gặp phải một đối thủ kiên cường. Qua cơn choáng váng ban đầu Quân đội Liên Xô kháng cự ngày càng có tổ chức và ý chí ngày càng tăng. Ngay từ những ngày đầu của chiến dịch tại Pháo đài Brest cho đến các trận đánh ở sâu trong nội địa Liên Xô, các đơn vị Liên Xô thường chiến đấu đến viên đạn cuối cùng, không nao núng khi chiến đấu trong vòng vây và liên tục phản kích, làm suy giảm đáng kể sức tiến công vũ bão của quân đội Đức. Mặc dù bị tổn thất lớn về quân số và phương tiện nhưng Nhà nước và người dân Liên Xô đã thành công trong việc động viên toàn diện để thành lập các đơn vị mới và đưa vào cuộc chiến. Các nỗ lực phòng ngự kiên cường của Quân đội Liên Xô tại Odessa, Sevastopol, Leningrad và đặc biệt tại Kiev đã giam chân một bộ phận rất lớn quân đội Đức. Nhờ đó Liên Xô đã tranh thủ được thời gian, đưa lên phía trước những lực lượng dự bị mới để phản kích ngày một mạnh hơn; và cuối cùng đã tổ chức thành công Chiến dịch phòng thủ-phản công tại Moskva. Chiến tranh du kích ("chiến tranh đường ray") sau lưng quân chiếm đóng cũng được phát động để phá hoại hậu cần, tiếp tế ngay tại hậu tuyến của quân đội Đức. Những nỗ lực đó tuy đã phải trả giá bằng các tổn thất vô cùng to lớn nhưng chặn được đà tấn công, góp phần làm phá sản cuộc chiến tranh đánh nhanh thắng nhanh của Đức. Trong ba mục tiêu lớn cuối cùng của Kế hoạch Barbarossa, nước Đức Quốc xã chỉ đạt được một mục tiêu: đánh chiếm Kiev. Mục tiêu lớn nhất là chiếm Moskva và tiêu diệt Nhà nước Liên Xô hoàn toàn không thực hiện được. Tại cánh Bắc, quân Đức cũng phải dừng bước trước cửa ngõ Leningrad. Thế cân bằng chiến lược Xô-Đức đã được tạo lập, dù chỉ tồn tại trong 4 tháng.

#### Về Đức Quốc xã
Theo nhận định của tướng Zhukov thì ngoài những ưu thế về quân số, vũ khí, phương tiện chiến tranh thì những thắng lợi ban đầu hết sức to lớn của quân đội Đức trên lãnh thổ Liên Xô trước hết là do sức chiến đấu của binh lính và sĩ quan Đức ở tất cả các quân binh chủng do được huấn luyện chuyên môn tốt và trui rèn qua trận mạc đều đạt trình độ tác chiến cao, đặc biệt là thiết giáp và không quân. Binh lính Đức trên chiến trường thực sự chuyên nghiệp, thành thạo nghiệp vụ, kiên trì, tự tin và có kỷ luật. Các cơ quan tham mưu các cấp của Quân đội Đức đều được huấn luyện tốt về phương pháp tổ chức chiến đấu từ các trận đánh nhỏ đến các chiến dịch lớn theo phương thức chiến tranh hiện đại. Quân đội Đức đã hiện đại hóa các phương tiện thông tin liên lạc bằng vô tuyến điện, trang bị đầy đủ cho các cơ quan chỉ huy, tham mưu các cấp nên đã tổ chức chiến đấu hiệp đồng tốt giữa xe tăng và bộ binh, giữa không quân và lục quân. Cơ quan chỉ huy cấp chiến lược của quân đội Đức Quốc xã cũng làm việc rất khoa học và bài bản. Việc vạch kế hoạch tổ chức các đòn tấn công phủ đầu trên các hướng chiến lược đều được làm rất tỷ mỷ, chi tiết. Bộ Tổng tư lệnh tối cao quân đội Đức Quốc xã cũng chọn được những tư lệnh binh chủng, tư lệnh tập đoàn quân dày dạn kinh nghiệm tổ chức chiến đấu. Trong nhiều trường hợp, họ đã xác định đúng phương hướng tấn công, thành phần các quân binh chủng tham gia, nắm được những địa đoạn mỏng yếu trong các tuyến phòng ngự của đối phương để giáng đòn đột kích mạnh vào đó. Ngoài ra, uy tín chính trị của Hitler cũng góp phần nâng cao tinh thần chiến đấu cho các quân nhân Đức Quốc xã. Hầu hết sĩ quan và binh sĩ (trừ một số nhỏ thống chế, tướng lĩnh có cách nhìn tỉnh táo hơn) đều tin rằng mình là dân tộc thượng đẳng, đều cho rằng có thể dễ dàng đánh bại Liên Xô một cách nhanh chóng như những lời tuyên bố, hứa hẹn của Hitler và Goebbels.
Cũng theo nhận định của tướng Zhukov thì đối lập với những điểm mạnh nói trên, giới cầm quyền Đức Quốc xã lại mắc phải chính những sai lầm chiến lược chính trị-quân sự do thiển cận và chủ quan khinh thường đối phương. Cho dù huy động một lực lượng quân sự lớn nhất trong khả năng của chính họ và các nước đồng minh, quân đội Đức Quốc xã vẫn không thể đủ lực lượng để đồng thời tấn công chiến lược trên ba hướng chủ yếu. Càng vào sâu trong nội địa Liên Xô, tuyến mặt trận ngày càng mở rộng, mật độ binh lực và phương tiện ngày càng mỏng đi. Vấp phải sức chống cự ngày càng tăng lên của quân đội Liên Xô, mật độ binh lực và phương tiện này ngày càng mỏng yếu hơn nữa khiến cho đến cuối chiến dịch, khả năng đột kích của các binh đoàn xe tăng, sức mạnh chính của quân đội Đức Quốc xã gần như bị triệt tiêu. Không phải các thống chế Đức không nhận ra điều này và họ đã chọn Moskva để "đánh canh bạc cuối cùng". Mặc dù đã đổ vào đây đến 34% quân số và 68% xe tăng của toàn bộ mặt trận Xô-Đức nhưng quân đội Đức vẫn không đủ lực lượng để hoàn thành đến cùng chiến dịch "Typhoon" và buộc phải rút lui sau những thiệt hại nặng nề do chiến thuật chống tăng tổng hợp của Quân đội Liên Xô.
Theo Stemenko thì một sai lầm quan trọng khác của Quân đội Đức là tính cứng nhắc trong điều hành tác chiến. Khi mọi cuộc tấn công diễn ra suôn sẻ, quân đội Đức hành động rất bài bản với tính kế hoạch có độ chính xác rất cao và điều đó đem lại sức mạnh cho họ. Tuy nhiên, đến khi tình hình chiến trường có những đột biến, cục thế xoay chuyển ngoài những dự kiến thì Bộ Tổng tư lệnh và các tướng lĩnh Đức lại trở thành "tù binh" của chính họ với thói quen khuôn mẫu, bị trói buộc vào những lý thuyết quân sự vốn có trong khi tình hình đòi hỏi phải có những thay đổi linh hoạt. Heinz Guderian là một trong số hiếm hoi các tướng lĩnh Đức Quốc xã có tư duy mềm dẻo, linh hoạt nhưng lại bị Hitler ghét bỏ vì "bất tuân thượng lệnh", tự ý chuyển sang phòng ngự và lui quân. Kết quả là khi bị mất quyền chủ động chiến lược, nhiều tướng lĩnh Đức chậm hoặc không thích nghi với các điều kiện mới, ít chịu cải tổ bộ máy cũng như chậm tìm ra giải pháp khắc phục các khó khăn khi kế hoạch đã định ra có những mâu thuẫn lớn với các tình huống thực tế.
Một trong các điểm yếu nữa về chiến thuật quân sự của Quân đội Đức khiến họ không thể áp dụng đầy đủ học thuyết đánh nhanh thắng nhanh tại chiến trường Xô-Đức mặc dù trước đó, học thuyết này đã được kiểm nghiệm và được đánh giá là đạt hiệu quả cao tại các chiến trường Tây Âu và Đông Âu năm 1940-1941. Đó là việc bao vây các đơn vị quân đội Liên Xô tại các lòng chảo lớn không khỏi tạo nên một thế trận kéo dài của các binh đoàn xe tăng. Các binh đoàn cơ động này không chỉ phải chiến đấu chống lại đối phương phản kích tại vòng vây bên trong mà còn phải chống lại cả những đòn tấn công giải vây từ bên ngoài. Buộc phải tác chiến trên cả hai mặt trận, sức cơ động đột kích của các đơn vị xe tăng Đức suy giảm đáng kể. Chính Hitler cũng cho rằng chiến thuật này đòi hỏi quá nhiều binh lực nhưng kết quả đạt được lại khá hạn chế.

#### Về Liên Xô
Đối với Liên Xô, sai lầm lớn nhất là việc dự báo thời điểm quân đội Đức phát động chiến tranh và để cho quân đội và nhân dân của mình hoàn toàn bị bất ngờ trước cuộc tấn công tổng lực của Quân đội Đức Quốc xã ngày 22 tháng 6. Ban lãnh đạo Liên Xô cùng với người đứng đầu nhà nước Liên Xô là Stalin đã cho rằng nước Đức phải cần thêm một thời gian chuẩn bị. Mặc dù nhiều biện pháp ngoại giao đã được áp dụng, kể cả các biện pháp "nín nhịn" tránh khiêu khích với Đức, tìm cách ký hiệp ước liên minh quân sự với Anh và Pháp cũng đã được thi hành; thậm chí những người đề nghị những biện pháp đặt quân đội vào tình trạng báo động cao còn bị coi là "gieo rắc hoang mang" nhưng chiến tranh vẫn diễn ra sớm hơn dự định. Hơn nữa, Stalin cũng đánh giá quá cao khả năng dùng biện pháp ngoại giao để đẩy lùi thời điểm xảy ra chiến tranh. Đến khi cuộc chiến thực sự sắp nổ ra, với cương vị là người đứng đầu Nhà nước, ông cũng không có được một quyết định quan trọng làm cho đất nước thích ứng ngay với tình trạng chiến tranh, đã chậm trễ trong việc đặt quân đội vào tư thế sẵn sàng chiến đấu. Ngay cả những nhà chính trị và quân sự Liên Xô cũng coi đây là một trong những khuyết điểm hết sức nghiêm trọng về chính trị của ông. Góp phần vào các sai lầm ấy là báo cáo kết luận không rõ ràng, thiếu quyết đoán và thậm chí là "xuôi chiều" theo ý Stalin của ngành tình báo quân sự do tướng F. I. Golikov đứng đầu. Mặc dù nắm trong tay nhiều tin tức xác định thời điểm quân Đức sẽ tấn công là trung tuần tháng 6 năm 1941 nhưng trong Báo cáo ngày 14 tháng 5, F. I. Golikov vẫn cho rằng: "thời gian Đức bắt đầu hành động chống Liên Xô có khả năng chính xác nhất là sau khi đánh bại Anh hoặc ký với Anh một hòa ước có lợi" và "tin đồn và những về cuộc chiến chống Liên Xô sẽ xảy ra cần được coi như tin đánh lừa do các cơ quan tình báo Anh và thậm chí cả Đức tung ra".

Áp phích Liên Xô: "Cái chết của quân xâm lược Đức", tác giả: N.Dolgorukov, B. Yefimov năm 1942.

Sai lầm chiến lược thứ hai là việc bố trí quân đội trên toàn tuyến phòng ngự bị lệch về phía Nam. Do Stalin cho rằng Quân đội Đức trước hết phải chiếm lấy miền Ukraina trù phú rồi mới có thể tiến đánh vào trung tâm Liên Xô nên đã lệnh cho Bộ Tổng tham mưu bố trí tại đây 45 sư đoàn bộ binh, 20 sư đoàn xe tăng, 10 sư đoàn cơ giới, 5 sư đoàn kỵ binh, chiếm khoảng 1/2 số tổng binh lực của Liên Xô tại tuyến 1 và tuyến 2 vùng biên giới phía Tây. Tại quân khu đặc biệt miền Tây và quân khu Pribaltic chỉ bố trí 49 sư đoàn bộ binh, 16 sư đoàn xe tăng, 8 sư đoàn cơ giới. Hai quân khu phải hứng chịu những đòn đột kích rất mạnh của 79 sư đoàn Đức (trong đó có 24 sư đoàn xe tăng). Do thua kém về binh lực và phương tiện, thua kém về chất lượng khí tài và thế bố trí, hai phương diện quân miền Tây và Tây Bắc đã bị vỡ trận một cách nhanh chóng. Do bị chia cắt bởi khu đầm lầy Pripiat ở phía Nam Belarus, việc điều động binh lực của phương diện quân Tây Nam để tăng viện cho Phương diện quân Tây không thể thực hiện nhanh chóng. Tới khi tập đoàn quân 16 của tướng M. F. Lukin và hai quân đoàn cơ giới 9 và 22 rút từ Phương diện quân Tây Nam đến được với phương diện quân Tây thì chiến sự đã ở trước cửa ngõ Smolensk. Theo đại tướng Zhukov, đây là một trong số những nguyên nhân làm cho Liên Xô thất bại trong thời kỳ đầu của cuộc chiến.
Sai lầm chiến lược thứ ba của Liên Xô là việc chậm rút các lực lượng chủ yếu của các phương diện quân Tây và Tây Nam ra khỏi các gọng kìm xe tăng của quân đội Đức. Trong các trận đánh từ phía Tây Minsk hồi tháng 6 đến các trận đánh trên tả ngạn sông Berezina hồi tháng 7, Phương diện quân Tây đã hai lần bị hợp vây và cả hai lần đều bị tổn thất rất nặng nề. Cộng vào sai lầm đó là sai lầm lớn cũng thuộc về Stalin khi vào đầu tháng 9 năm 1941, ông không cho phép rút các lực lượng cơ bản của Phương diện quân Tây Nam về tả ngạn sông Dnepr. Ông cũng không đủ can đảm để bỏ Kiev mặc dù đã được Bộ Tổng tham mưu xác định Phương diện quân Tây Nam có nguy cơ bị hợp vây bởi hai cánh quân Đức từ Konotop đánh xuống, từ Kremenchuk đánh lên và khuyến nghị ông nên cho rút quân. Thậm chí, ngay cả khi tham mưu trưởng Phương diện quân Tây Nam, thiếu tướng V. I. Tupikov gửi báo cáo số 15614 ngày 17 tháng 9 đề nghị rút quân ngay với dự báo: "Chỉ vài ngày nữa thôi, sẽ bắt đầu cái tai họa mà đồng chí đã hiểu" thì Stalin lại cho rằng đó là một báo cáo hoảng loạn và yêu cầu Phương diện quân phải thực hiện đến cùng nghĩa vụ của mình. Kết quả là 5 tập đoàn quân Liên Xô đã bị bao vây, tiêu diệt hoặc bị bắt và chỉ có không quá 1/4 quân số thoát vây.
Một sai lầm nữa cũng có tính chiến lược quân sự là sai lầm của Bộ Tổng tư lệnh tối cao cùng nguyên soái S. M. Budionny và trung tướng I. S. Koniev trong giai đoạn đầu của cuộc phòng thủ Moskva. Việc bố trí hai phương diện quân gần như nhập làm một trên tuyến phòng thủ phía Tây Moskva đã gây ra những rối loạn trong điều hành tác chiến, chỉ huy cấp trên không nắm được các đơn vị cấp dưới khi lâm trận. Đến khi quân Đức mở cuộc tấn công, các đơn vị này bị dồn vào khu vực Rzhev - Vyazma và nhanh chóng bị vây. Cơ quan quân báo của hai Phương diện quân này cũng không xác định được hướng tấn công chính của quân đội Đức để điều động binh lực và phương tiện đến đẩy lui đối phương, bịt các cửa đột phá do xe tăng Đức tạo ra. Sai lầm này chỉ được sửa chữa khi Zhukov từ Leningrad quay về nắm lại Phương diện quân Tây hợp nhất và trở thành tư lệnh phòng thủ Moskva trên thực tế.
Thất bại của Liên Xô trong giai đoạn đầu của chiến dịch còn có những nguyên nhân về tổ chức và con người. Việc đề bạt một loạt sĩ quan trẻ chưa qua trận mạc lên giữ các chức vụ cao đã làm giảm sức chiến đấu của quân đội, trước hết là do kinh nghiệm chỉ huy tác chiến còn quá mỏng. Ngay trước chiến tranh, khi tiến hành các biện pháp tổ chức lại quân đội, Bộ Tổng tham mưu quân đội Liên Xô đã phát hiện thấy sự thiếu hụt trầm trọng các cán bộ chỉ huy giỏi, có nhiều kinh nghiệm và đội ngũ chuyên gia tham mưu tác chiến binh chủng hợp thành. Ở các đơn vị, đội ngũ sĩ quan, hạ sĩ quan xe tăng, pháo binh, phi công và nhân viên kỹ thuật hàng không có tay nghề cao, chuyên môn giỏi cũng có số lượng rất ít. Trong khi chiến tranh đã cận kề thì người ta lại dự tính đến cuối năm 1941 mới khắc phục hết những thiếu sót này.
Cố gắng lớn nhất của Liên Xô vào giai đoạn cuối cùng của chiến dịch là đã chặn được đà tiến công của các cánh quân xe tăng Đức trước cửa ngõ Moskva bằng những lực lượng dự bị đủ mạnh và chiến thuật hợp lý. Các chỉ huy Quân đội Liên Xô đã biết rút quân đúng thời điểm trước các mũi đột kích bằng cơ giới của quân Đức để rồi dùng chính những lực lượng này tập kích vào hai bên sườn những đạo quân cơ giới của đối phương. Bộ Tổng tư lệnh tối cao Liên Xô không chỉ xây dựng kịp thời các tập đoàn quân dự bị mà còn biết giữ gìn các đơn vị này. Họ không còn đưa những đơn vị lẻ tẻ ra mặt trận mà tập trung lực lượng và phương tiện thành những khối quân cơ động đột kích mạnh, đánh thẳng vào những đoạn tiếp giáp hiểm yếu giữa các đơn vị Đức Quốc xã. Chiến thuật cơ bản này về sau được phổ biến và trở thành giáo khoa kinh điển của Quân đội Liên Xô và nhiều nước khác. Một chiến thuật khác cũng được sáng tạo và áp dụng là "chiến thuật chống tăng tổng hợp". Không giống như giai đoạn đầu chiến dịch, các đơn vị xe tăng Liên Xô trong phòng thủ đã tránh những trận đấu tăng khi yếu thế và chọn cách đánh phối hợp chặt chẽ với pháo chống tăng, các tổ xung kích cảm tử diệt tăng và các bãi mìn được bố trí có trọng điểm. Do đó, các tập đoàn quân xe tăng Đức bị thiệt hại rất nặng trước các trận địa này. Phá huỷ thật nhiều xe tăng, xe bọc thép cũng có nghĩa là bẻ gãy mũi nhọn đột kích của các binh đoàn cơ giới Đức và cũng có nghĩa là đánh quỵ "xương sống" của chủ lực lục quân Đức.
Thành công của Liên Xô vào giai đoạn cuối của chiến dịch đã tạm thời tước được quyền chủ động chiến lược từ tay quân đội Đức Quốc xã. Mặc dù giữ việc Moskva có tầm quan trọng chiến lược, mất Moskva sẽ cực kỳ thất lợi và tai hại về chính trị - quân sự cho họ; mặc dù quyết tâm giữ Moskva của Zhukov cũng như quân đội Liên Xô rất cao nhưng Bộ Tổng tư lệnh Liên Xô vẫn chuẩn bị cho tình huống xấu nhất một cách tuyệt đối bí mật. Bộ Tổng tư lệnh Liên Xô đã hiểu được ý tưởng của Cố nguyên soái M. I. Kutuzov hồi năm 1812. Khi đó, Kutuzov đã đặt câu hỏi với Hoàng đế Nga là Aleksandr I về việc "nên đánh một trận cuối cùng rồi để mất cả quân đội lẫn Moskva hay giữ lấy quân đội để chiếm lại Moskva". Và Aleksandr I đã nghe theo vị nguyên soái già: giữ lấy quân đội. Cùng với việc kịp thời tổ chức lại các tập đoàn quân 5, 16, 43, 49 với phần đông quân số lấy từ lực lượng dự bị động viên; Bộ Tổng tư lệnh tối cao Liên Xô đã bố trí một thê đội chiến lược lớn phía Đông Moskva trên tuyến Vytegra - Rybinsk - Gorky - Saratov - Stalingrad - Astrakhan theo Nghị quyết ngày 5 tháng 10 của Hội đồng Quốc phòng Nhà nước. Tại tuyến này đã thành lập cấp tốc 10 tập đoàn quân dự bị. Hầu như cả Liên Xô đã tập trung chăm lo cho quân đội của mình để chặn đứng quân đội Đức Quốc xã tại bất kỳ nơi nào có thể chặn được. Trong thời gian Moskva bị uy hiếp nghiêm trọng; để đảm bảo công tác chỉ huy trong tình huống xấu nhất, Bộ Tổng tham mưu Quân đội Liên Xô cũng được chia làm hai, một phần sơ tán về Saratov (căn cứ chỉ huy chiến lược dự bị). Nhóm tiền phương gồm 10 người ở lại Moskva. Hội đồng Quốc phòng Nhà nước Liên Xô cũng cho sơ tán một phần các cơ quan Đảng, Chính phủ; các đoàn ngoại giao, các cơ sở công nghiệp quốc phòng lớn, các cơ quan văn hoá, khoa học khỏi Thủ đô về phía Đông. Tuy nhiên, trường hợp xấu nhất đã không xảy ra. Đến tháng 2 năm 1942, khi quân Đức bại trận trước cửa ngõ Moskva và phải rút lui; các cơ quan đã sơ tán lại lần lượt trở lại Moskva.

### Ảnh hưởng quốc tế sau chiến dịch
Chiến thắng của Quân đội Liên Xô làm phá sản Kế hoạch Barbarossa có ảnh hưởng lớn đến mức làm rung động ngay cả những tướng lĩnh lão luyện của quân đội Đức Quốc xã và về sau này, nhiều người vẫn còn nhắc đến nó như một bài học sâu sắc. Được hỏi tại Tòa án Quốc tế Nuremberg rằng khi nào thì người Đức nhận ra sự thất bại của Kế hoạch Barbarossa, cựu Thống chế Wilhelm Keitel, Tổng tham mưu trưởng quân đội Đức Quốc xã trả lời ngay bằng một từ ngắn gọn: "Moskva". Tướng Tippelskirch đã phải thừa nhận: "Kết quả và quy mô chiến dịch phản công của Hồng quân lớn tới mức khiến chúng tôi bàng hoàng sửng sốt, và điều đó gần như là một thảm họa đối với nước Đức".
Những thất bại ở Moskva, ở Tikhvin, ở Rostov làm cho Adolf Hitler nổi điên. Ngày 30 tháng 11, ông ta chỉ thị cho Thống chế Gerd von Rundstedt phải ra lệnh cấm Tập đoàn quân xe tăng 1 rút lui. Một tuần sau, khi nhận được câu trả lời là không thể thực hiện lệnh đó, Hitler lập tức bay đến Sở chỉ huy Cụm tập đoàn quân Nam ở Poltava (Ukraina). Tại đây, những lời buộc tội của Hitler đối với Rundstedt về thất bại của quân Đức tại Rostov đã bị viên thống chế lão luyện này phản bác. Rundstedt cho rằng người ra lệnh thực hiện chiến dịch này phải chịu trách nhiệm về thất bại của nó. Nói cách khác, đó chính là Führer. Hitler nhảy bổ vào Rundstedt và giật chiếc huân chương chữ thập hiệp sĩ của viên thống chế ra khỏi cổ áo. Ngày 11 tháng 2, Hitler ký lệnh phế truất chức vụ Tổng tư lệnh lục quân Đức của thống chế Walther von Brauchitsch đồng thời tự phong cho mình chức vụ này. Ngoài ra, tư lệnh cụm Tập đoàn quân Trung tâm, thống chế Fedor von Bock; tư lệnh tập đoàn quân xe tăng 2, tướng Heinz Wilhelm Guderian; tư lệnh tập đoàn quân 17, tướng Carl-Heinrich von Stülpnagel cùng hàng chục tướng khác cũng bị Führer cách chức. Thống chế Günther von Kluge được chỉ định thay thống chế Fedor von Bock làm tư lệnh cụm Tập đoàn quân Trung tâm.
Sự kiện Quân đội Liên Xô đánh bại Quân đội Đức Quốc xã trước cửa ngõ Moskva, đánh dấu chấm hết cho Kế hoạch Barbarossa đã làm cho tình hình quốc tế có những thay đổi lớn. Không chờ đến khi Quân đội Đức bị đánh đuổi về phía Tây thêm hàng trăm km nữa; ngày 1 tháng 1 năm 1942, tuyên bố của 26 nước Liên minh chống phát xít đã được ký kết tại Washington. Sự hình thành liên minh này của các dân tộc có ý nghĩa toàn cầu rất to lớn. Lần đầu tiên trong lịch sử nhân loại, những quốc gia có chế độ chính trị khác nhau, thậm chí đối lập nhau đã liên minh với nhau nhằm một nhiệm vụ có tính thời đại lớn lao là cứu loài người khỏi hiểm họa phát xít. Đối với Nhật Bản, sự thất bại của Chiến dịch Barbarossa đã khẳng định những tin tức mà điệp viên Liên Xô Richard Sorge báo về Moskva là chính xác. Nhật Bản không bao giờ đặt lại vấn đề tấn công vùng Siberi của Liên Xô nữa. Nguy cơ Liên Xô phải tiến hành chiến tranh trên hai mặt trận đã bị đẩy lùi.
Sự thất bại của Kế hoạch Barbarossa trên chiến trường đã củng cố niềm tin đối với hai đồng minh lớn của Liên Xô là Anh và Mỹ. Thủ tướng Anh Winston Churchill thừa nhận: "Sự nghiệp của người Nga đang chiến đấu bảo vệ tổ quốc của họ cũng là sự nghiệp của những con người tự do và những dân tộc tự do trên toàn thế giới". Sau trận Moskva, nhân loại tiến bộ hiểu rằng, việc đánh bại nước Đức phát xít không phải là không có khả năng thực tế.